# Elfenbeinschnitzerei

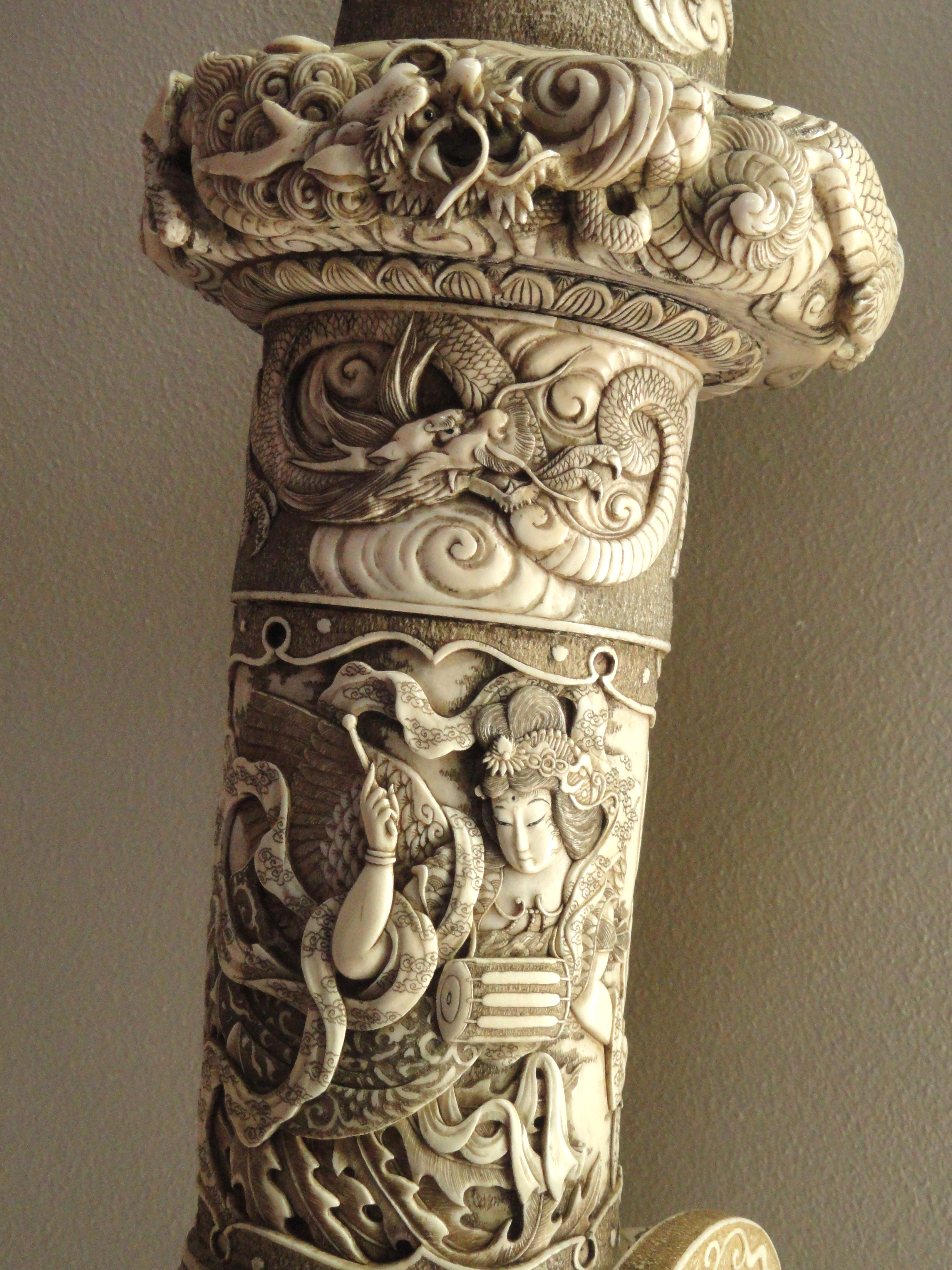
Detail einer Schwertscheide, japanisch

Elfenbeinschnitzerei ist die Kunst, durch Schnitzen und andere Techniken wie Schaben, Bohren, Ritzen (Gravieren) aus Elfenbein Skulpturen, Reliefs, Ornamente und kunsthandwerkliche Arbeiten herzustellen.

## Überblick
Schnitzereien aus Elfenbein des Wollhaarmammuts gehören wegen der Dauerhaftigkeit des Materials zu den ältesten Zeugnissen jungpaläolithischer Kleinkunst, während Gegenstände aus anderen, ebenfalls leicht zu bearbeitenden aber vergänglichen Rohstoffen, wie etwa Holz, meist nicht die Zeiten überdauert haben. Die Herstellung von Skulpturen und Schmuck begann in der altsteinzeitlichen Kultur des Aurignacien, parallel zur Fertigung von Speerspitzen, seit dem Gravettien auch von Nadeln und Pfeilspitzen. Die zugehörigen Schnitzwerkzeuge waren Klingen, Bohrer und Stichel aus Feuerstein, was durch Bearbeitungsspuren an den Gegenständen belegt ist. Spätere Generationen benutzten Werkzeuge aus Metall.
Abgesehen vom verbesserten Klingenmaterial hat sich über die Jahrtausende hinweg die Technik der Elfenbeinschnitzerei wenig gewandelt. Prägend auf allen Kulturstufen der Menschheit waren die handwerklichen Fähigkeiten des Schnitzers und sein künstlerisches Verständnis.
Auch das Aufkommen der Maschinen änderte hieran nichts. Sie erweiterten die Möglichkeiten bis hin zu Drechselarbeiten und zur Spielerei der sogenannten Wunderkugeln, die ohne Drehbank nicht herzustellen wären. Zu den traditionellen Werkzeugen der Elfenbeinbearbeitung traten hochtourige Präzisionswerkzeuge (Bohrschläuche, Fräsen), wie sie auch vom Zahnarzt benutzt werden.

## Stein- und Bronzezeit
Als früheste figürliche Abbildung eines Menschen weltweit gilt die 6 cm große Venus vom Hohlefels aus Mammut-Elfenbein, für die ein Alter zwischen 35.000 und 40.000 Jahren angenommen wird. Sie wurde 2008 in einer Höhle der Schwäbischen Alb entdeckt.
Ebenfalls aus Mammut-Elfenbein besteht der Löwenmensch, dessen Einzelteile ab 1939 im Hohlenstein-Stadel, einer Höhle im Lonetal, aufgefunden wurden. Die 31 cm große Figur ist die erste dreidimensionale Darstellung eines Mischwesens mit tierischen und menschlichen Merkmalen.
Als weitere bekannte Elfenbein-Kleinkunst der Schwäbischen Alb sind die einige Jahre vor dem Löwenmenschen ausgegrabenen 11 Tierskulpturen aus den Vogelherdhöhlen zu nennen, die mit einem Alter von 32.000 Jahren ebenso alt sind wie der Löwenmensch. In der nur wenige Kilometer entfernten Höhle Geißenklösterle konnte 1988 eine Flöte aus Mammutelfenbein geborgen werden, die als ältestes Musikinstrument der Welt gilt. Unter den Tierdarstellungen befinden sich ein Wildpferd und ein Mammut. Auch bei der archäologischen Sicherung der Pfahlbauten der La-Tène-Kultur wurden Elfenbeinschnitzereien zutage gefördert.

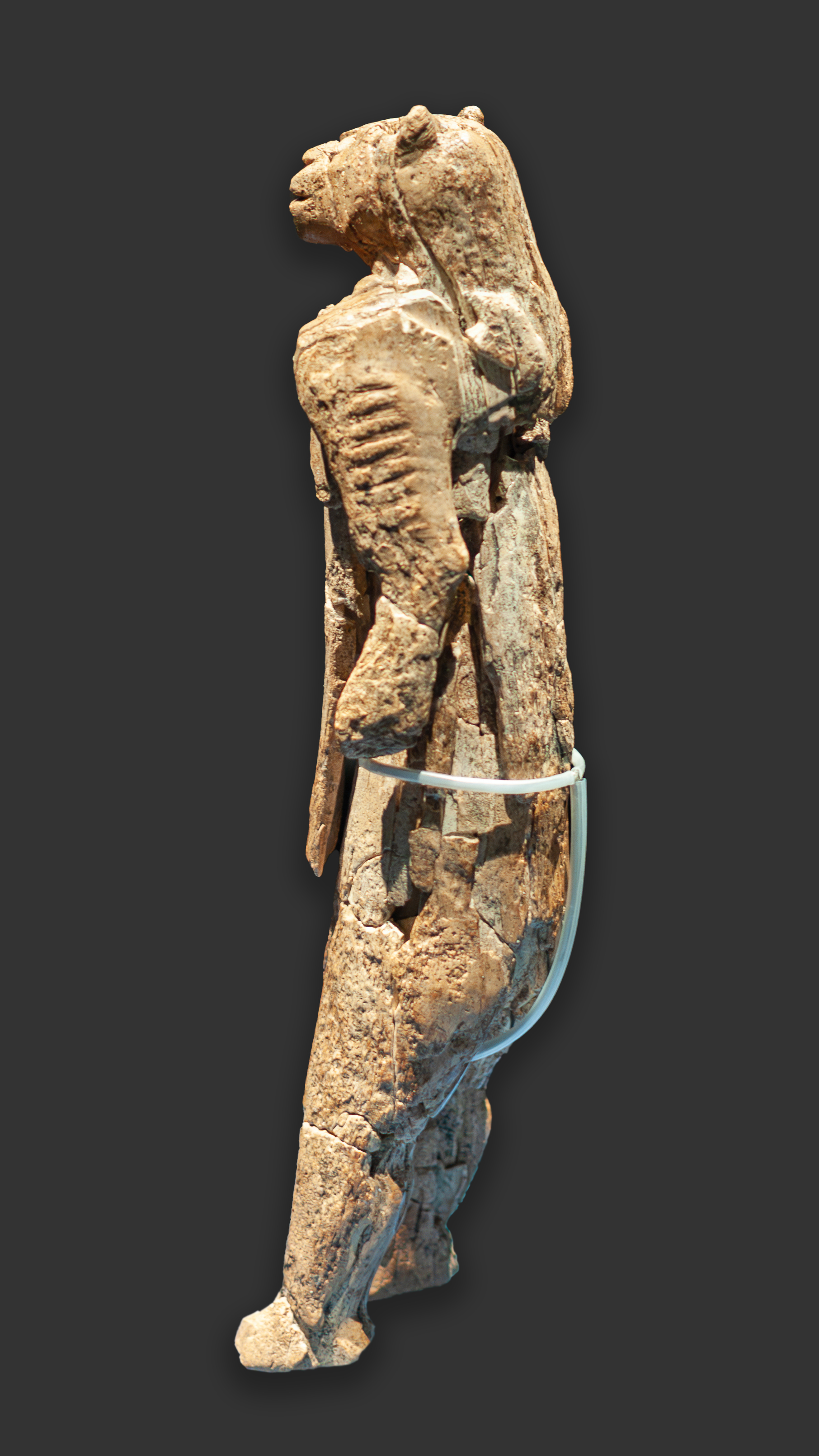
Löwenmensch aus dem Hohlenstein-Stadel
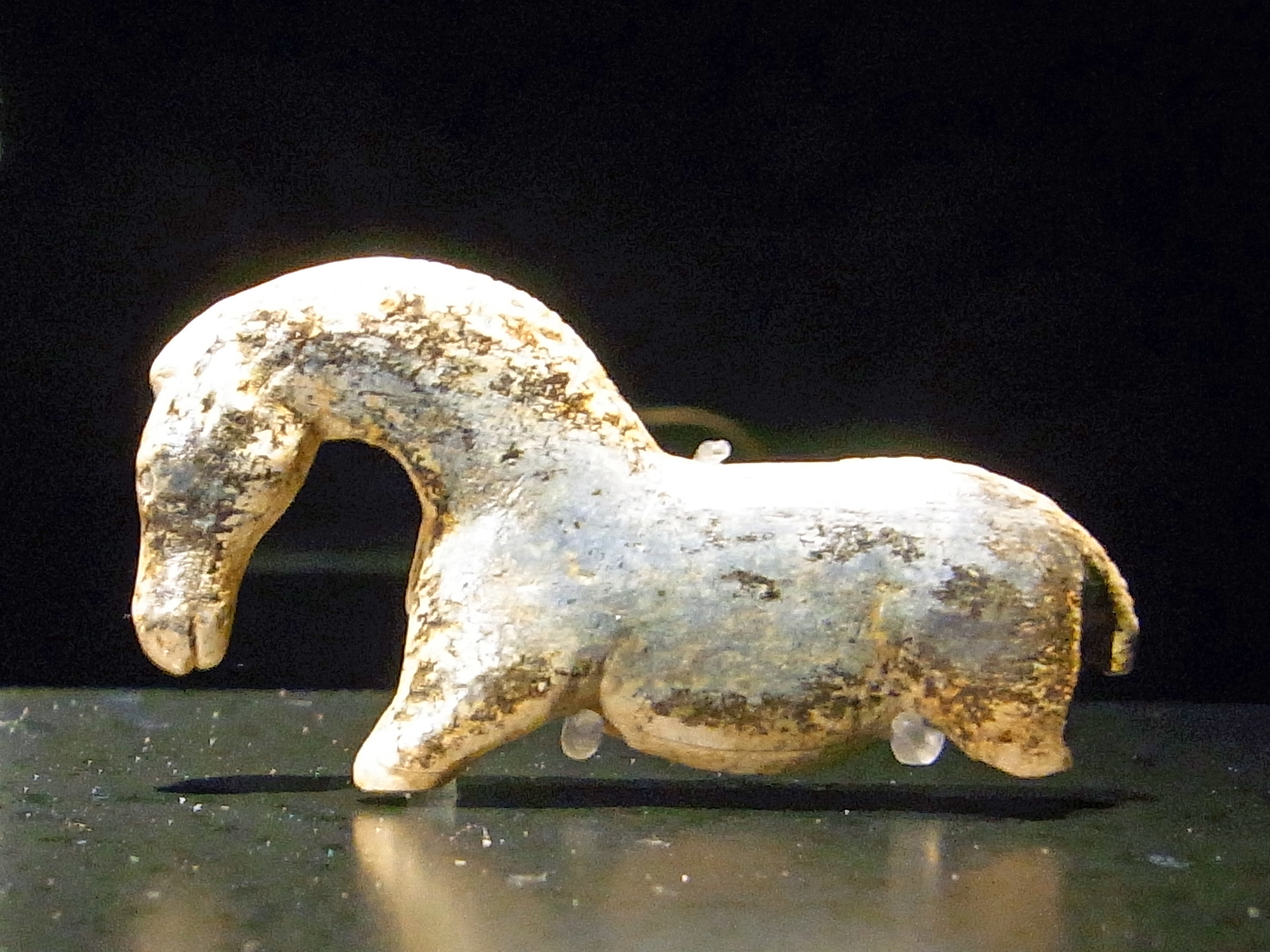
Wildpferd aus den Vogelherdhöhlen
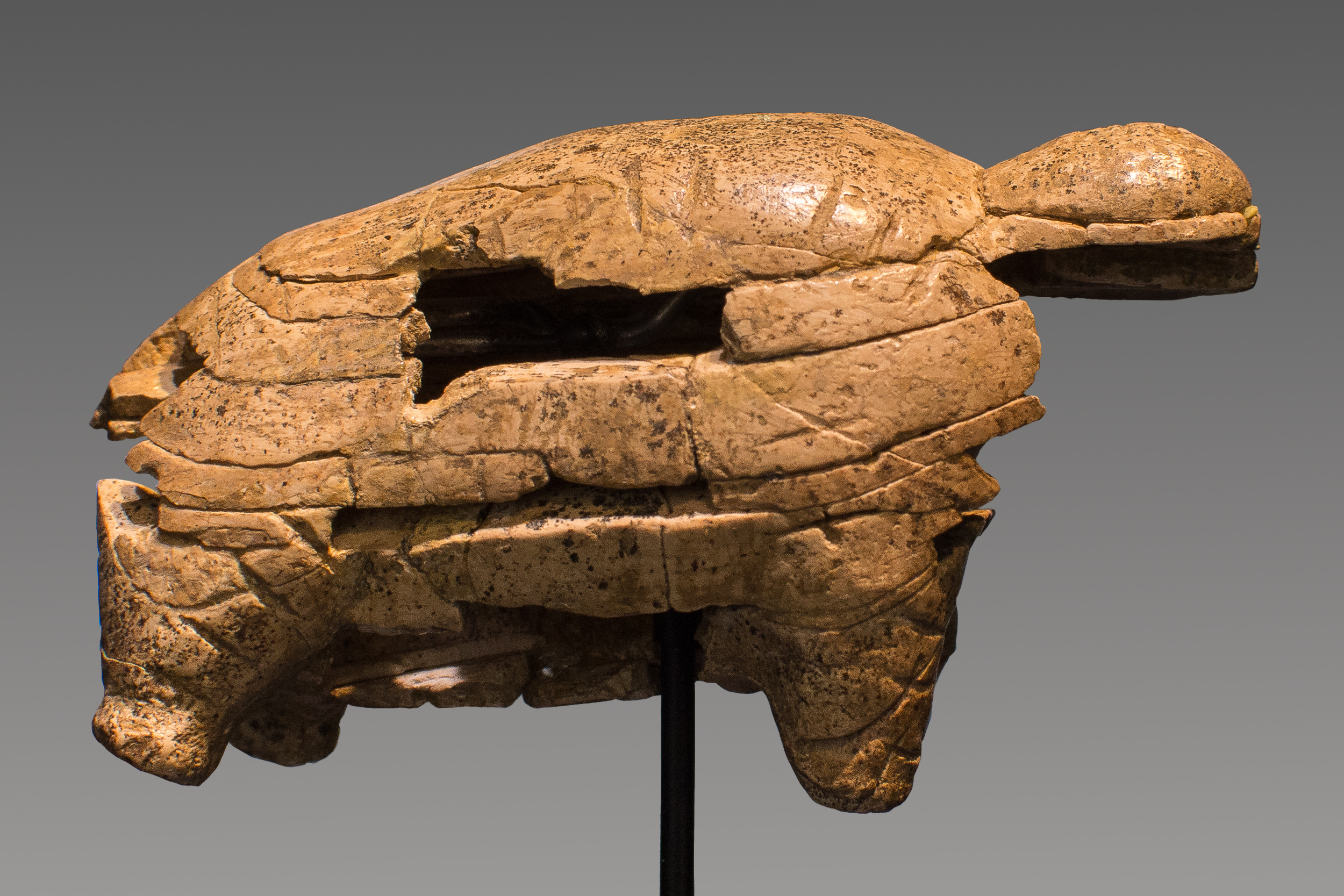
Mammutfigur aus der Höhle Geißenklösterle
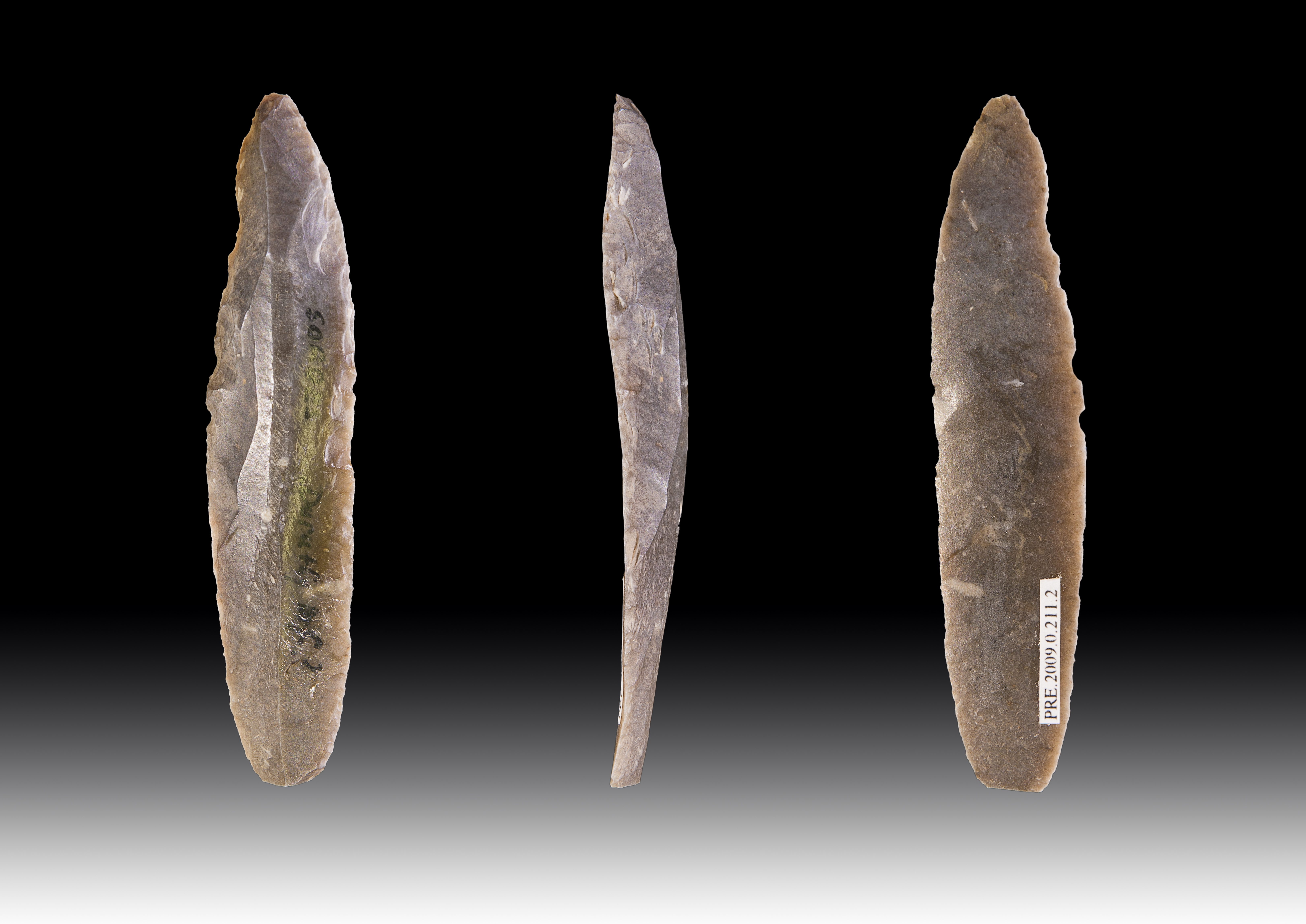
Klingen aus Feuerstein zum Bearbeiten von Elfenbein
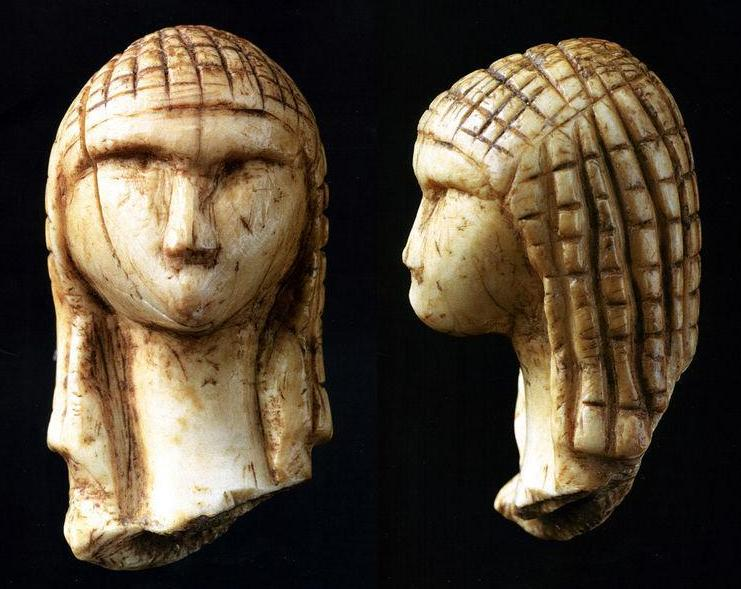
Venus von Brassempouy aus der Grotte du Pape in Frankreich

## Ägypten

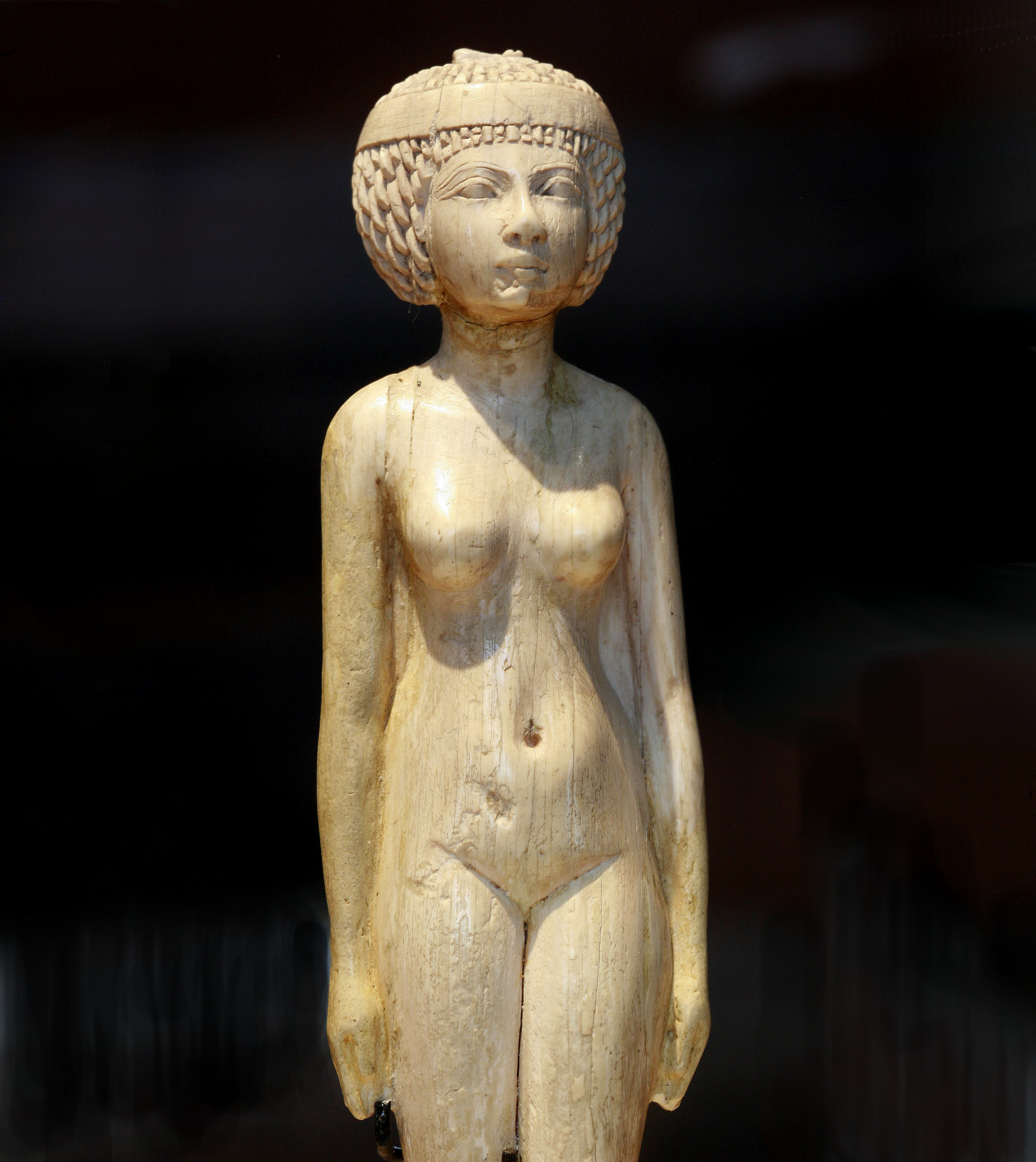
Elfenbeinstatuette, etwa 1300 v. Chr.

Die beiden Zentren früher Hochkulturen sind Ägypten und Sumer in Mesopotamien. Durch die ausgeprägte Bestattungskultur der Ägypter sind ausdrucksvolle Elfenbein-Arbeiten bekannt, die als Grabbeigaben die Zeiten überdauert haben. Sicher datierbare Stücke kennen wir seit der Zeit um 4000 vor Christus (Badari-Kultur). Unter den Beigaben befinden sich neben Kämmen, Armreifen und Perlen auch Statuetten von großer Schönheit. Aus der Naqada-Kultur ist ein Prunkmesser mit einem Griff aus Nilpferd-Elfenbein überliefert. Einer der ersten Könige, der siegreiche Pharao Den, ist auf einer Elfenbeinplakette verewigt, die in seinem Grab gefunden wurde. Die einzige bisher bekannte Darstellung des Pharao Cheops in Elfenbein zeigt das Foto unten.

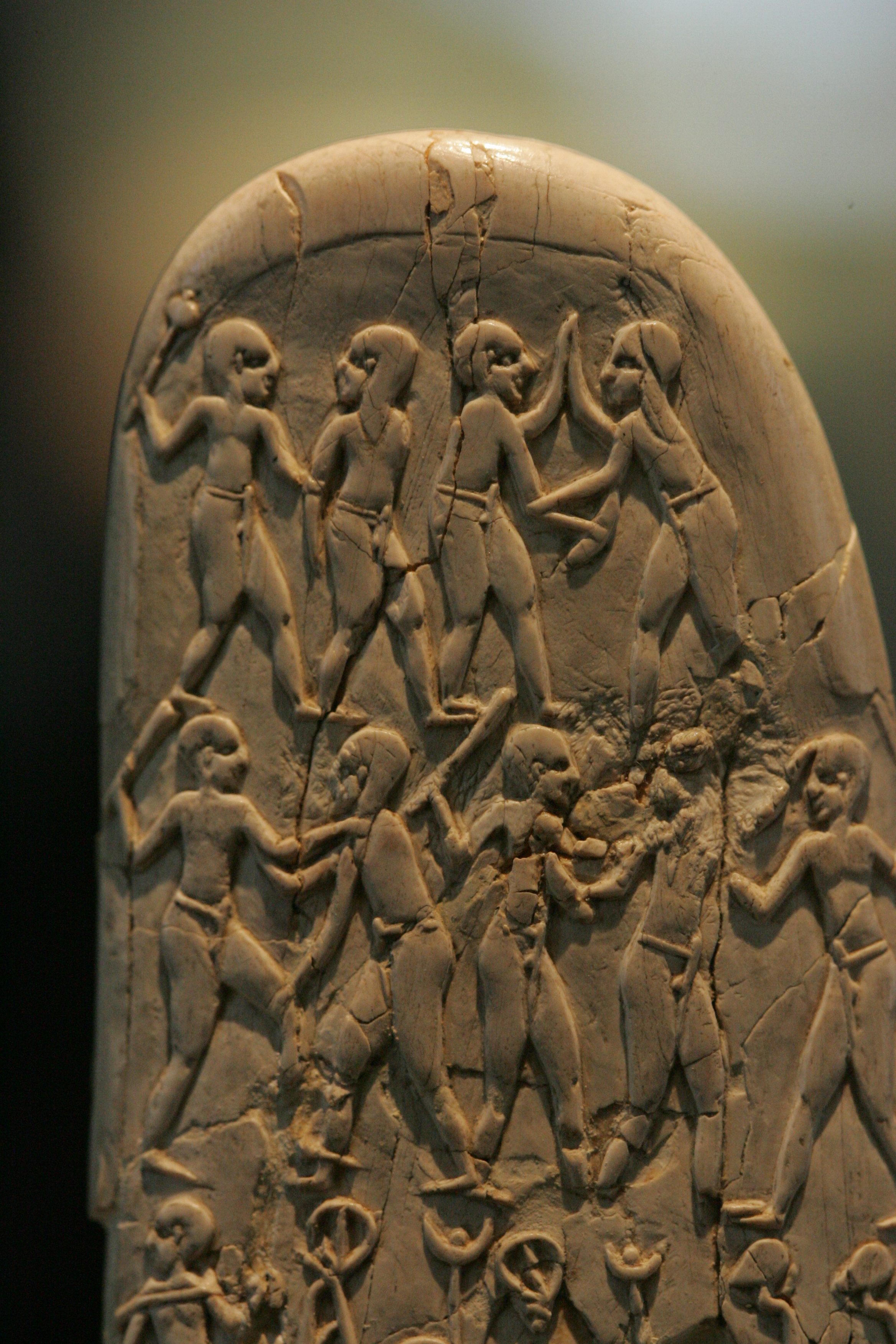
Griff eines Prunkmessers (Messer vom Gebel el-Arak) aus Nilpferd-Elfenbein, (Naqada-Kultur), etwa 3200 v. Chr.
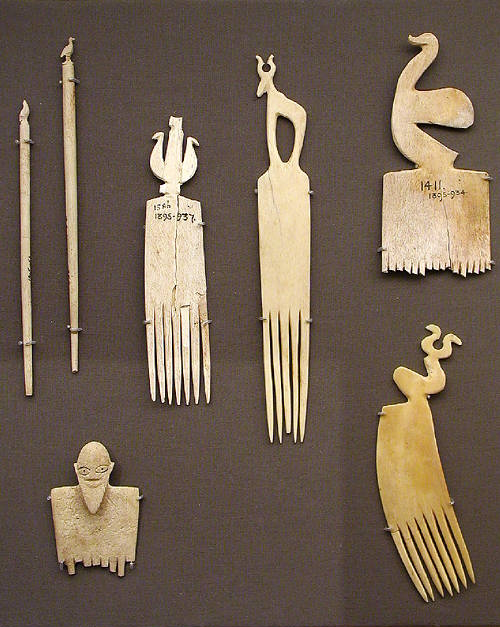
Elfenbeinkämme und -nadeln der Naqada-Zeit
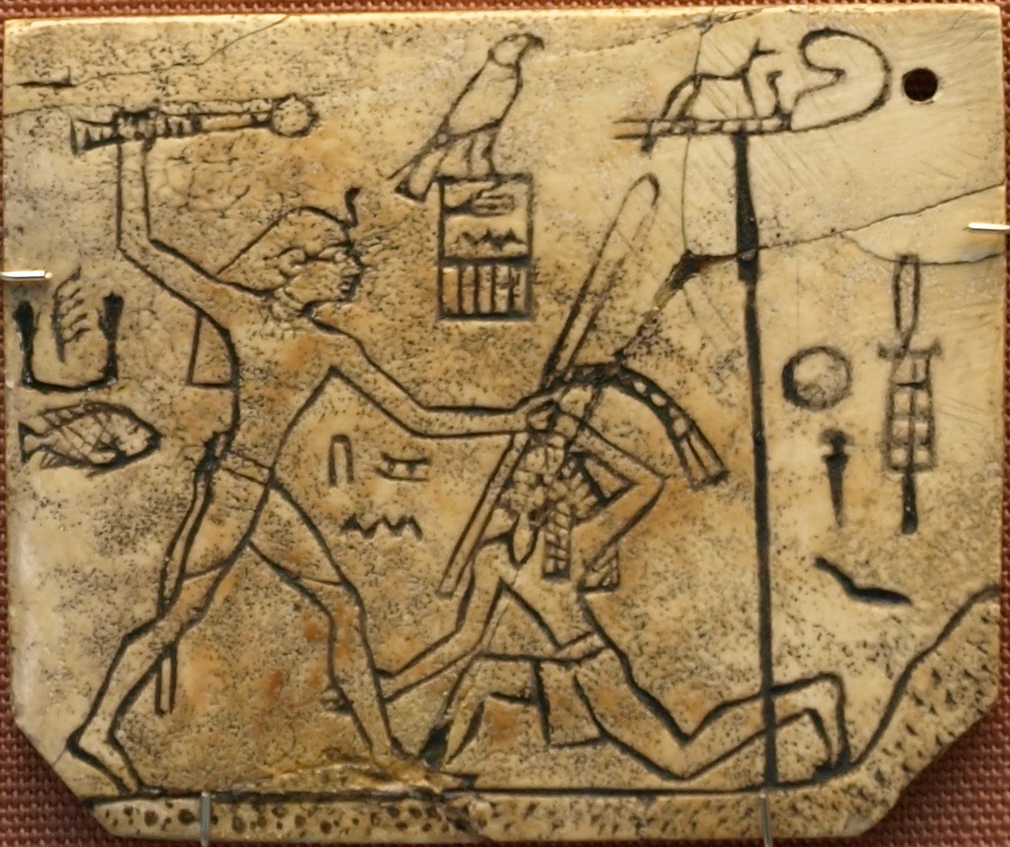
Darstellung des Pharao Den, 1. Dynastie, Grabbeigabe, etwa 3000 v. Chr.
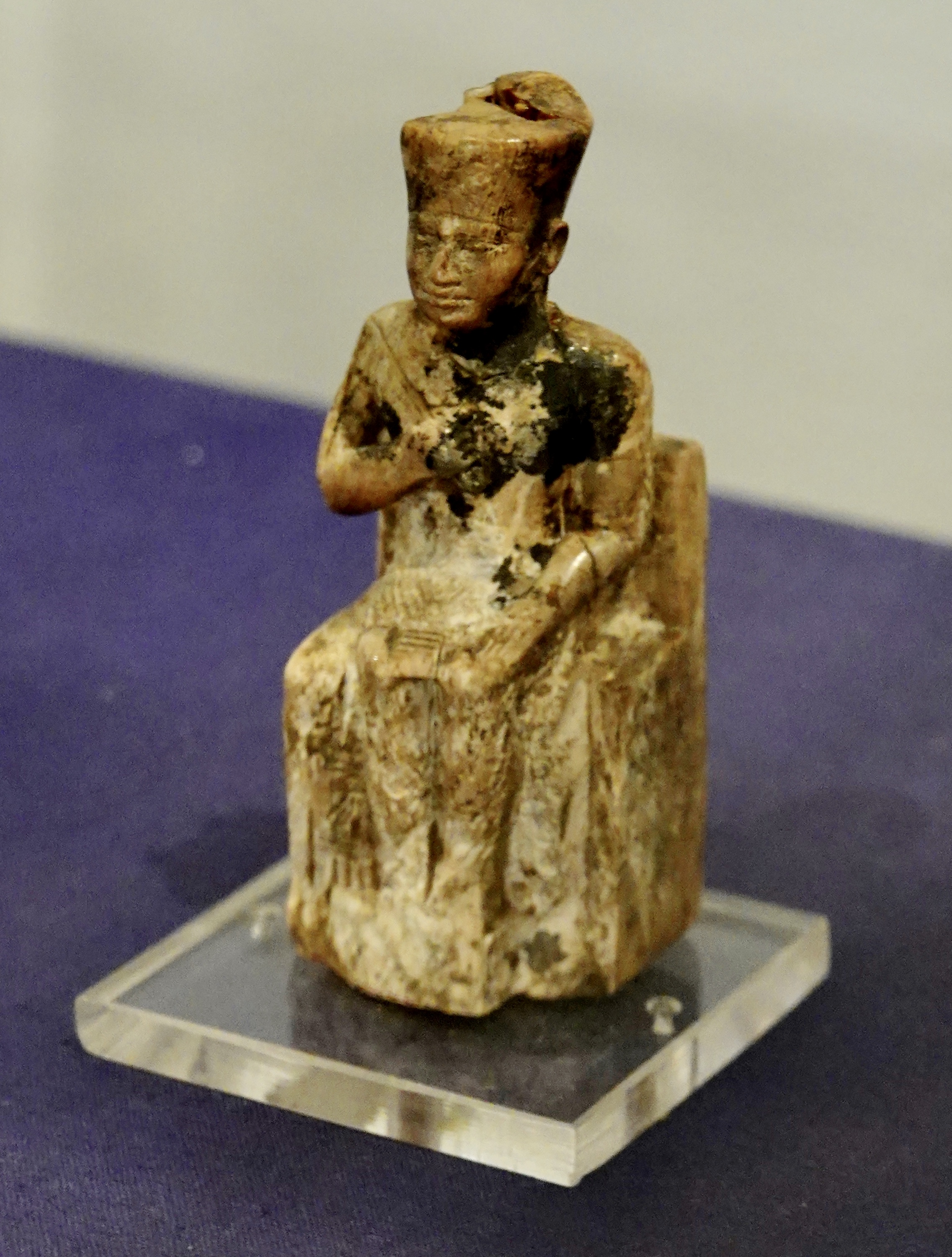
Pharao Cheops; etwa 2600 v. Chr.

## Mesopotamien – Vorderasien
Mesopotamien gehört zum Gebiet des Fruchtbaren Halbmondes, einer Region, die – durch das große Flusssystem von Euphrat und Tigris begünstigt – zur Wiege der ersten Hochkultur der Menschheitsgeschichte (Sumer) wurde. Aus den Trümmern der Städte dieser Zeit und den Ruinen der nachfolgenden Reiche der Akkader, Babylonier und Assyrer konnten einzigartige Elfenbeinarbeiten ausgegraben werden. Viele von ihnen müssen auf dem Handelsweg hierher gelangt sein, denn Elfenbein gehörte nicht zu den bevorzugten Materialien der einheimischen Handwerker, die für Kleinkunst meist Ton und für Einlegearbeiten Muschelplättchen verwendeten. Die unzähligen Elfenbeintäfelchen aus dem Palast von Nimrud, die als Bekleidung der Wände und der Möbel gedient hatten, sind hauptsächlich phönizischen Ursprungs. Die Phönizier waren es, die als führende Seehandelsmacht die phönizischen Elfenbeinarbeiten nicht nur im Orient, sondern auch in Europa verbreiteten.

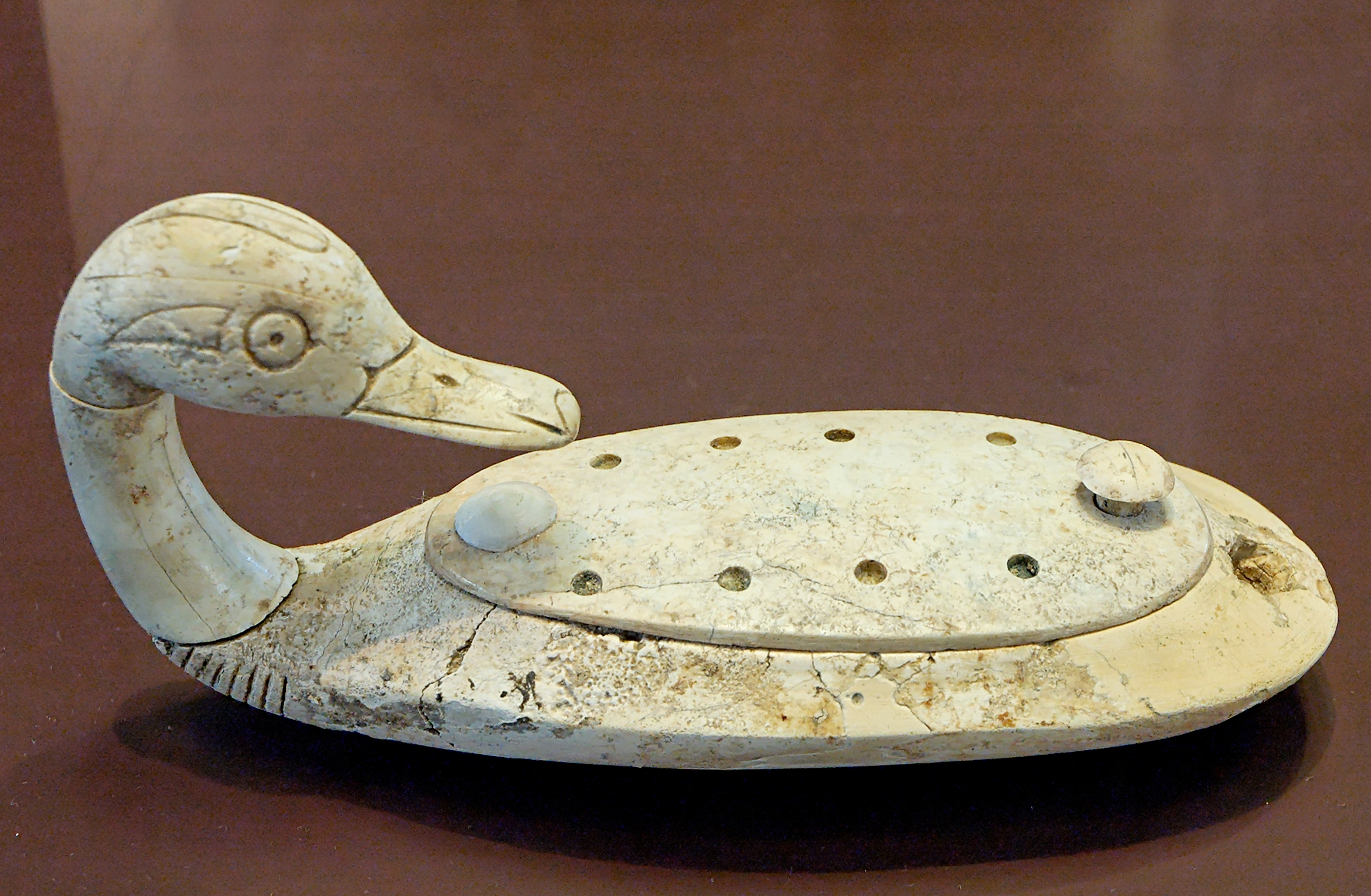
Kleines Kosmetikgefäß aus Flusspferd-Elfenbein, 13. Jh. v. Chr., aus Minet el-Beida bei Ugarit
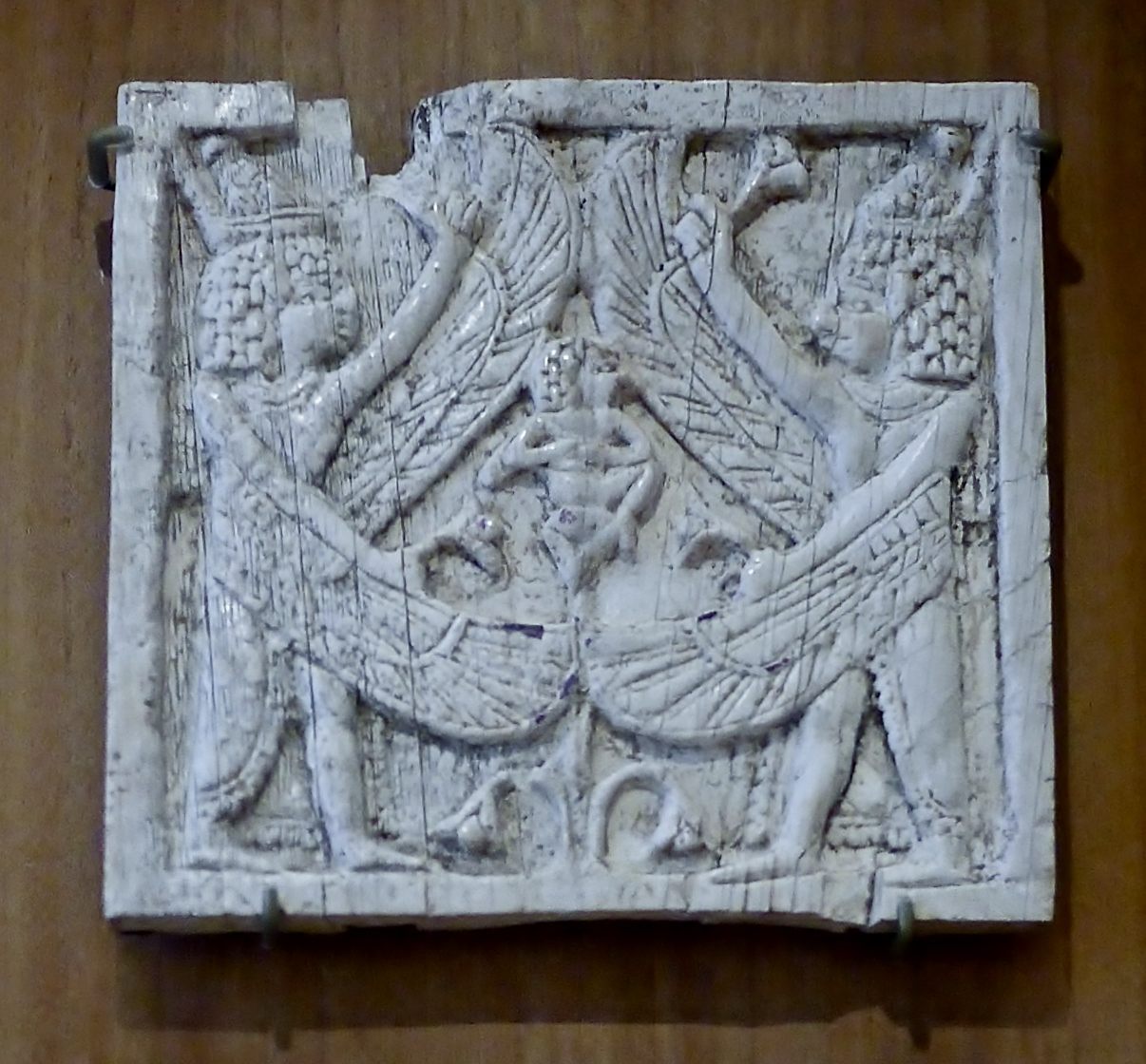
Elfenbeinplakette aus Arslan Tash, etwa 8. Jh. v. Chr.
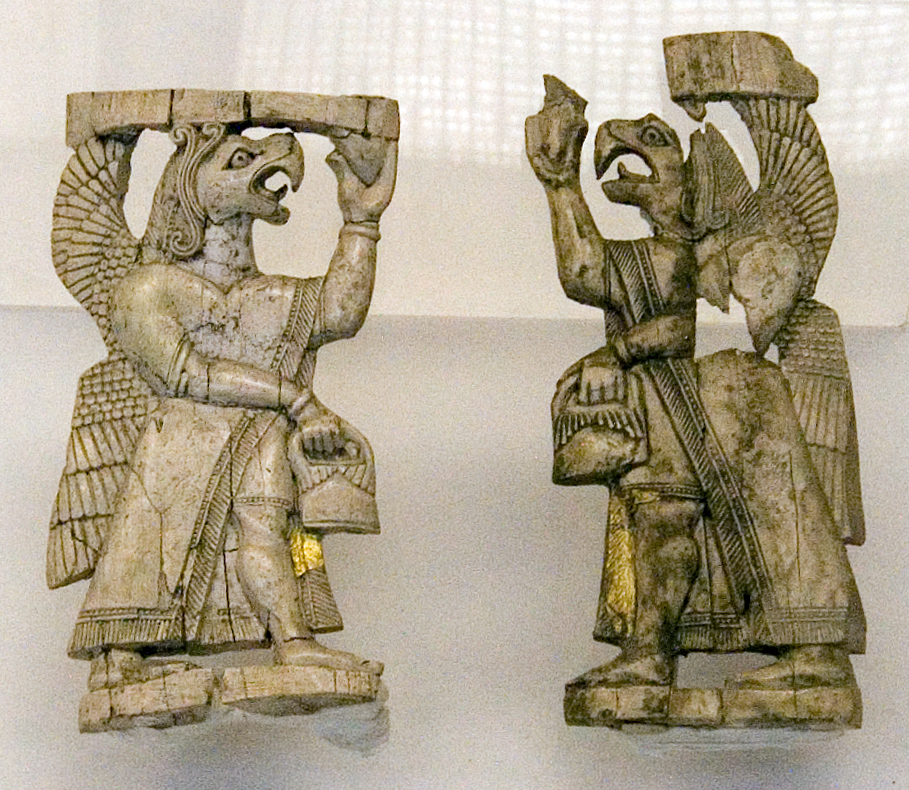
Elfenbeinschnitzerei aus Urartu
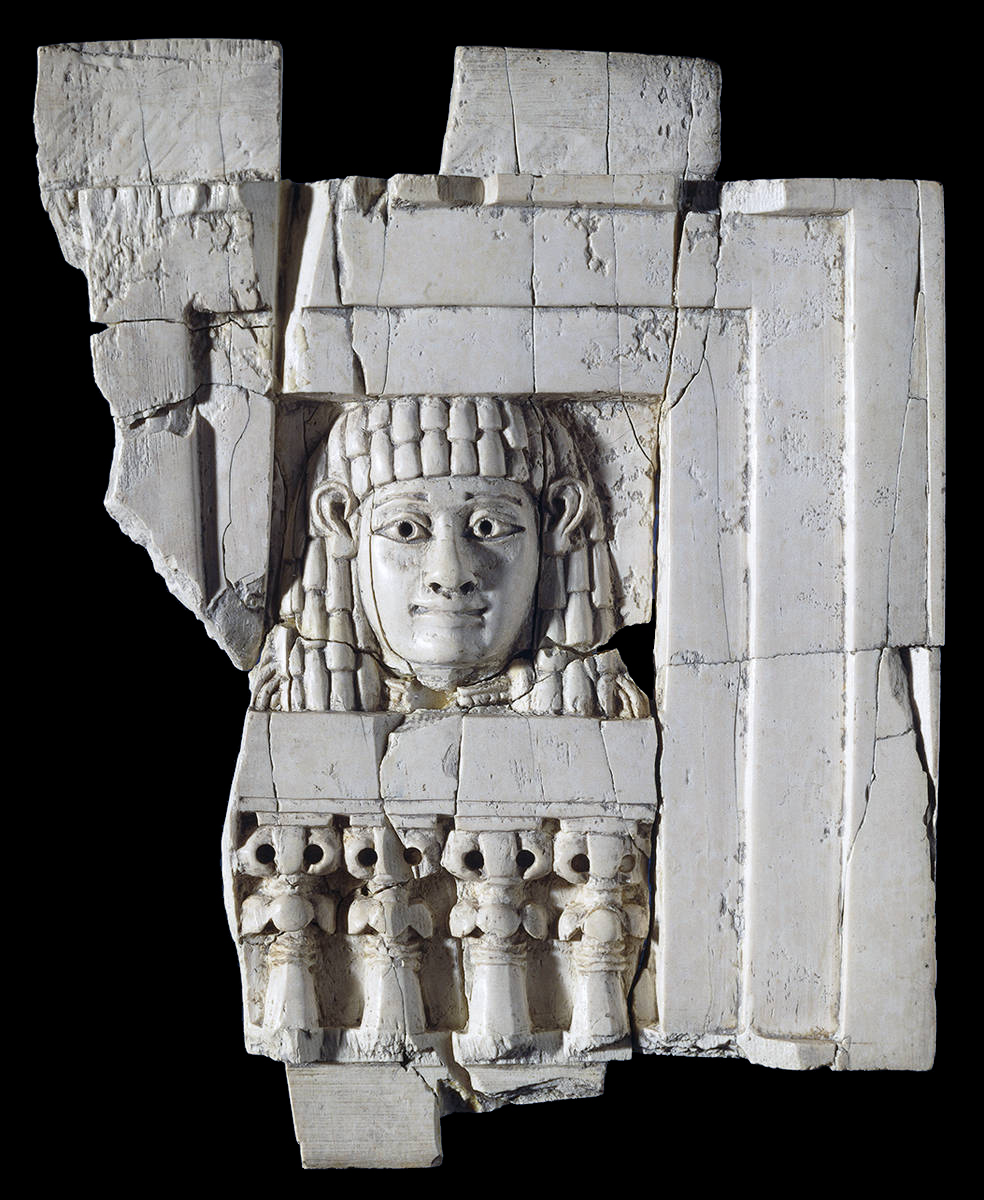
Phönizische Arbeit, 9. bis 8. Jh. v. Chr., gefunden in Nimrud
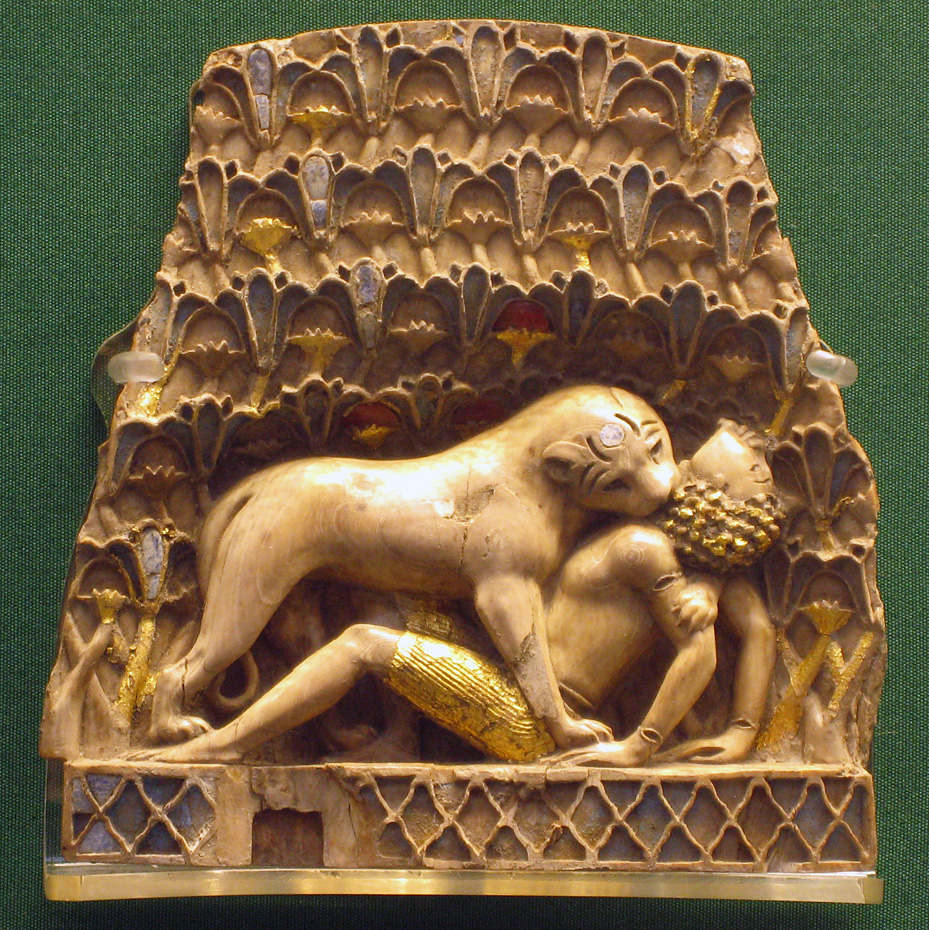
Möbel-Dekoration, 9. bis 7. Jh. v. Chr., gefunden in Nimrud

## Griechische Welt

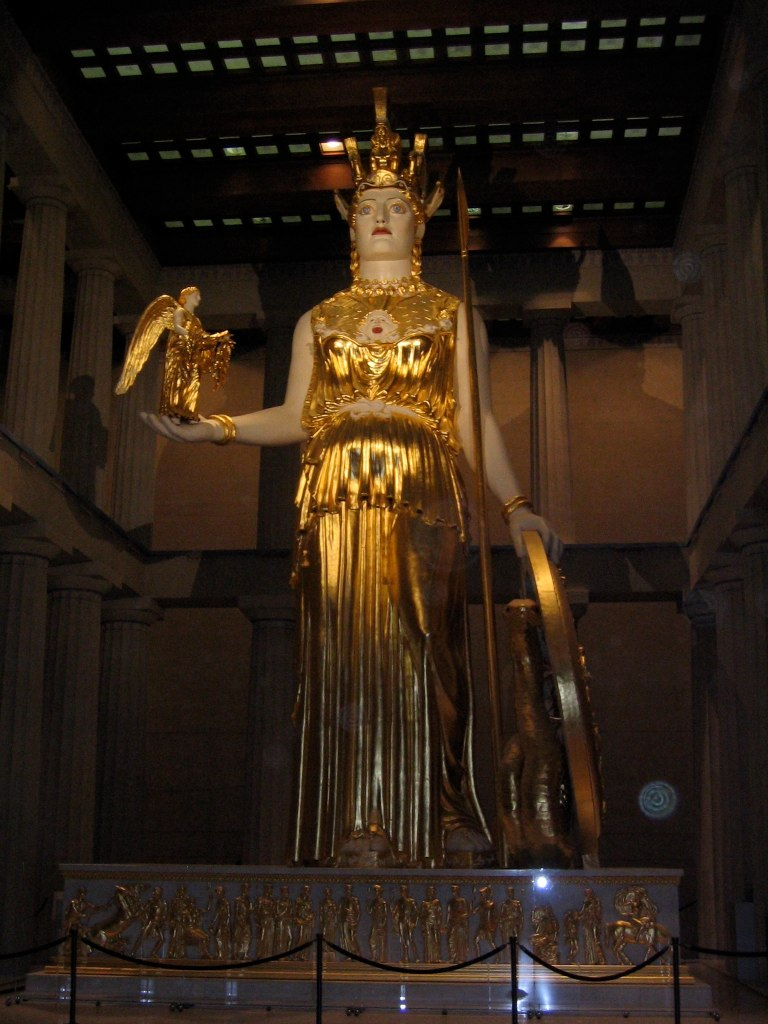
Kolossalstatue (Gold/Elfenbein) der Athene von Phidias, etwa 450 v. Chr.,
Original zerstört. Nachbildung von Alan LeQuire, 1990, im maßstabgetreu rekonstruierten Parthenon

Die Griechen übernahmen von den Phöniziern neben dem Alphabet weitere Kulturelemente, wie Formensprache und Bildmotive, was sich auch in der Elfenbeinschnitzerei zeigt. Die ersten Elfenbein-Gegenstände, die nach Griechenland gelangten, brachten die Phönizier, die den Seehandel im Mittelmeerraum dominierten. Dieser orientalische Einfluss trug wesentlich zur Ausbildung der frühgriechischen Kunst bei. Als ein Meisterwerk dieser Epoche gilt die 24 cm große Elfenbein-Statuette, die als Grabbeigabe in Kerameikos gefunden wurde (Foto). Elfenbein-Applikationen schmückten Musikinstrumente, Ruheliegen (Klinen) und andere Möbelstücke. Außerdem entstanden aus Elfenbein Gerätschaften, Behälter (Pyxiden) und Kleinkunst.
Die spektakulärste Verwendung fand Elfenbein bei der Verkleidung der kolossalen Götterstatuen, wobei die unbedeckten Hautpartien aus Elfenbein und die Gewandung aus Goldblech bestanden. Die Zeusstatue in Olympia, eines der Sieben Weltwunder der Antike, die der griechische Bildhauer Phidias etwa 430 v. Chr. schuf, war 12 Meter hoch. Sie ist nicht mehr erhalten. Ebenfalls von Phidias stammte die in gleicher chryselephantiner Technik ausgeführte Statue der Athene für den Parthenon in Athen (Foto rechts). Auch aus dem archaischen Griechenland sind Gold-Elfenbein-Skulpturen überliefert.

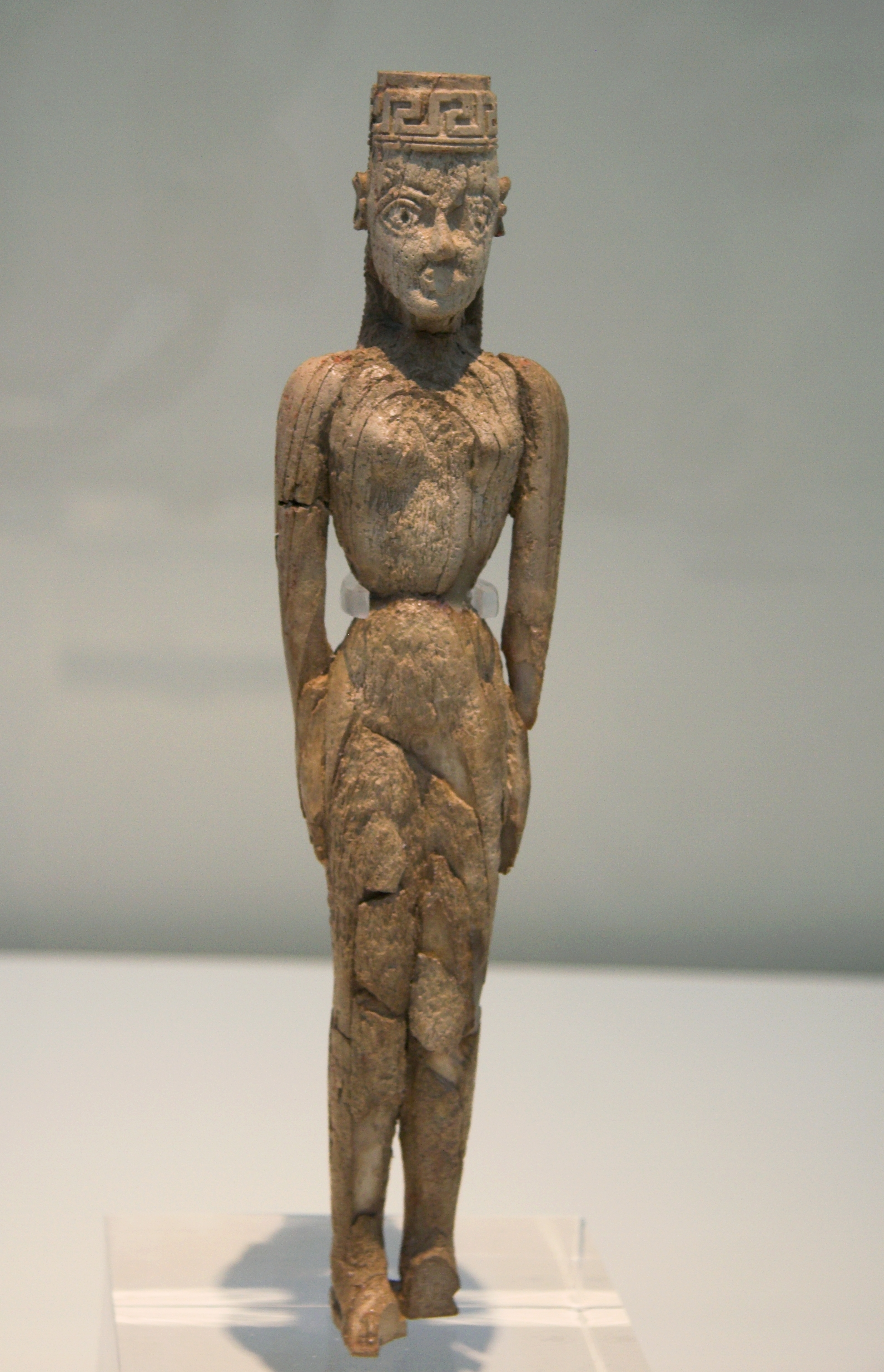
Elfenbein-Statuette, aus einem Grab in Kerameikos
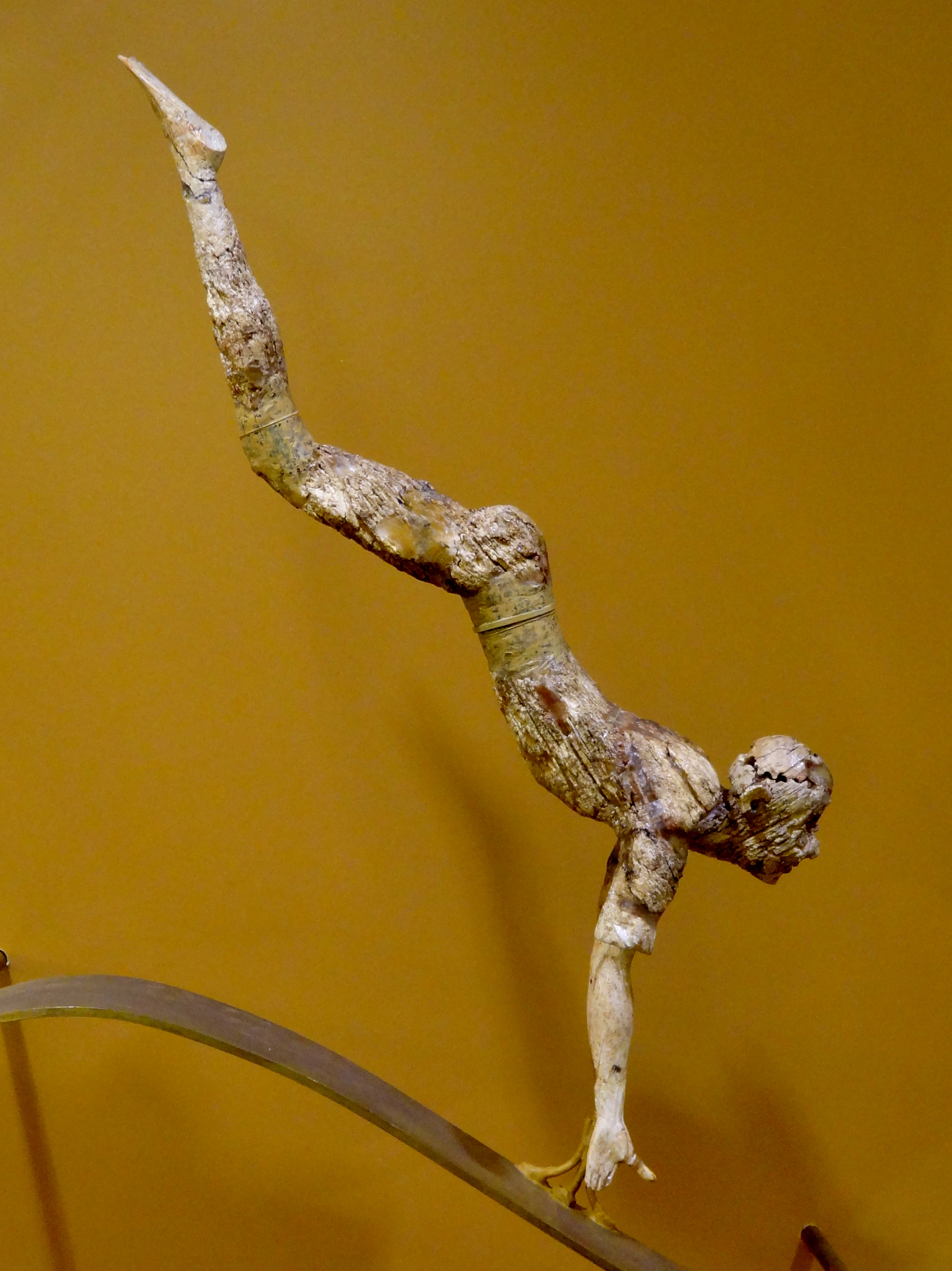
Minoischer Stierspringer 15. Jh. v. Chr.
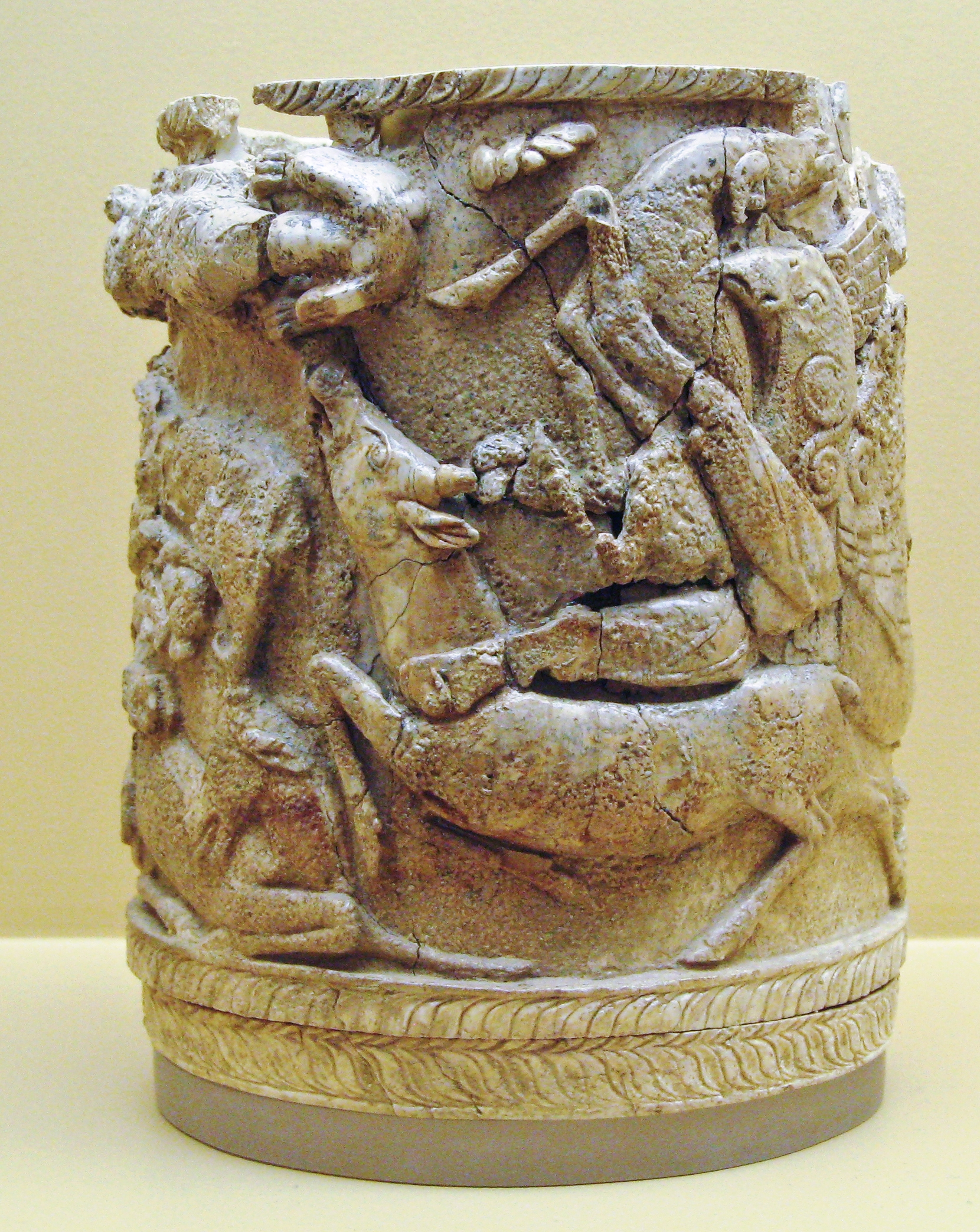
Mykenische Elfenbeindose (Pyxis), 15. Jh. v. Chr.
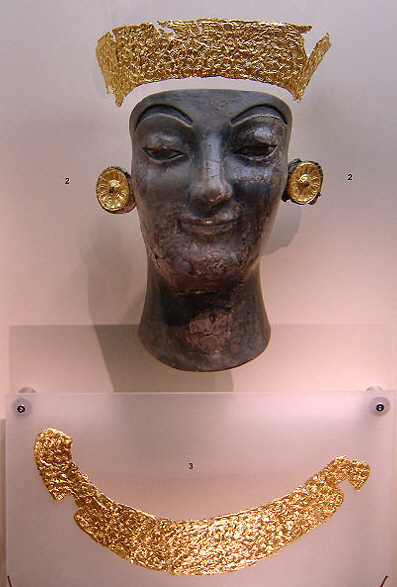
Elfenbein (brandgeschwärzt) und Gold, archaisches Griechenland

## Römische Welt

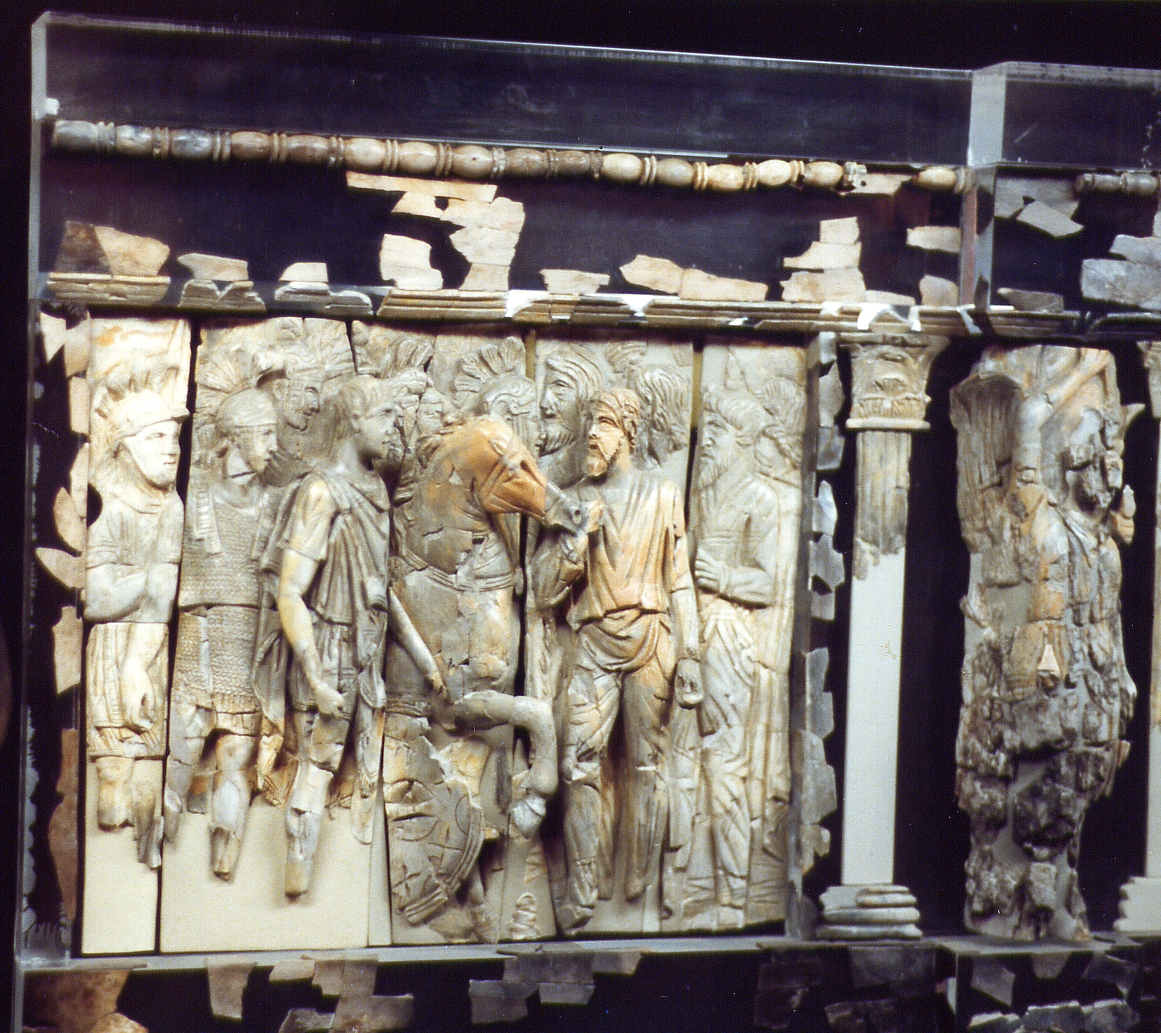
Teil eines Elfenbeinfrieses, Trajans Feldzug gegen die Parther 114–117 n. Chr.

Mit der Übernahme etruskischer und griechischer Kulturelemente gelangten Erzeugnisse aus Elfenbein zu den Römern, wobei auch hier den Phöniziern die Vermittlerrolle zufiel. Elfenbein wurde in reichem Maße für Schmuck, Kleinkunst und Hausrat verwendet. Entsprechend den griechischen Vorbildern diente es als edles Furniermaterial der Aufwertung von Möbeln. Mit Elfenbein wurden vielfach Ruheliegen (Klinen) und die prächtigen Amtsstühle der Magistraten verkleidet. Musikinstrumente erhielten Elfenbeinschmuck und -intarsien. Flöten wurden vollständig aus Elfenbein hergestellt. Neben Götterfiguren schnitzte man Reliefs mit Darstellungen von Feldherren oder Kaisern in Elfenbein (Foto rechts).
Ab der Kaiserzeit finden Elfenbeinschnitzereien besondere Verwendung zum Schmuck der Diptychen, welche die Konsuln beim Antritt des Amtes als besondere Auszeichnung zu verschenken pflegten. Diese, aus zwei Platten bestehenden, durch ein Scharnier zum Aufklappen eingerichteten Schreibtafeln, tragen auf den Außenseiten gewöhnlich das Bildnis des betreffenden Konsuls.

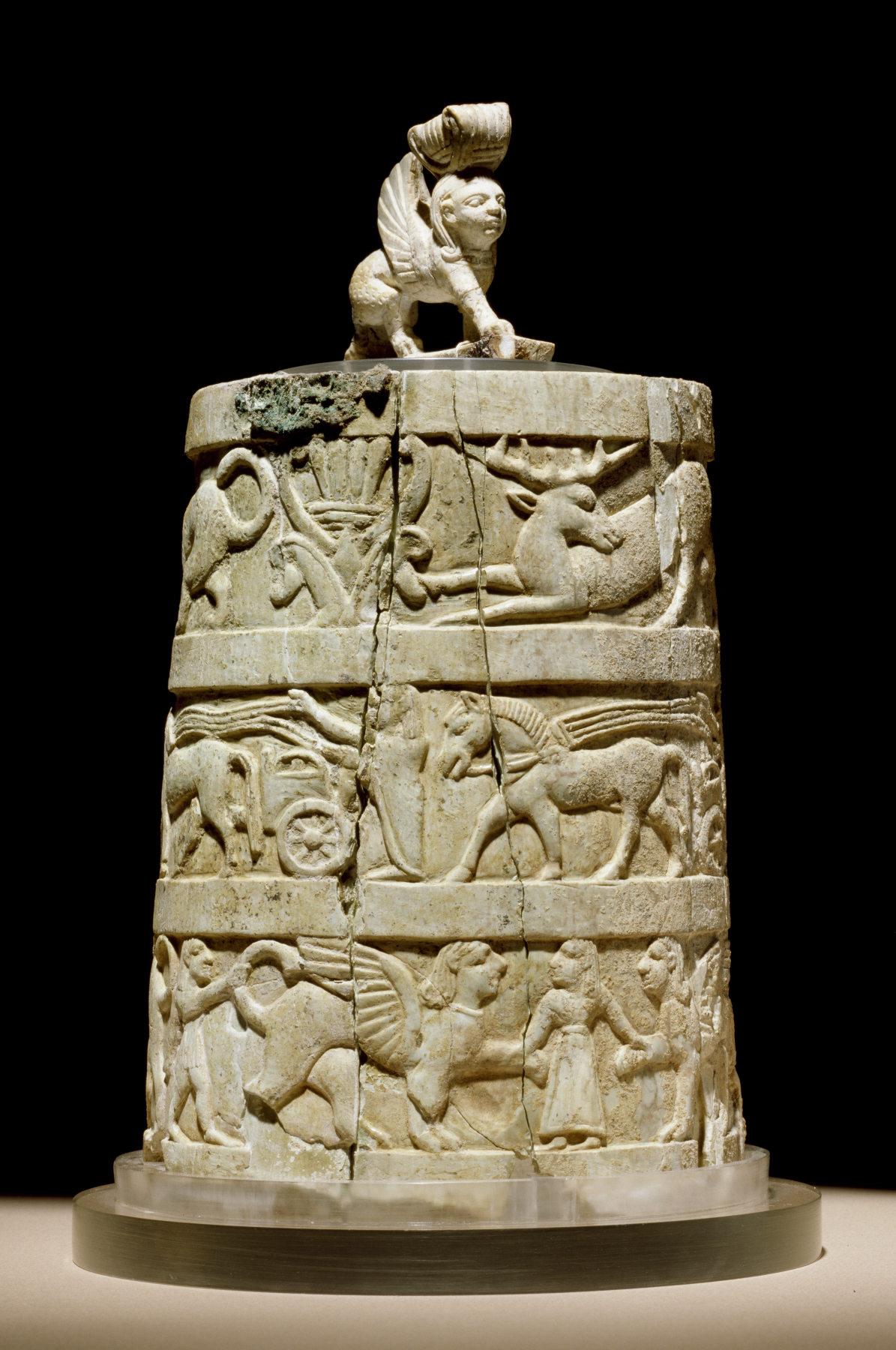
Elfenbeindose (Pyxis), etruskische Arbeit, 7. bis 6. Jh. v. Chr.
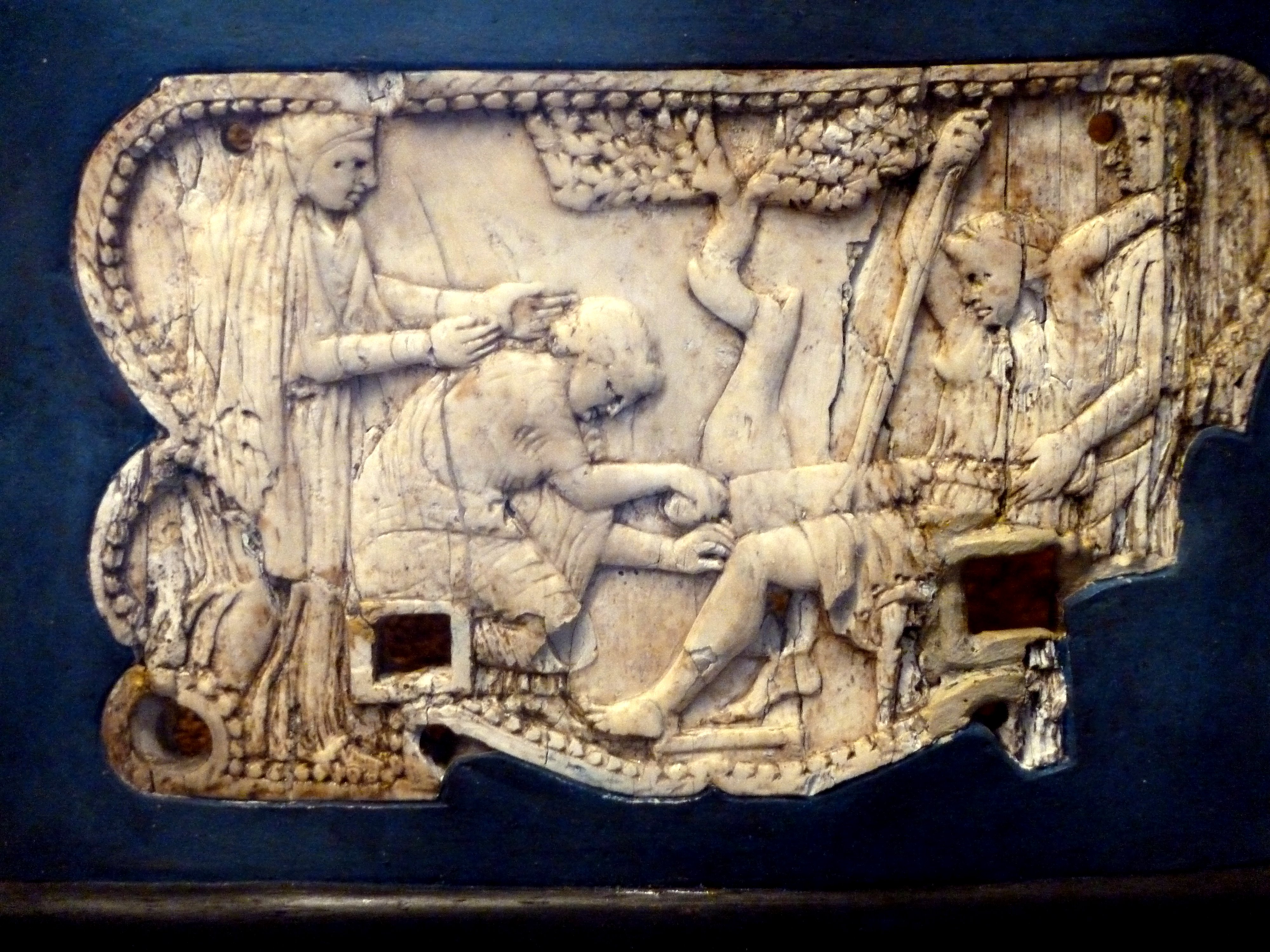
Möbelschmuck, Elfenbein, in Pompeji gefunden
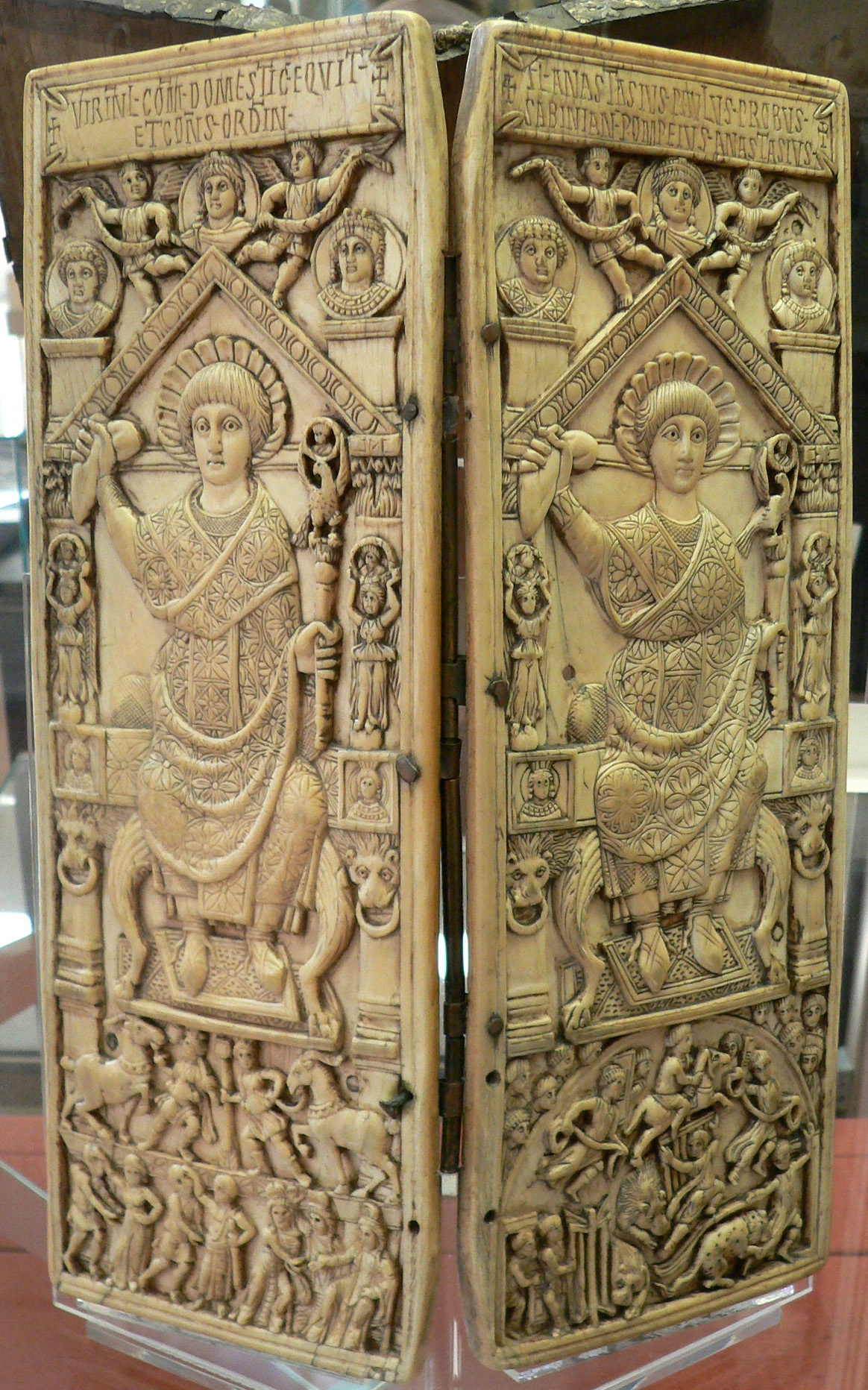
Konsulardiptychon des Flavius Anastasius Probus, 517 n. Chr.
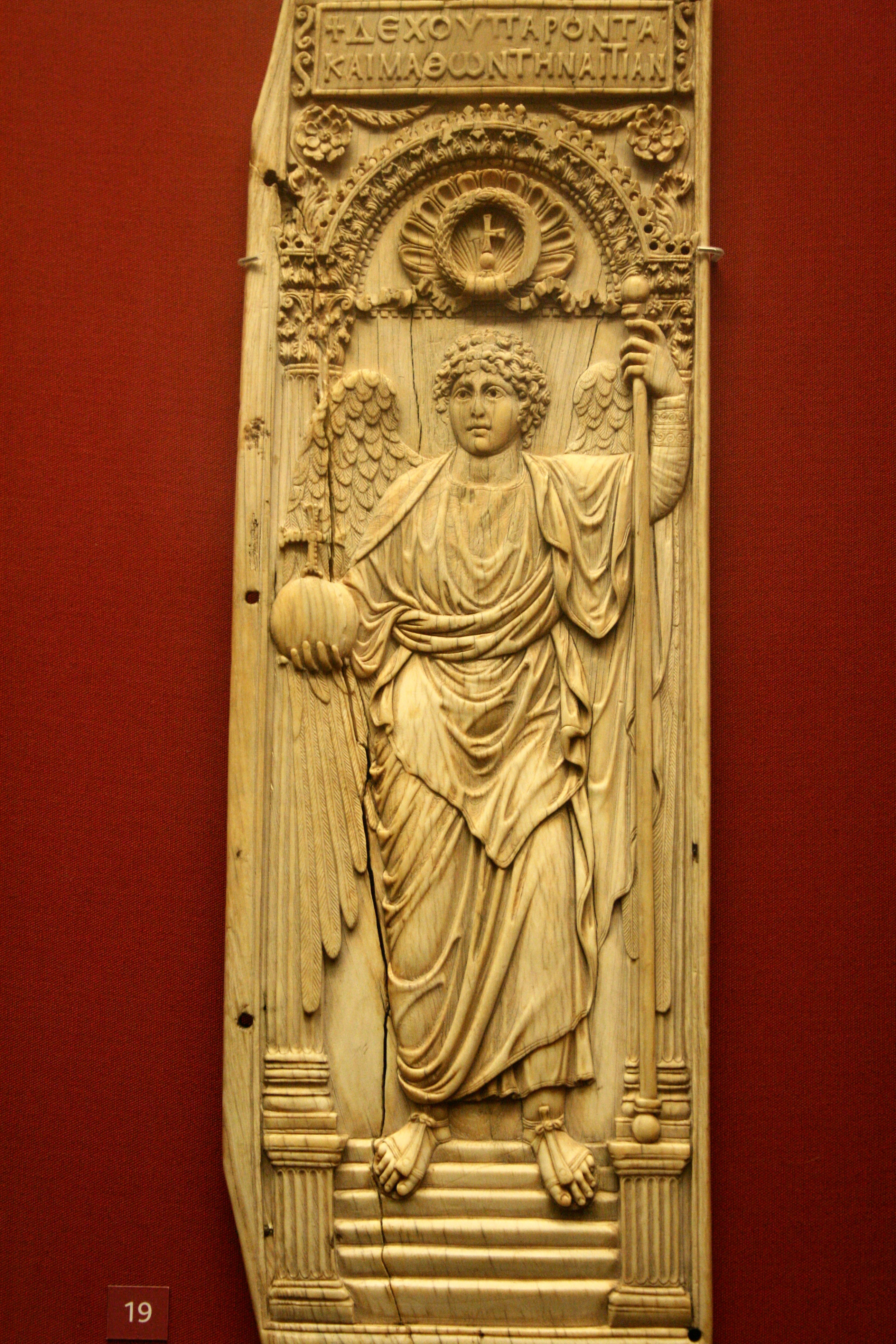
Teil eines Konsulardiptychons etwa 530 n. Chr.

## Christliche Welt – Allgemeines
Durch das Christentum erfuhr Elfenbein eine nie dagewesene Aufwertung. Ausgangspunkt ist das Hohelied Salomos (7,5 ), in dem die Schönheit der Geliebten gepriesen wird: Dein Hals ist ein Turm von Elfenbein. Der elfenbeinerne Turm wurde als Symbol der Reinheit schon zu Zeiten der Kirchenväter zu einer Ehrenbezeichnung für die Mutter Gottes (siehe auch Artikel Lauretanische Litanei). Damit erlangte Elfenbein im Christentum eine Bedeutung wie in keiner anderen Religion.
Viele sakrale Gegenstände wurden aus Elfenbein gefertigt und reich verziert: Weihwassereimer (Situlen), Hostiendosen (Pyxiden), Reliquienschreine, liturgische Kämme, Kruzifixe, Bischofsstäbe und Buchdeckel für die heiligen Schriften.
Beispiele kostbarer Elfenbeinarbeiten aus den ersten Jahrhunderten sind der Bischofsstuhl des Maximianus und der Buchdeckel, mit dem das später entstandene Etschmiadsin-Evangeliar ausgestattet wurde. Großen Anteil am damaligen Schaffen hatten byzantinische Werkstätten, aus denen etwa das Kästchen mit Szenen der Josefsgeschichte stammt.

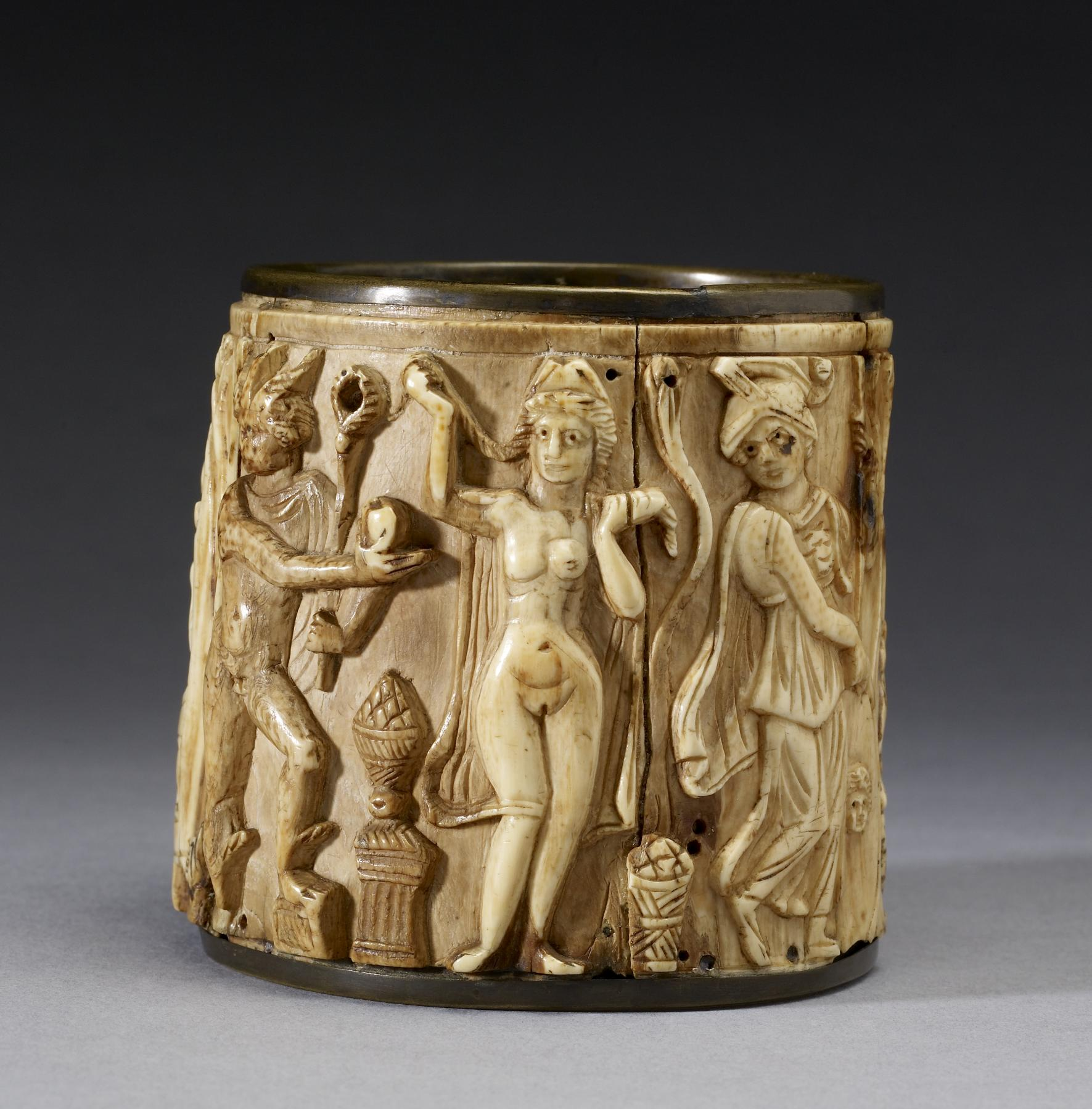
Pyxis mit Motiven aus der griechischen Mythologie, byzantinisch, 5. Jh. n. Chr.
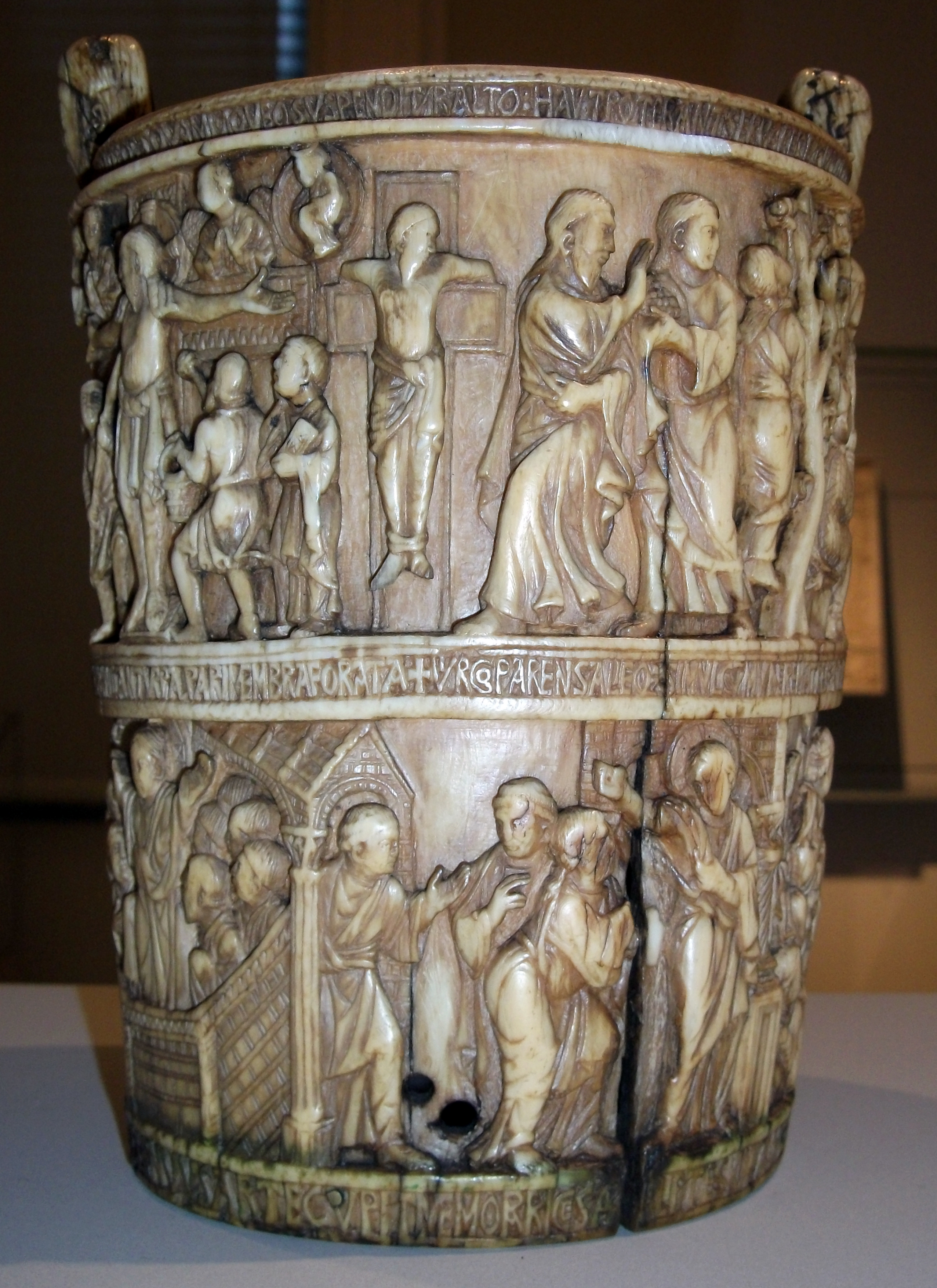
Elfenbein-Situla, Weihwassereimer, ottonisch, Mailand, 980 n. Chr.
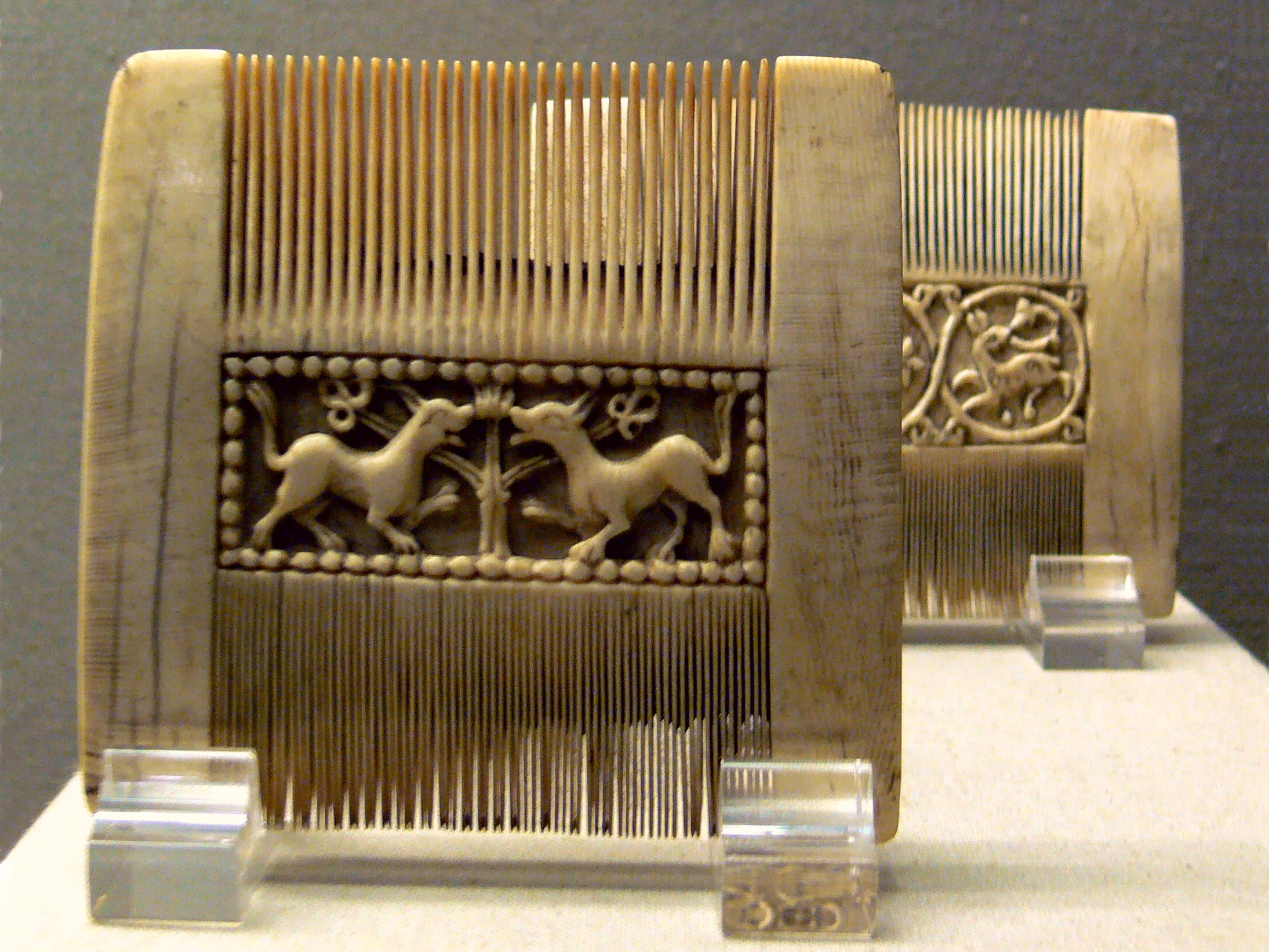
Liturgische Kämme, Italien, 11. und 14. Jh.
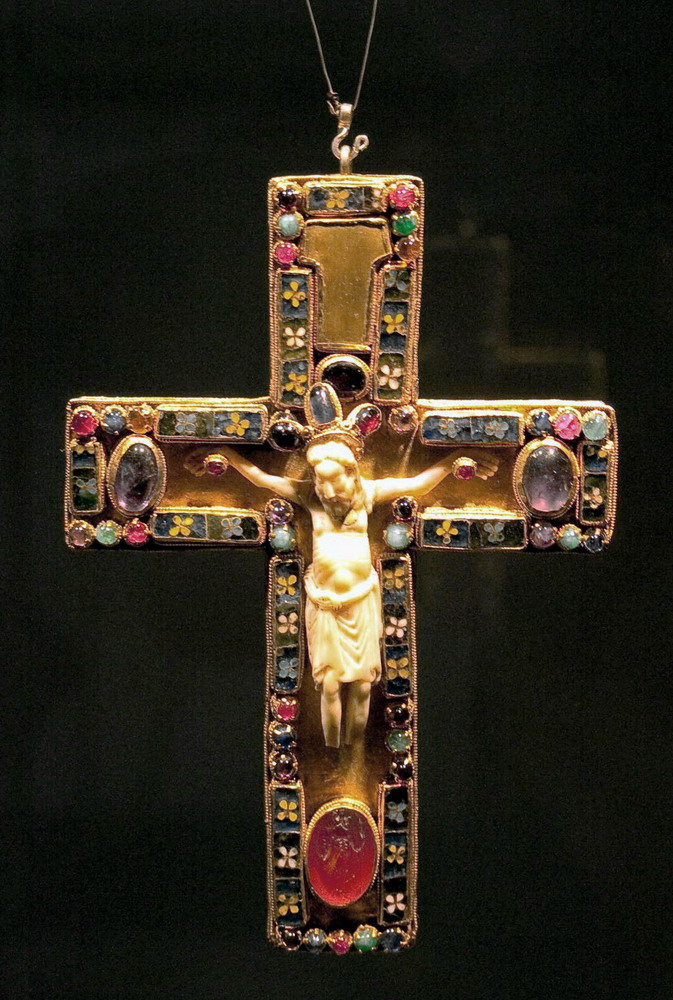
Brustkreuz von St. Servatius, Trier 11. Jh.
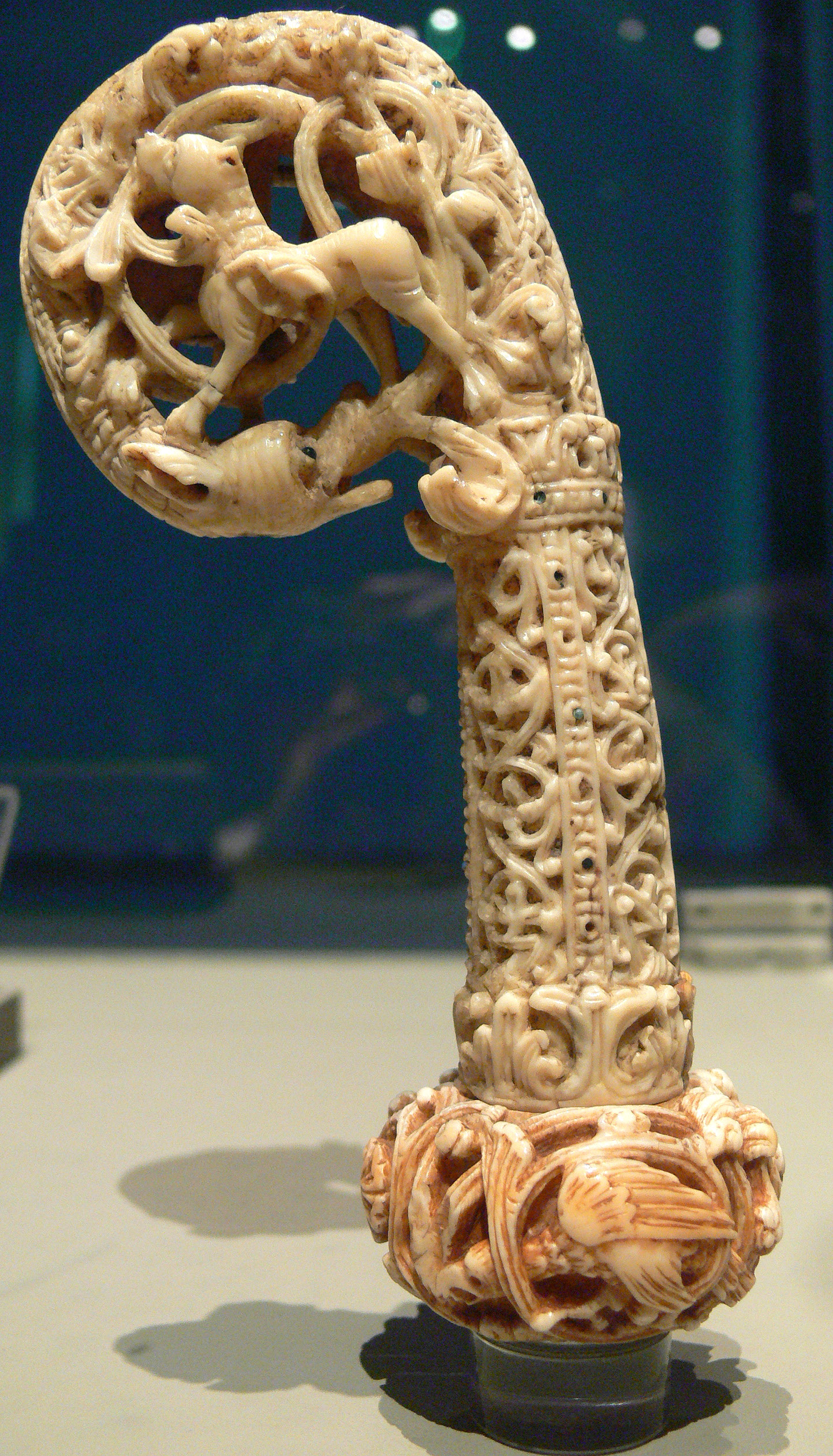
Krümme eines Bischofstabes, Walross-Elfenbein, England 12. Jh.
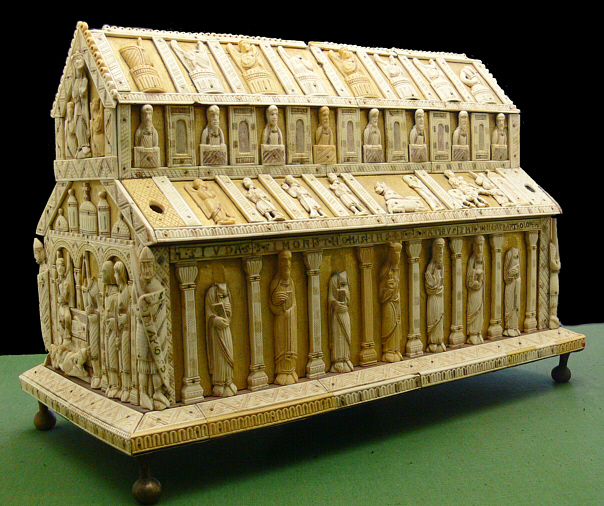
Reliquienschrein, Köln 13. Jh.

## Europa – Mittelalter

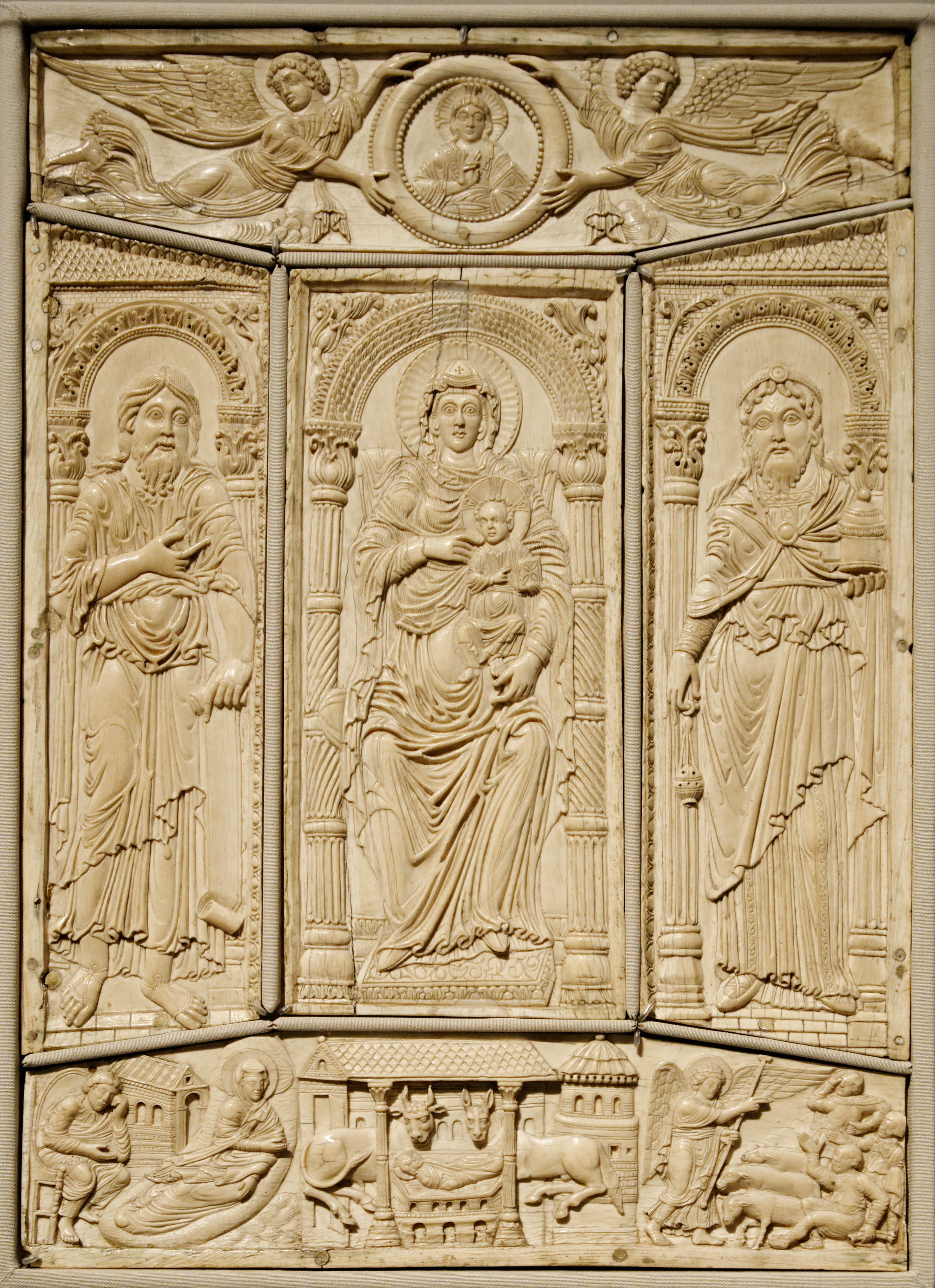
Buchdeckel des Lorscher Evangeliars, karolingisch, etwa 810 n. Chr.

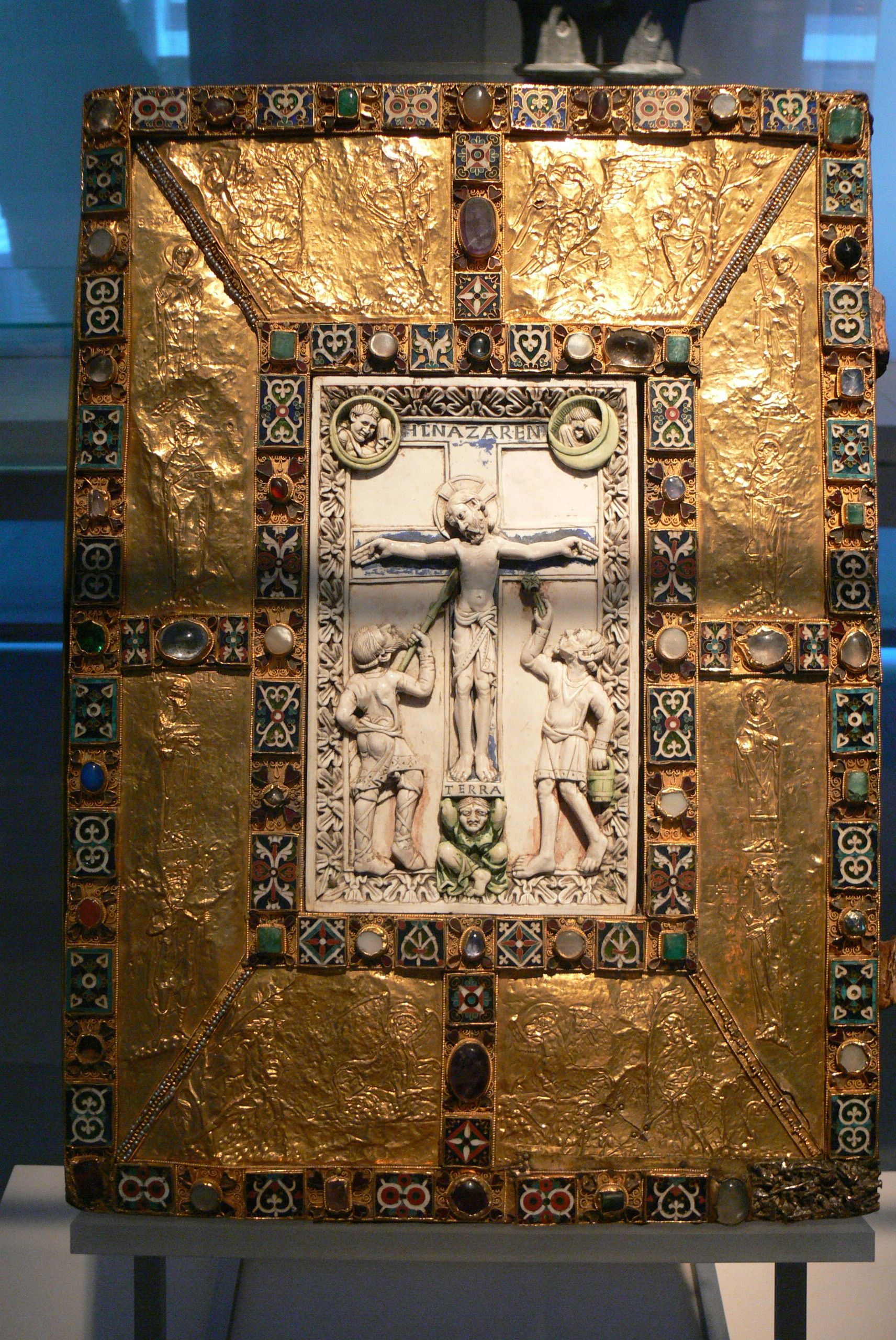
Buchdeckel des Goldenen Evangeliars von Echternach, 11. Jh.

Im Zuge der Missionierung der germanischen Völker gelangte mit dem Christentum auch die Elfenbeinschnitzerei über die Alpen. Getragen wurde sie von dem sich entwickelnden Mönchtum und den Klosterwerkstätten, die für die Ausstattung der Kirchen mit sakralen Gegenständen sorgten. Zwei Beispiele aus karolingischer und ottonischer Zeit sind die Schnitzereien auf den Buchdeckeln der berühmten Evangeliare des Klosters Lorsch und des Klosters Echternach (Fotos links und rechts). Zu den führenden Werkstätten gehörten auch die Klöster Reichenau, Reims, St. Gallen.
Ausgehend von diesen Traditionen und begünstigt durch den wachsenden Handel, der den bis dahin unbekannten Rohstoff Elfenbein herbrachte, verbreitete sich die Elfenbeinschnitzerei in Mitteleuropa allgemein. Seit dem Ende des 13. Jahrhunderts entstehen in Paris zahlreiche kleine Haus- und Reisealtärchen in Form von Diptychen mit geschnitzten Reliefs auf der Innenseite. Hinzu kamen mehr und mehr Luxusartikel und Gegenstände für den Gebrauch im Alltag. Elfenbein diente der Verschönerung von Schmuckkästchen, Spiegeln und Kämmen. Führend in diesem Genre waren Werkstätten in Paris, Venedig (Embriachi-Werkstatt) und Florenz. Die Bildmotive stammten vorwiegend aus mythischen Quellen und aus der Welt des Minnesangs. Die Schnitzerei auf einem Elfenbeinkästchen aus Frankreich zeigt die in damaliger Zeit beliebte Darstellung der Legende vom Einhorn (Foto unten).
Aus dem Norden Europas sind einzigartige Arbeiten aus Walross-Elfenbein überliefert, die von den Wikingern stammen und die durch Handel in verschiedene Regionen Europas gelangten. Schachfiguren der Wikinger wurden in Norwegen, Schottland und Frankreich gefunden.

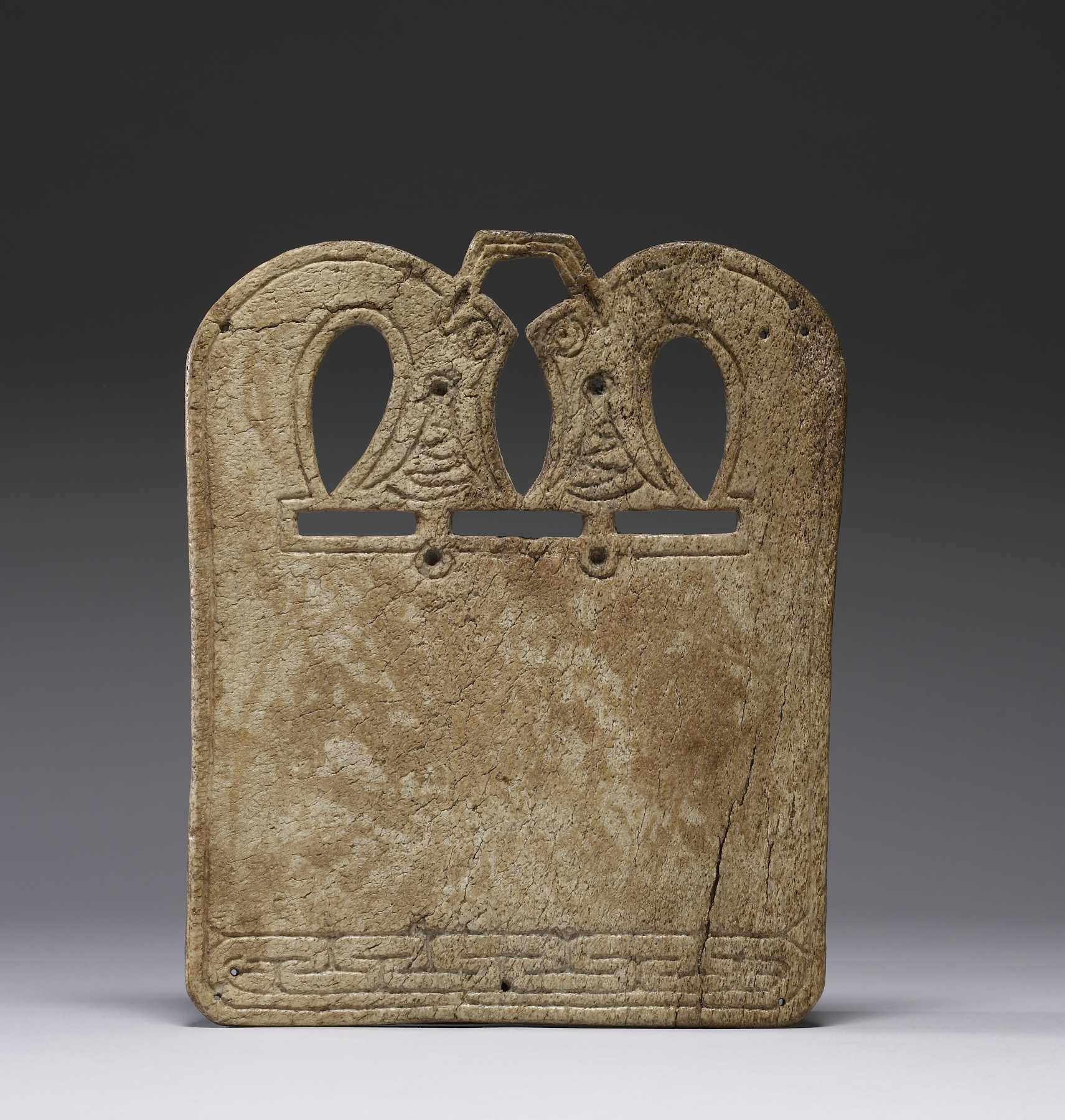
Brettchen aus Walross-Elfenbein, Wikingerzeit, etwa 8. bis 9 Jh.
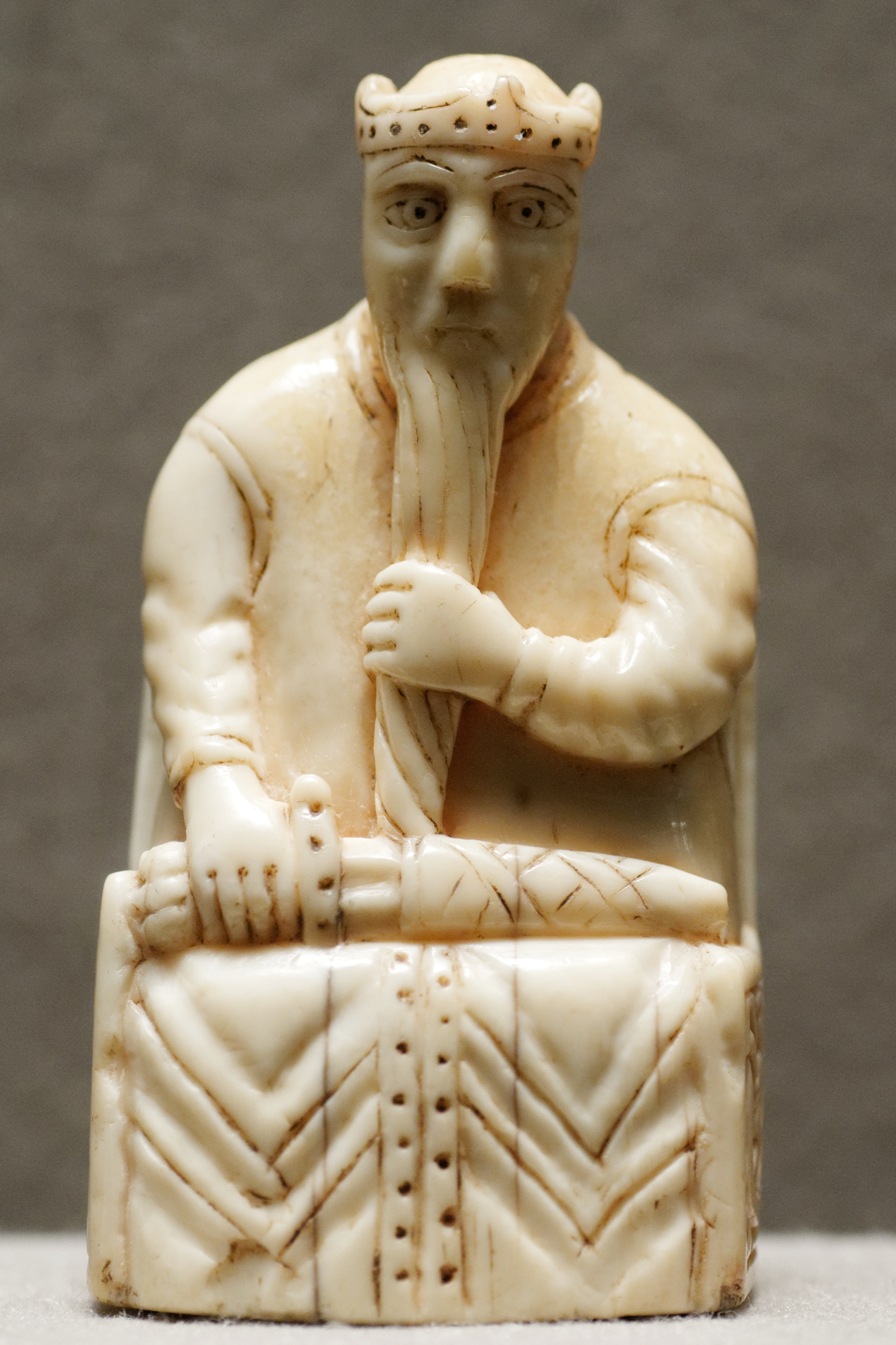
Elfenbein-Schachfigur, Wikingerzeit, 12. Jh.
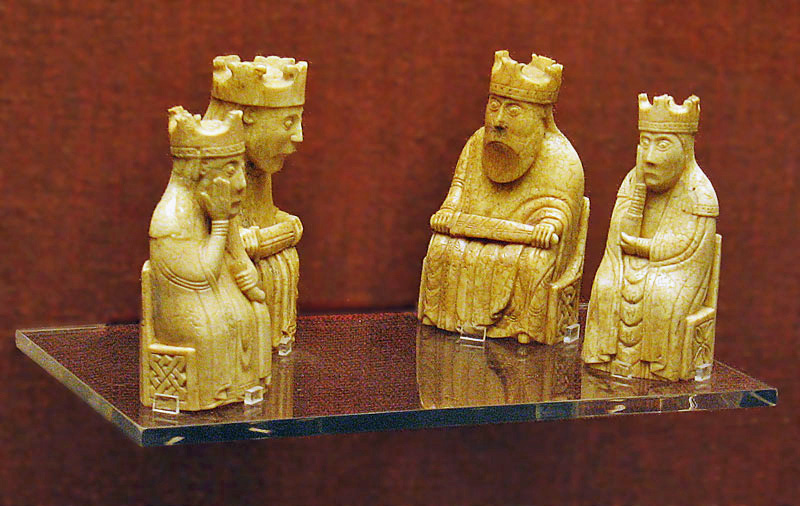
Schachfiguren aus Walross-Elfenbein, Wikingerzeit, etwa 12. Jh. (siehe Artikel Lewis-Schachfiguren)
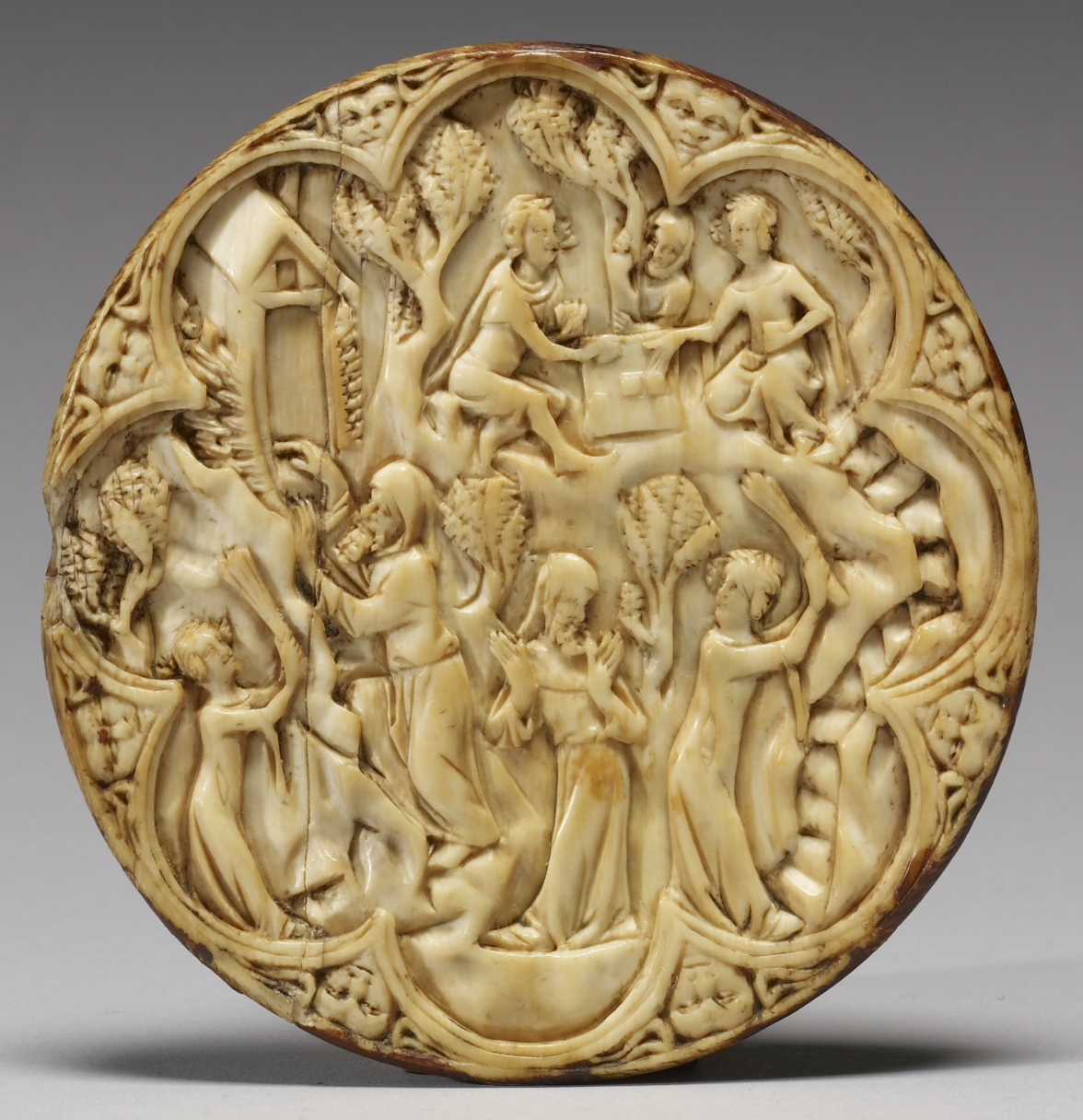
Rückseite eines Spiegels (Spiegelkapsel), Nordfrankreich, 14. Jh.
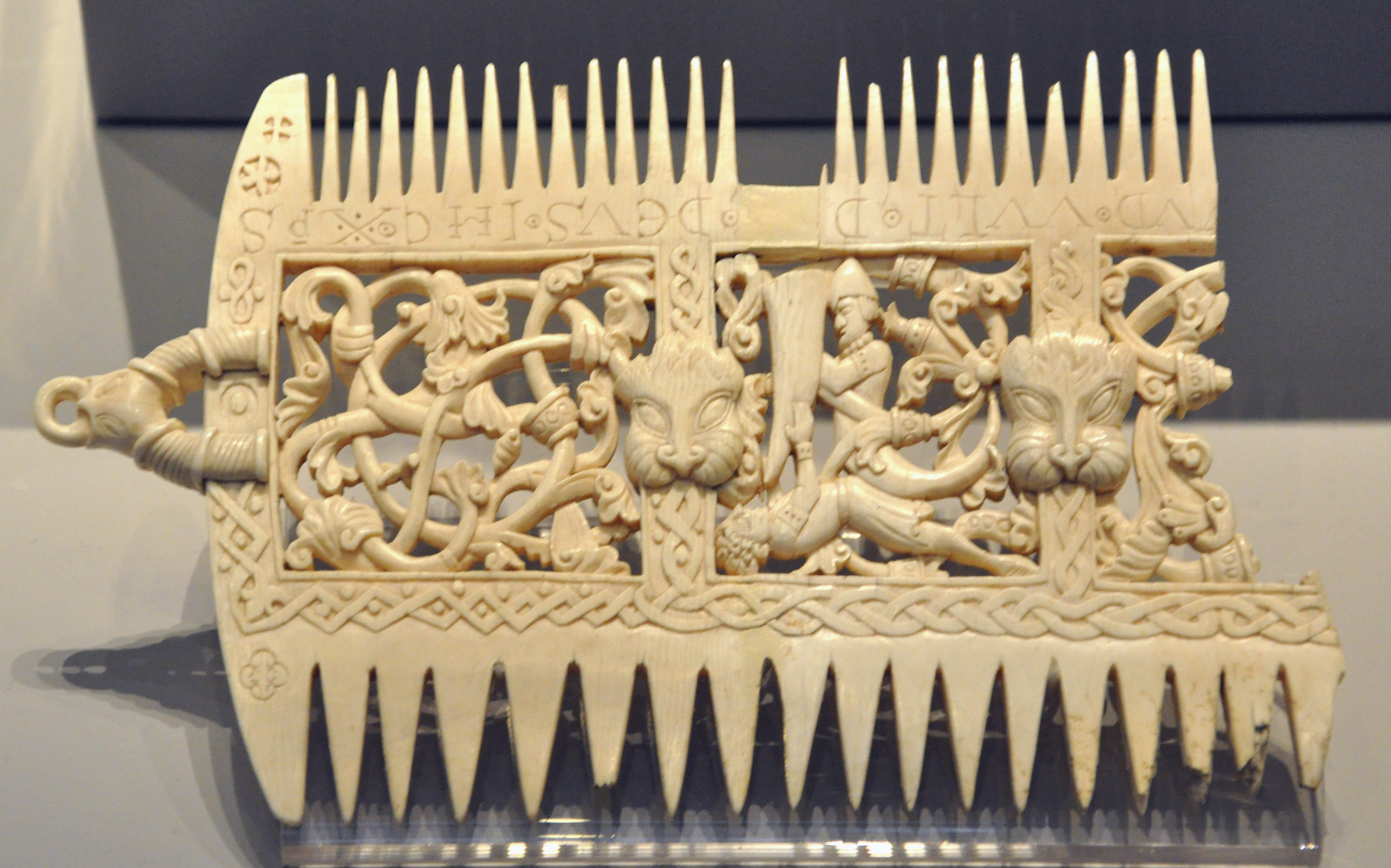
Elfenbeinkamm, wahrscheinlich England oder Wales, etwa 1080–1100
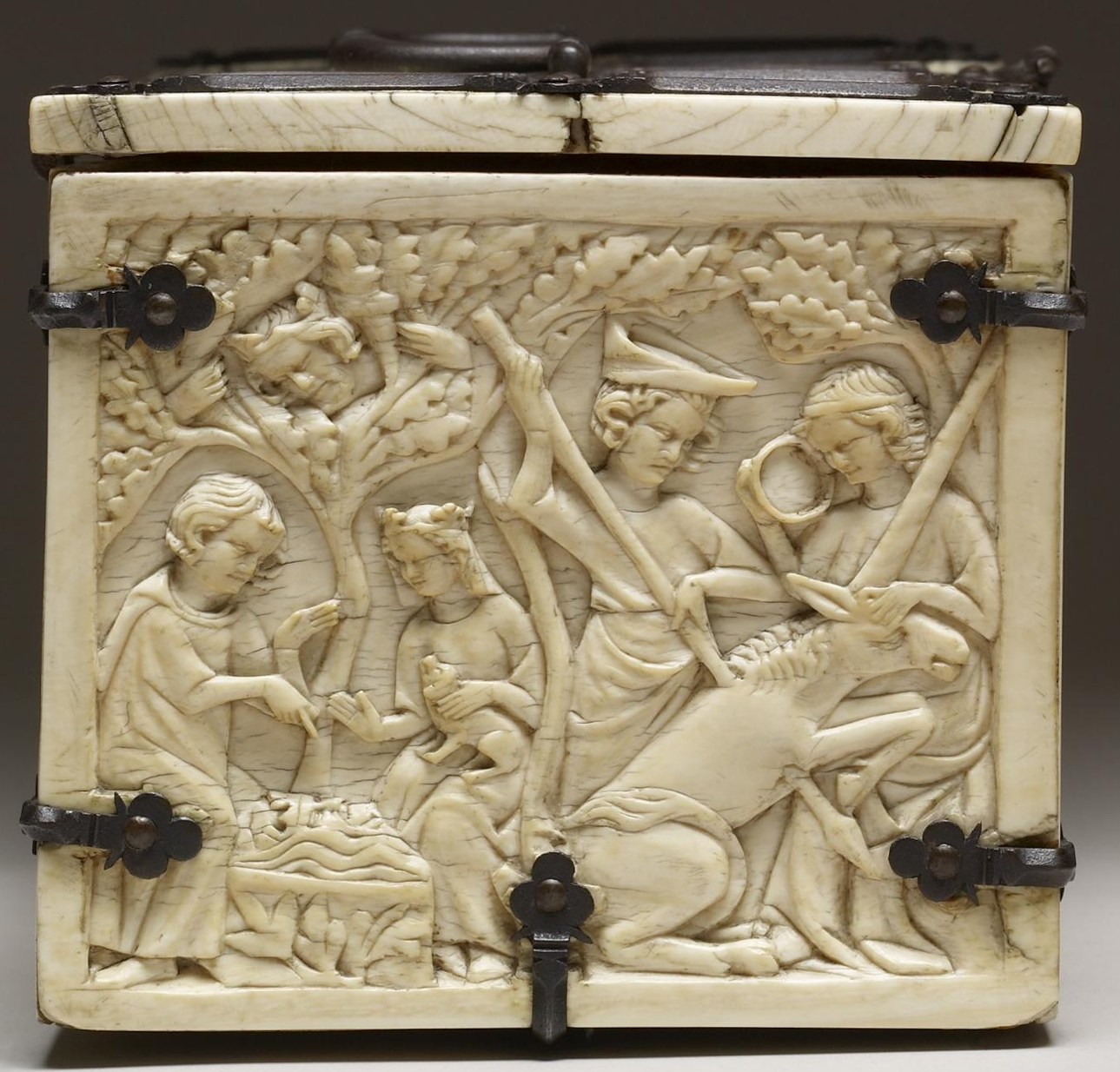
Elfenbeinkästchen, Paris, 14. Jh.

## Europa – Neuzeit

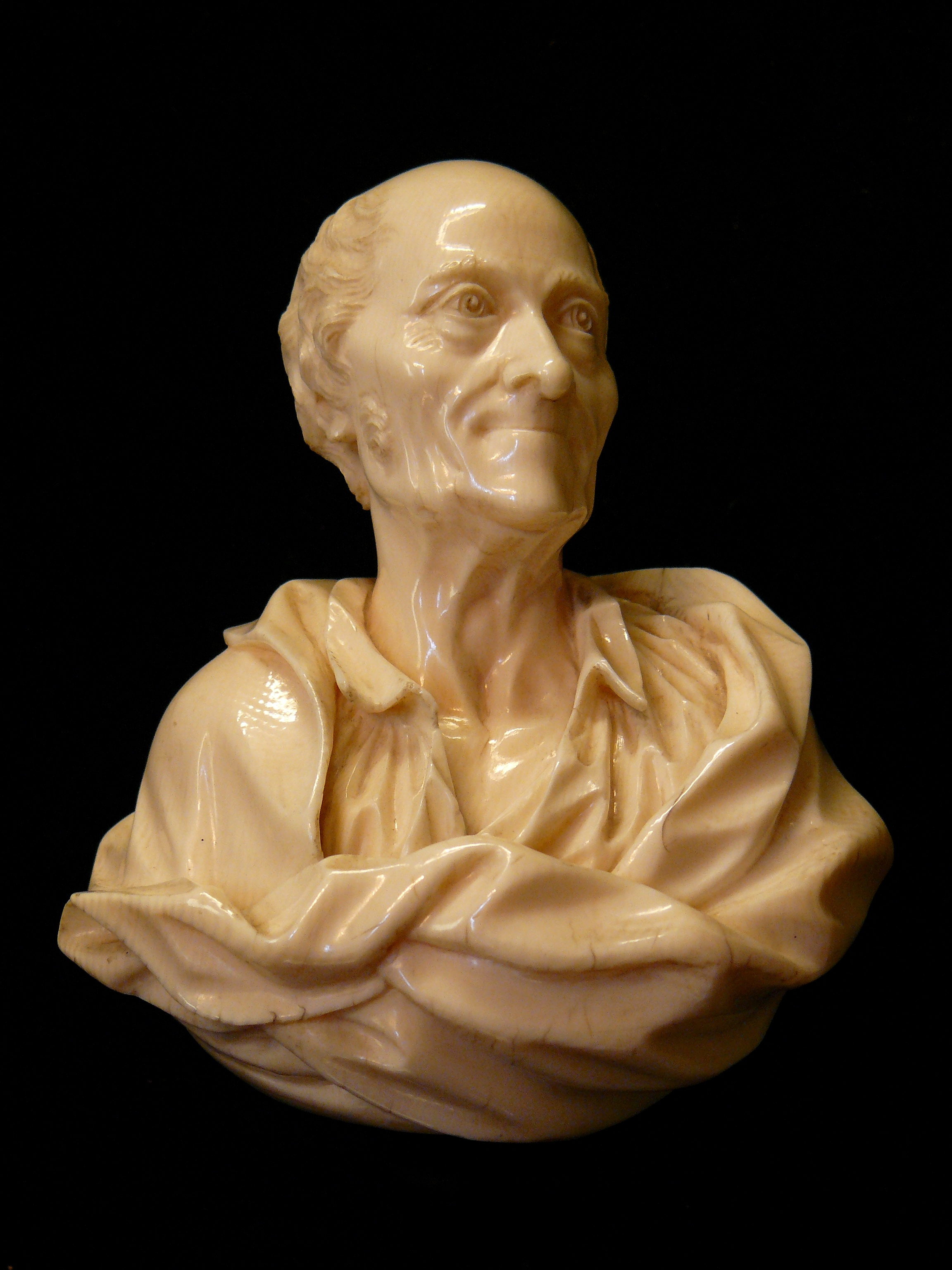
Büste Voltaires von Jean-François Rosset, Frankreich 18. Jh.

Nach den großen Umwälzungen (Erfindung des Buchdrucks, Untergang des Byzantinischen Reiches, Entdeckung Amerikas 1492) und getragen von der Aufbruchstimmung wandten sich die Künstler der Renaissance vom christlich-religiös geprägten Elfenbein ab. Bevorzugte Materialien für Kleinkunst waren Bronze und Edelmetalle.
Weiterhin aus Elfenbein hergestellt wurden die bereits im Mittelalter für den liturgischen Friedensgruß aufkommenden Paxtafeln (Foto unten), die bis zum 19. Jahrhundert in Gebrauch waren. Sakrale Gegenstände kamen auch aus Afrika, wo die Elfenbeinschnitzerei im Auftrag portugiesischer Händler nach bildlichen Vorlagen betrieben wurde.
Eine Blütezeit erlebte die europäische Elfenbeinschnitzerei im 17. Jahrhundert, wobei deutsche Künstler besonders hervortraten (siehe Abschnitt Elfenbeinkunst in Deutschland). Im Gegensatz zum Mittelalter mit seiner Buntfarbigkeit ließ man jetzt im Barock allein den warmen Ton des edlen Materials wirken. Haupterzeugnisse waren vollplastische Figuren und Figurengruppen, Reliefs, Prunkgefäße, Jagdkannen, Humpen und Tafelaufsätze. Viele dieser Gefäße wurden unter Verwendung von Edelmetallen gestaltet.
Eine besondere Form der Elfenbeinbearbeitung stellte das Drechseln dar. Mit Hilfe einer Drehbank konnten die damals sehr beliebten Contrefait-Werke (Foto unten) hergestellt werden. Noch komplizierter in der Fertigung waren die aus einem Stück geschnittenen Wunderkugeln mit immer kleiner werdenden Innenkugeln.
Die Begeisterung für diese und ähnliche Spielereien in der Zeit des Rokokos brachte verschiedene europäische Fürsten dazu, Elfenbein-Künstler an ihre Höfe zu holen und sich selbst in der Praxis des Drechselns unterweisen zu lassen. Ende des Jahrhunderts fand Elfenbein auch Verwendung als Malgrund für Miniaturen. Einen letzten Höhepunkt erlebte die Elfenbeinkunst in den Skulpturen der Gold-Elfenbein-Manier (Chryselephantin) in der Zeit des Jugendstils und des Art déco, wobei das Gold oft durch vergoldete oder bemalte Bronze ersetzt wurde.
Im 19. Jahrhundert war an die Stelle der handwerklich-künstlerischen Bearbeitung des Elfenbeins zunehmend die industrielle Massenfertigung von Gebrauchsgegenständen aller Art getreten. Begünstigt wurde diese Entwicklung durch das Überangebot, wofür die Kolonialmächte England, die Niederlande und Portugal sorgten.
Die Folge war eine nie dagewesene Dezimierung der Elefanten in Asien und Afrika.

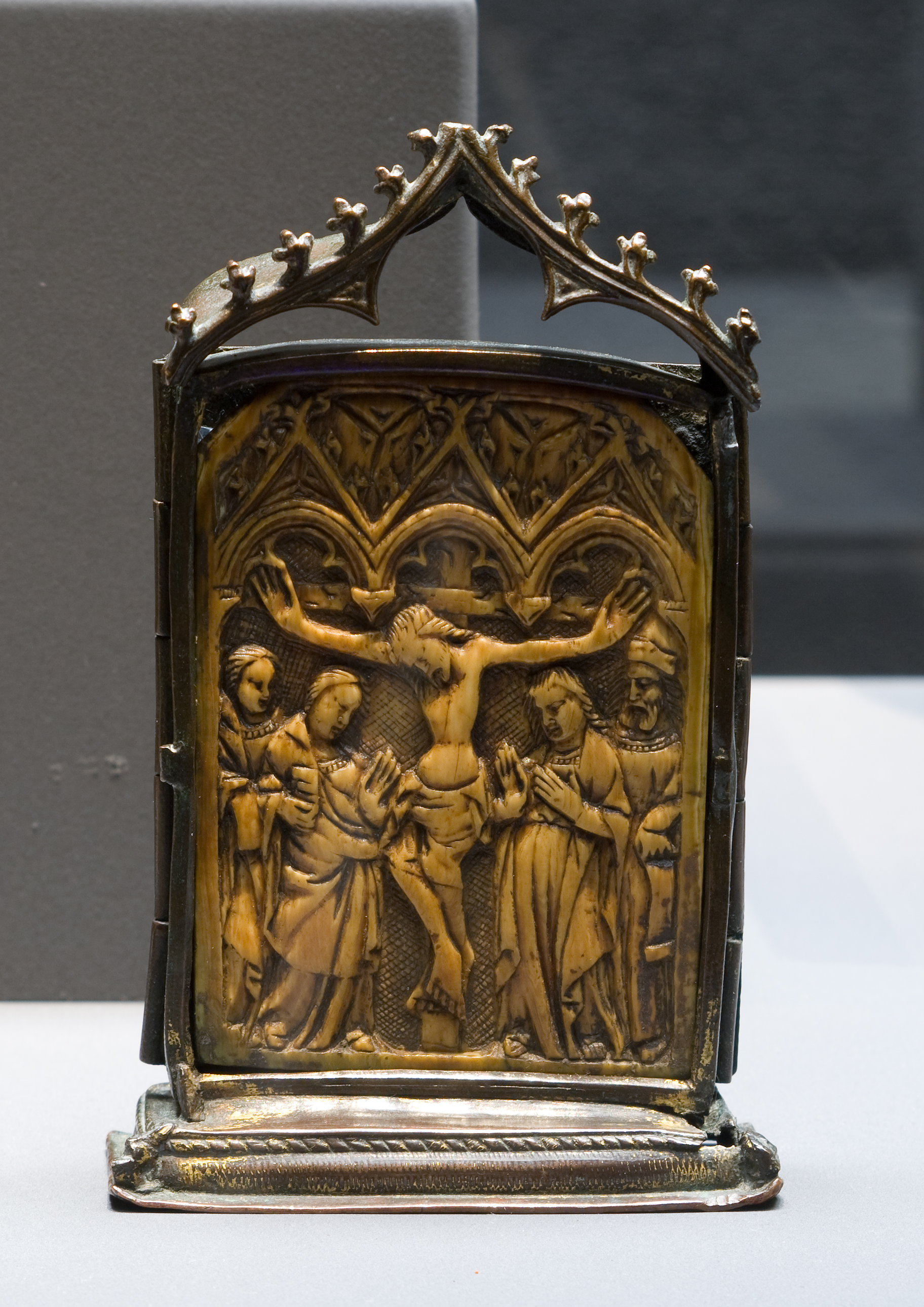
Paxtafel, 15. Jh.
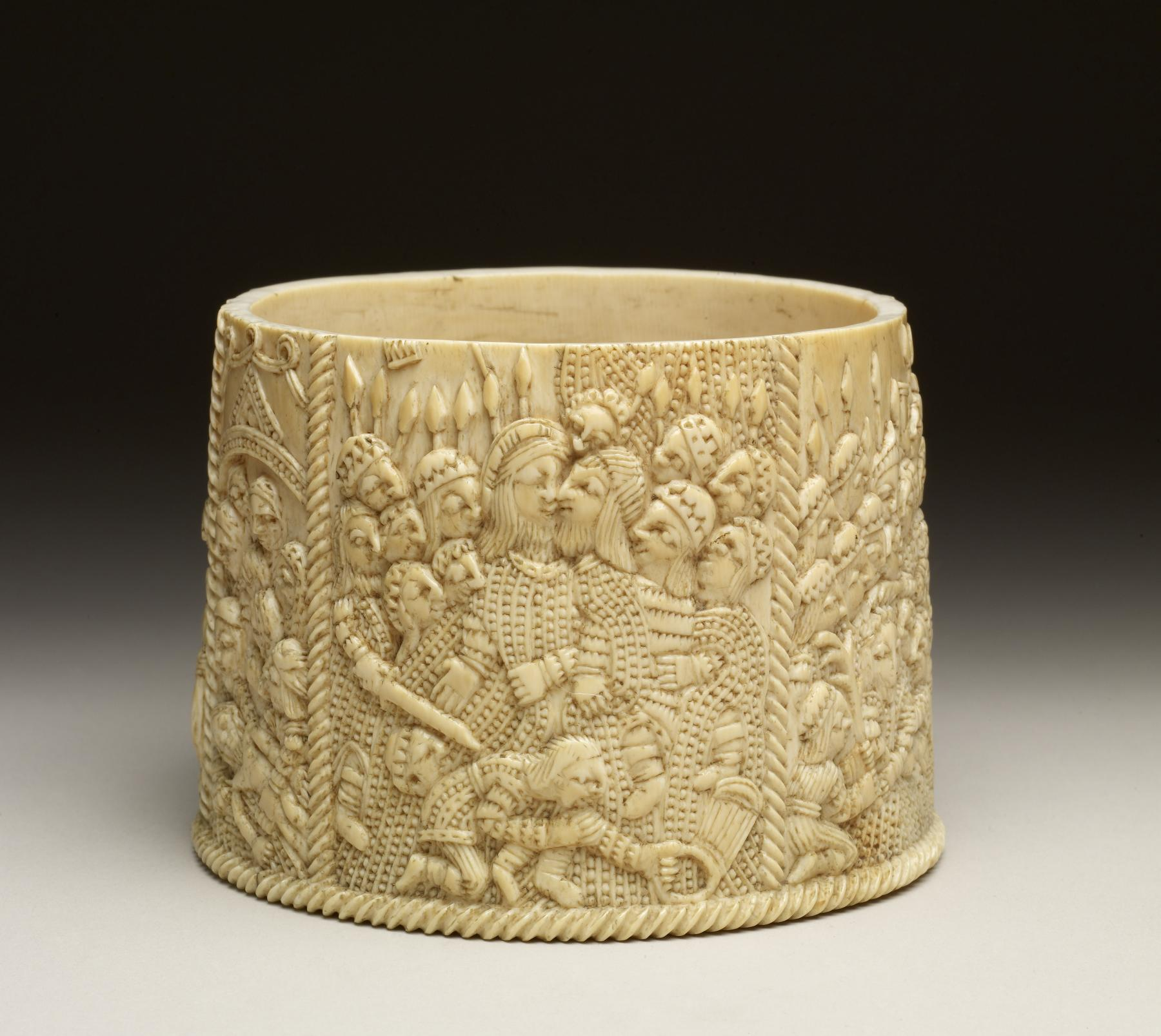
Arbeit der Sapi (Sierra Leone) für portugiesische Händler, 15./16. Jh.
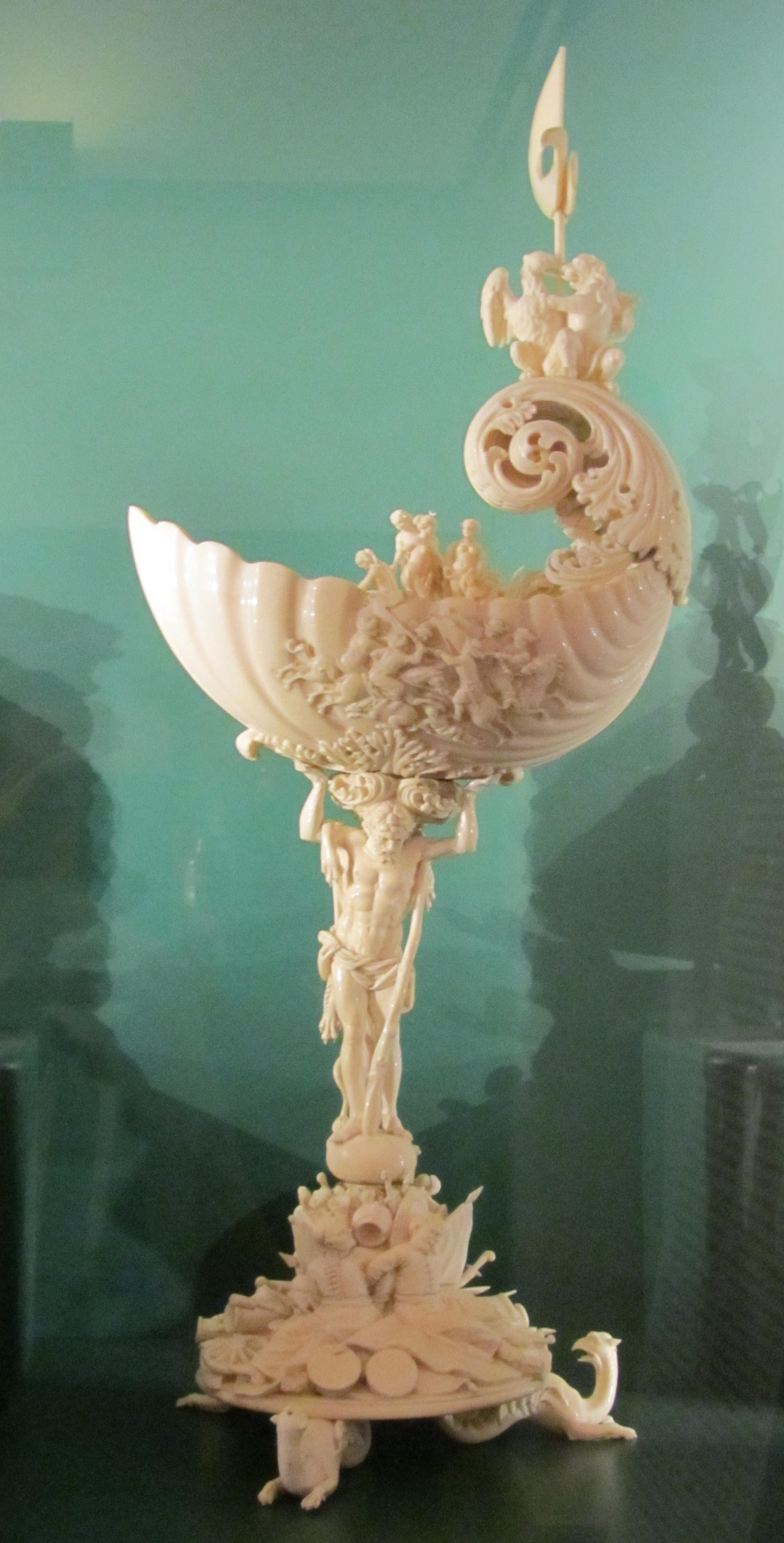
Prunkgefäß in Form des Nautiluspokals von Jeremias Bezold, 17. Jh.,
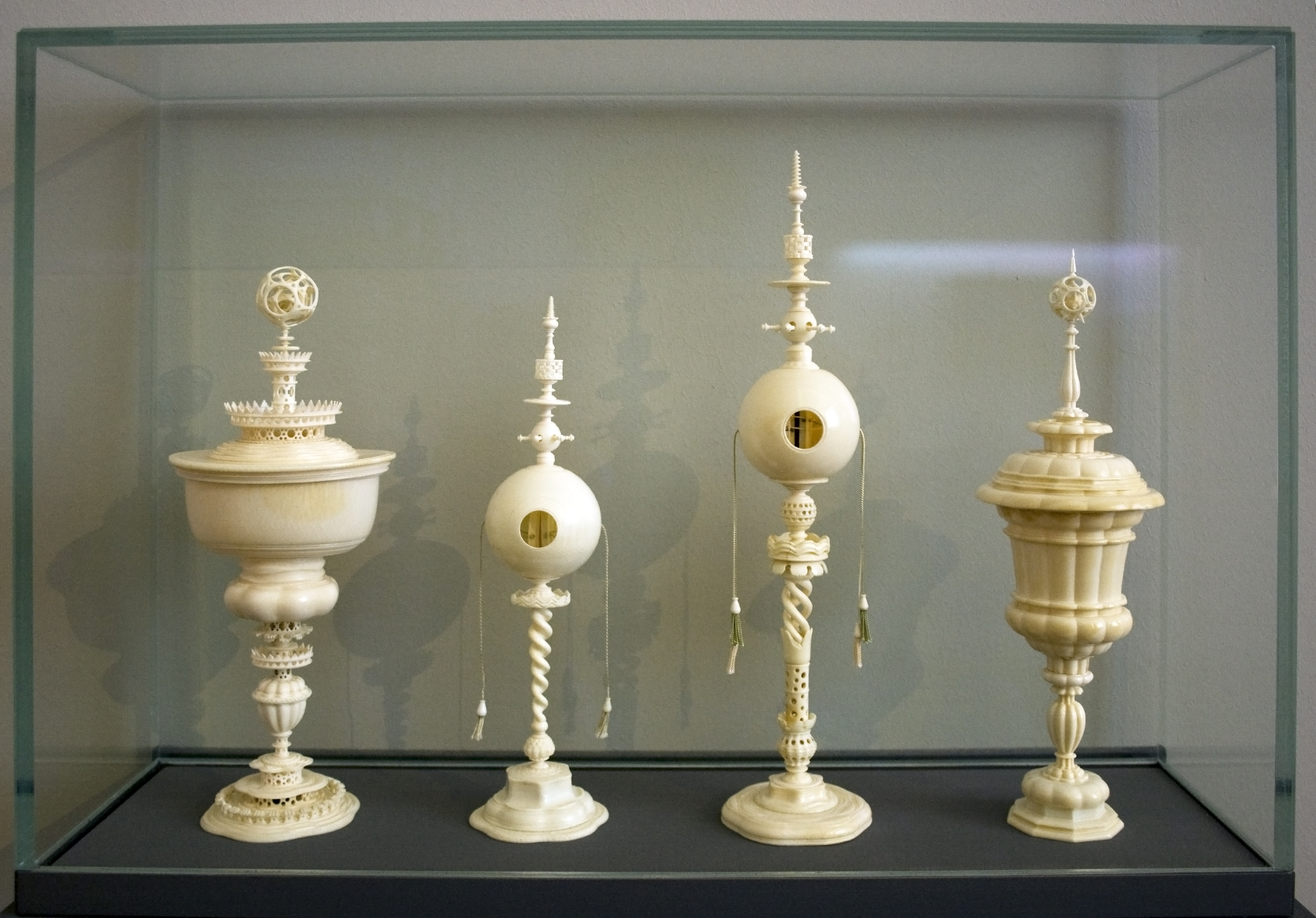
Gedrechselte Objekte: zwei Contrefait-Objekte zwischen zwei Pokalen, Deutschland, 17. Jh.
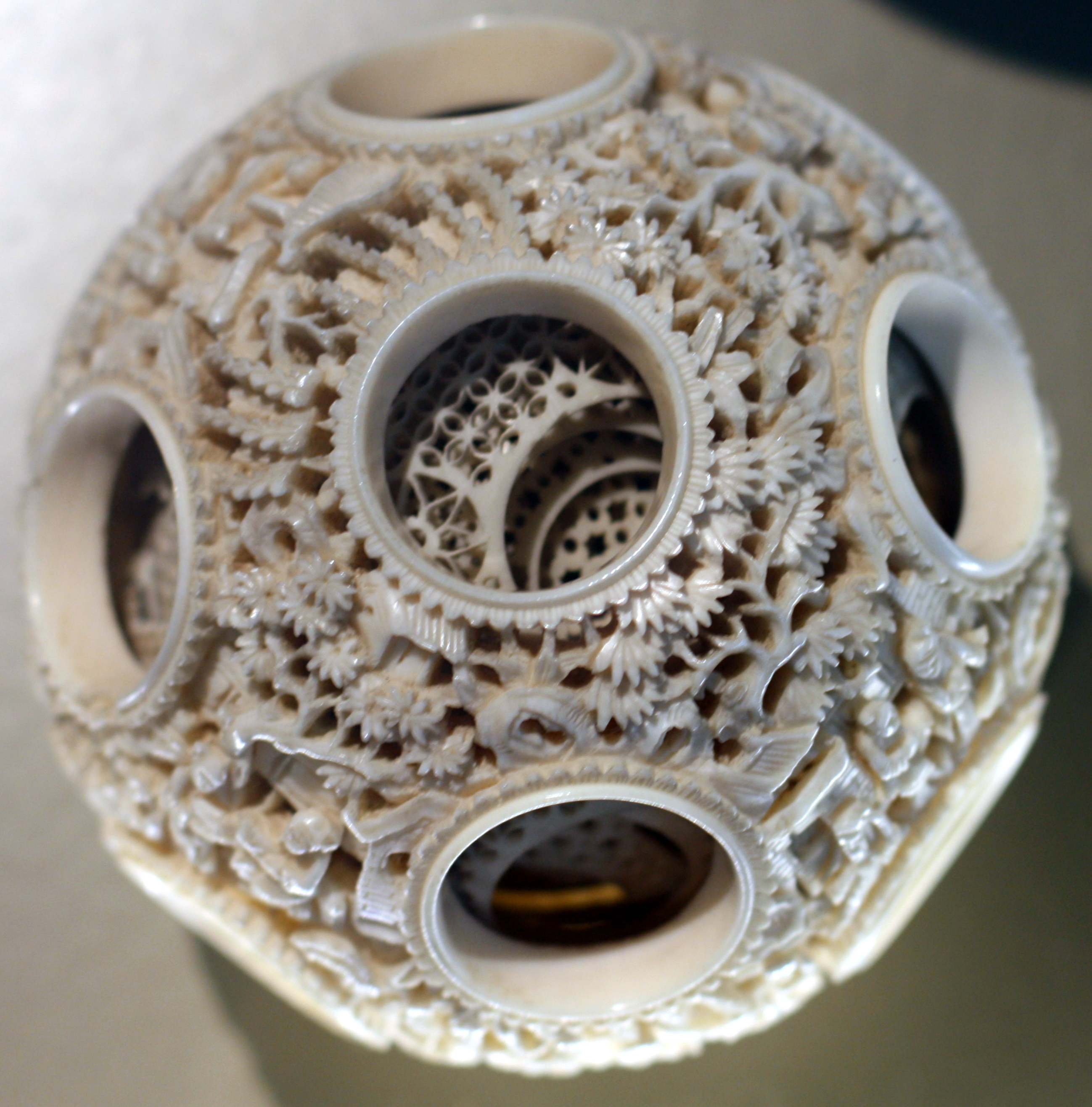
Wunderkugel
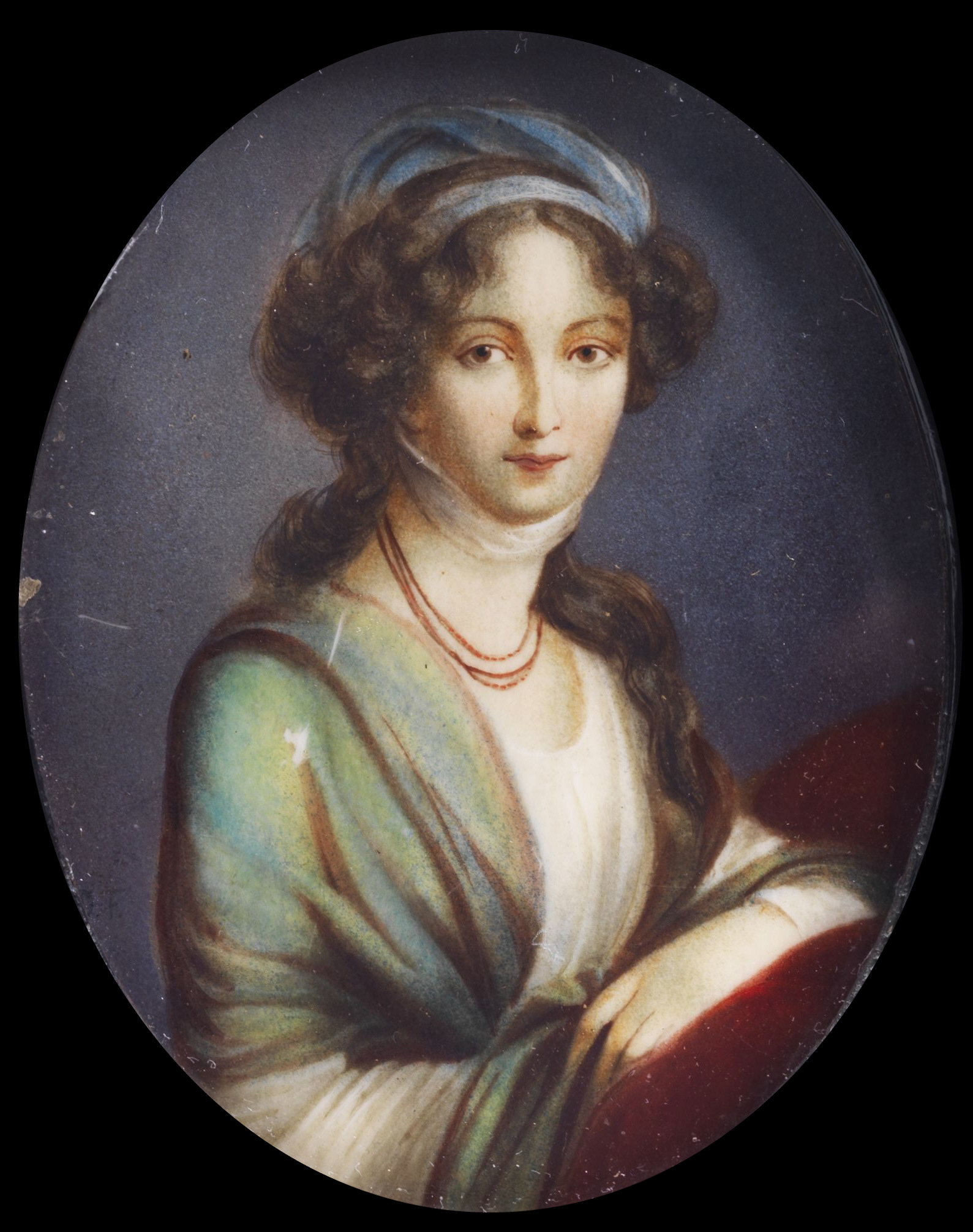
Miniatur: Zarin Elisabeth Alexejewna, Gouache auf Elfenbein, 19. Jh.
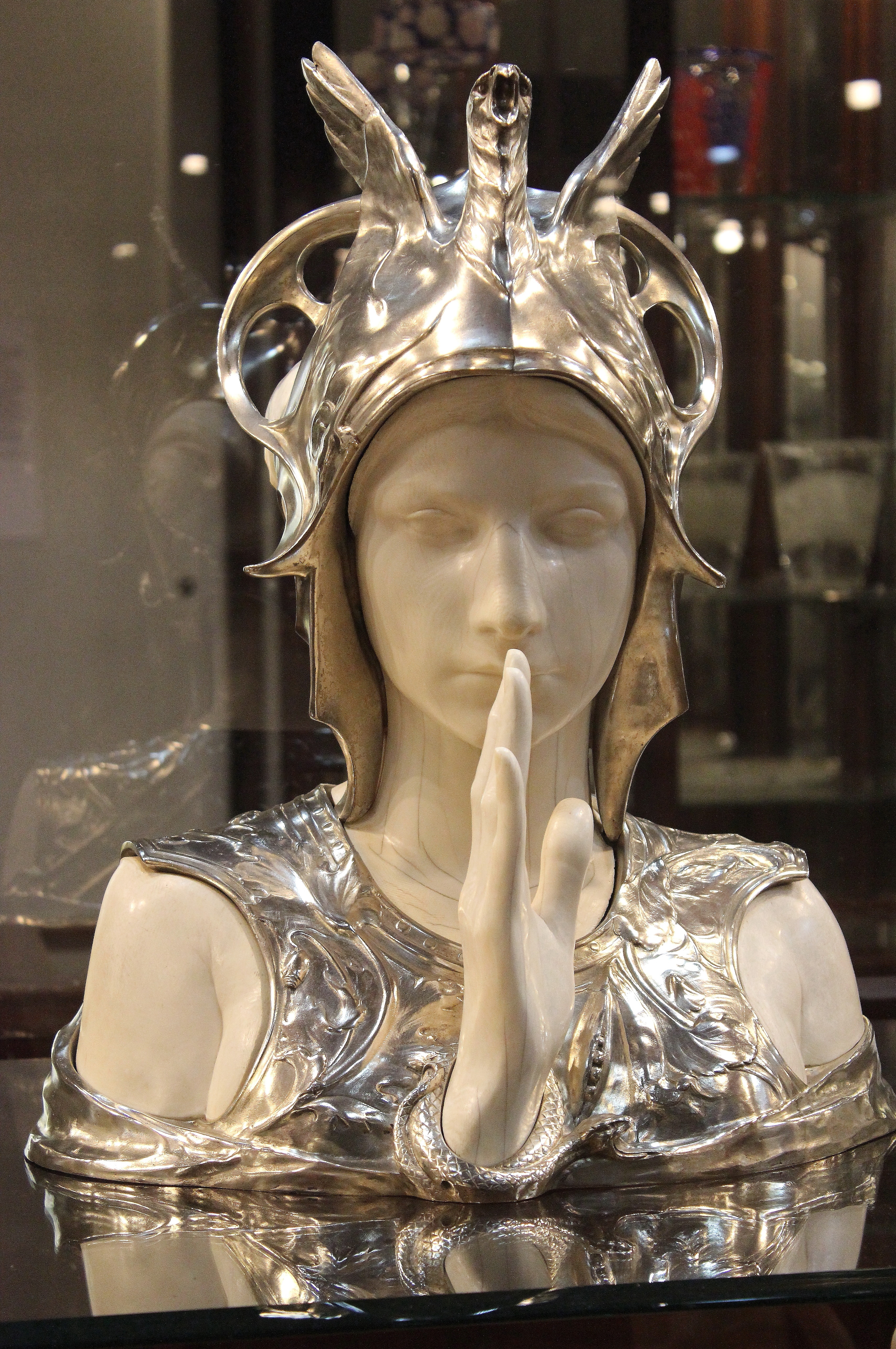
Sphynx mystérieux (Chryselephantin), Charles van der Stappen, Belgien, 1898

## Elfenbeinkunst in Deutschland

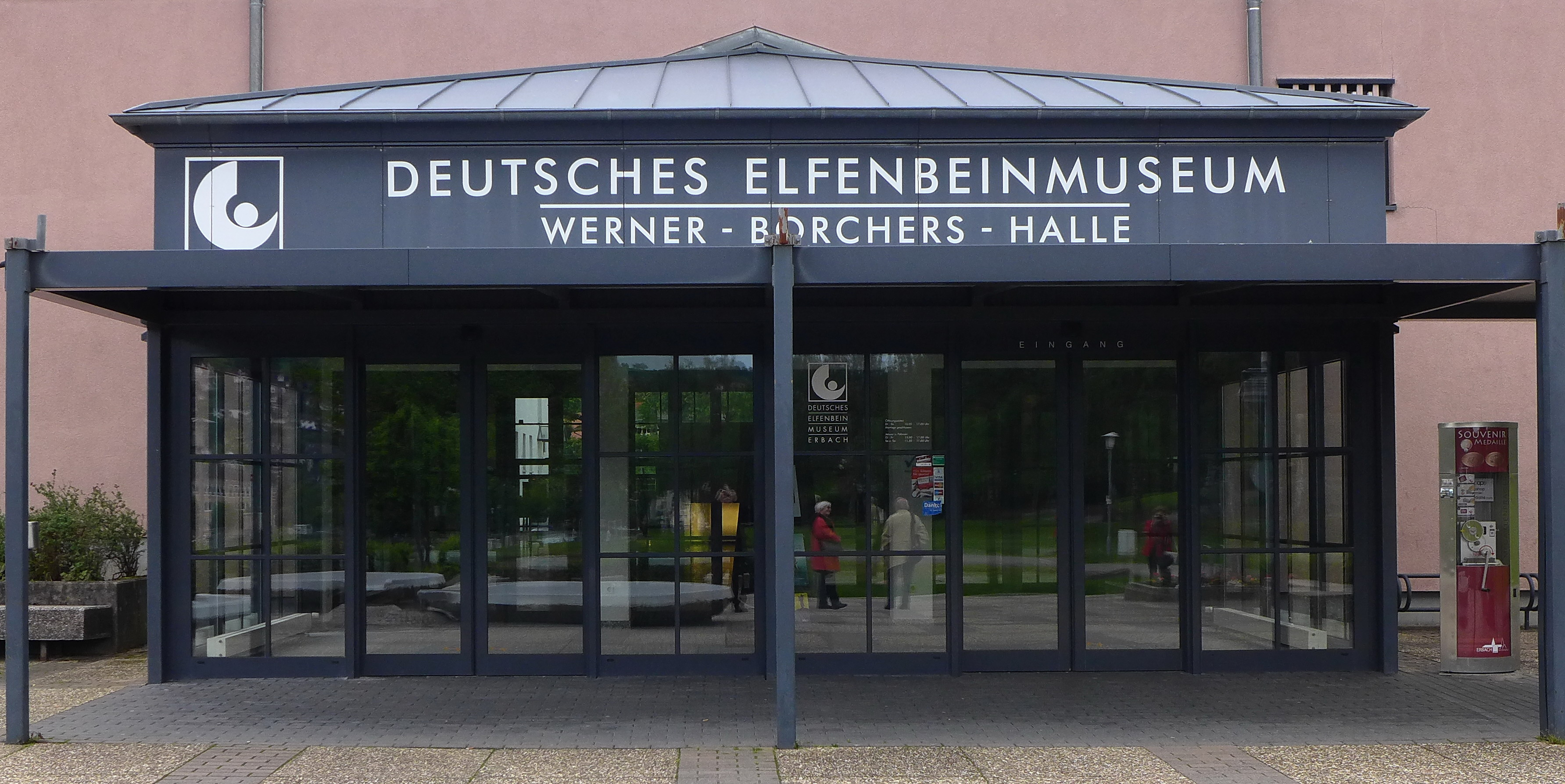
Das frühere Deutsche Elfenbeinmuseum (bis 2015)

Nach den Anfängen der Elfenbeinschnitzerei in den Klosterwerkstätten des Mittelalters griffen auch Bildhauer, die in Stein oder Holz arbeiteten, zu dem neuen Material. Zu diesen Künstlern gehörten im 17. und 18. Jahrhundert Christof Angermair, Georg Petel, Melchior Barthel, Balthasar Permoser und Simon Troger. Spezialisten, die sich hauptsächlich mit Elfenbein beschäftigten, waren Leonhard Kern (17. Jh.), die Brüder Christoph Maucher und Johann Michael Maucher (17. Jh.), Ignaz Elhafen (17./18. Jh.), Lebrecht Wilhelm Schulz (18./19. Jh.), Ferdinand Preiss und Jan Holschuh (20. Jh.). Die Erfindung der kunstvollen Contrefait-Drechselarbeiten wird der Nürnberger Familie Zick (17. Jh.) zugeschrieben.
Eine im 16. Jahrhundert beginnende Entwicklung innerhalb der Elfenbeinverarbeitung mit hohem mathematisch-technischem Anspruch stellen die aufklappbaren Sonnenuhren mit Kompass dar. Das Zentrum der Herstellung war Nürnberg. Hervorragende Werkstätten waren Leonhart Miller und die Familien Tucher und Troschel.
Im 18. Jahrhundert brachte Erbgraf Franz I. zu Erbach-Erbach das Weiße Gold – wie Elfenbein auch genannt wird – nach Erbach in den Odenwald, was eine Reihe von Elfenbein-Künstlern anzog, und begründete damit die dortige Elfenbeinschnitz-Tradition. Damals wurde der Werkstoff hauptsächlich gedrechselt. Im Jahr 1892 erfolgte in Erbach die Gründung einer Fachschule für Elfenbeinschnitzer. Heute wird dieser Berufszweig in der nahegelegenen „Berufsfachschule für das Holz und Elfenbein verarbeitende Handwerk“ in Michelstadt ausgebildet. Da der Handel mit Elefanten-Elfenbein nach dem Washingtoner Artenschutzübereinkommen von 1973 streng reguliert ist, wird heutzutage meist fossiles Mammutelfenbein verarbeitet, für das keine Beschränkungen bestehen. Als Schnitzmaterialien kommen auch Horn, Geweih und die Elfenbein-Nuss zum Einsatz.
1966 wurde in Erbach das Deutsche Elfenbeinmuseum eröffnet. Seit 2016 befindet sich das Museum in Räumen des Schlosses Erbach.

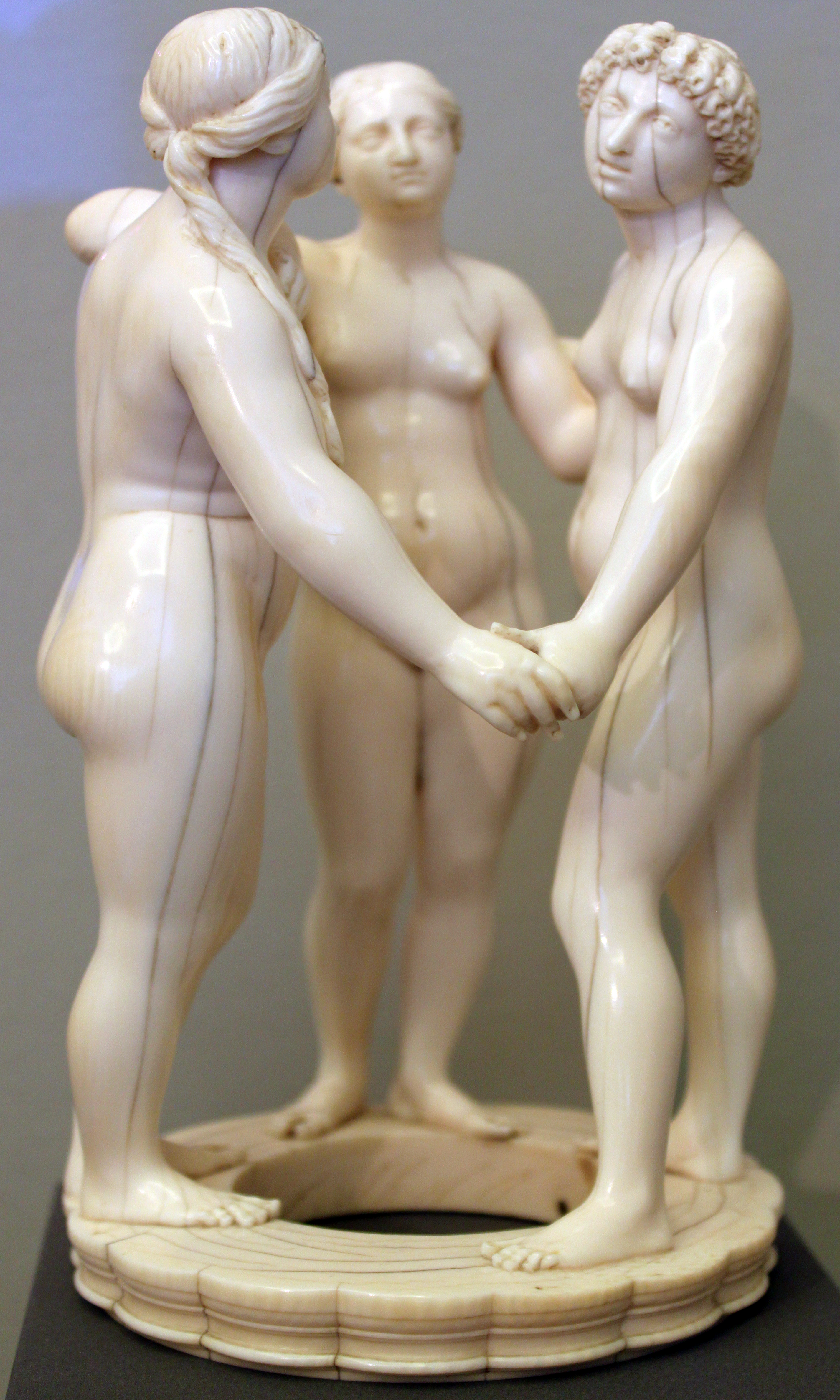
Die drei Grazien von Leonhard Kern, 17. Jh.
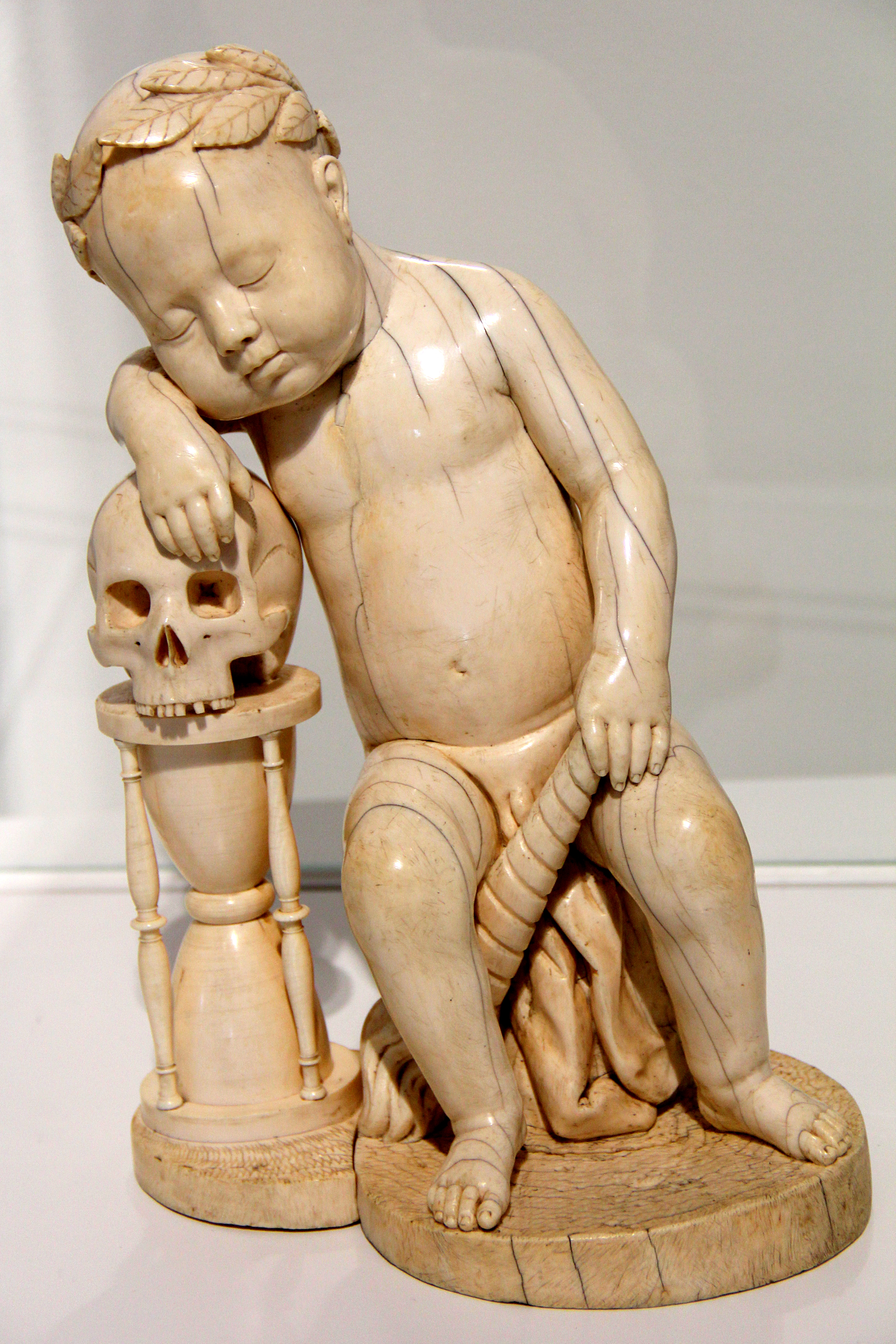
Elfenbeinskulptur “Die Zeit”, Deutschland, 17. Jh.
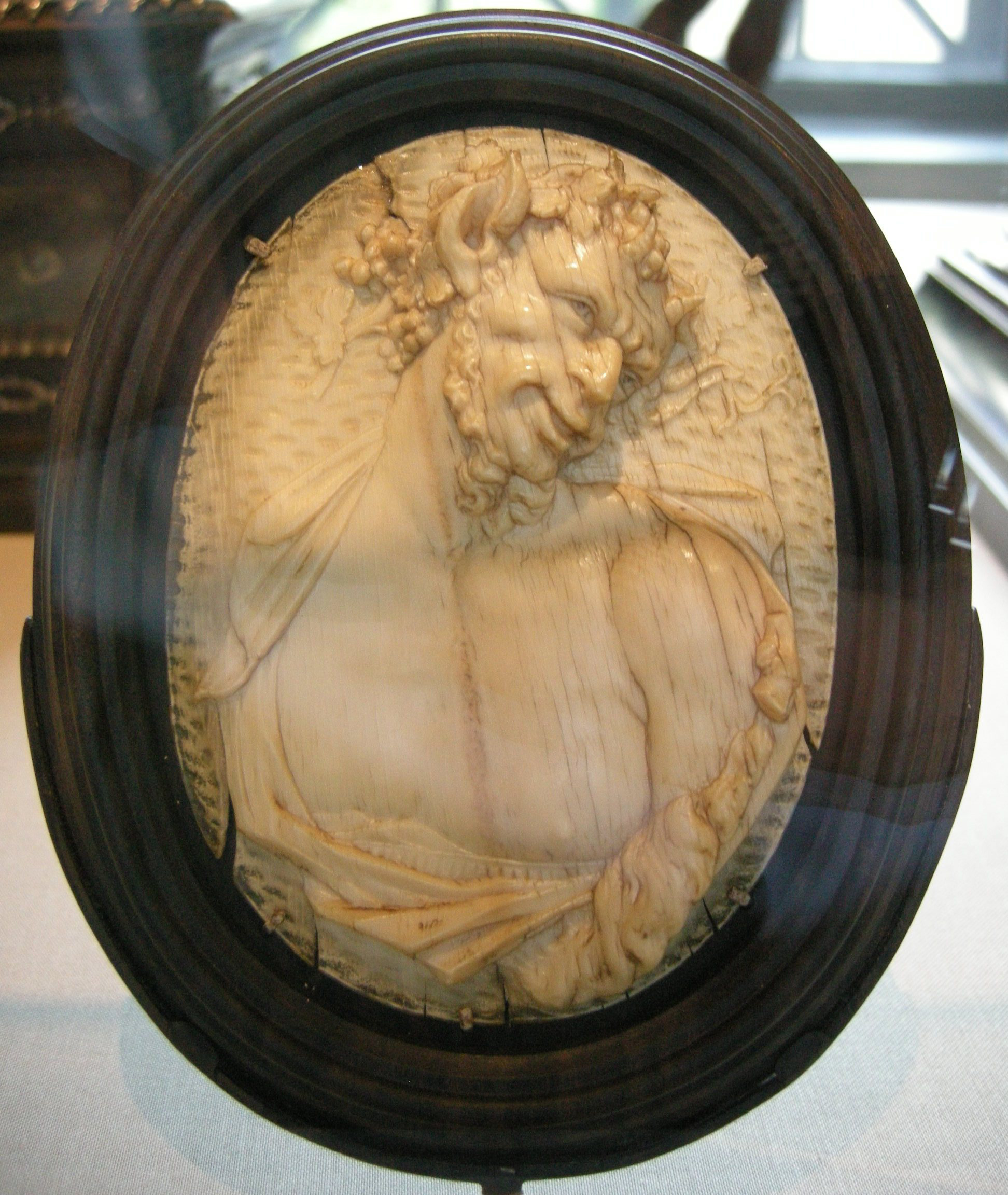
Kopf des Satyr von Balthasar Permoser, 18. Jh.,
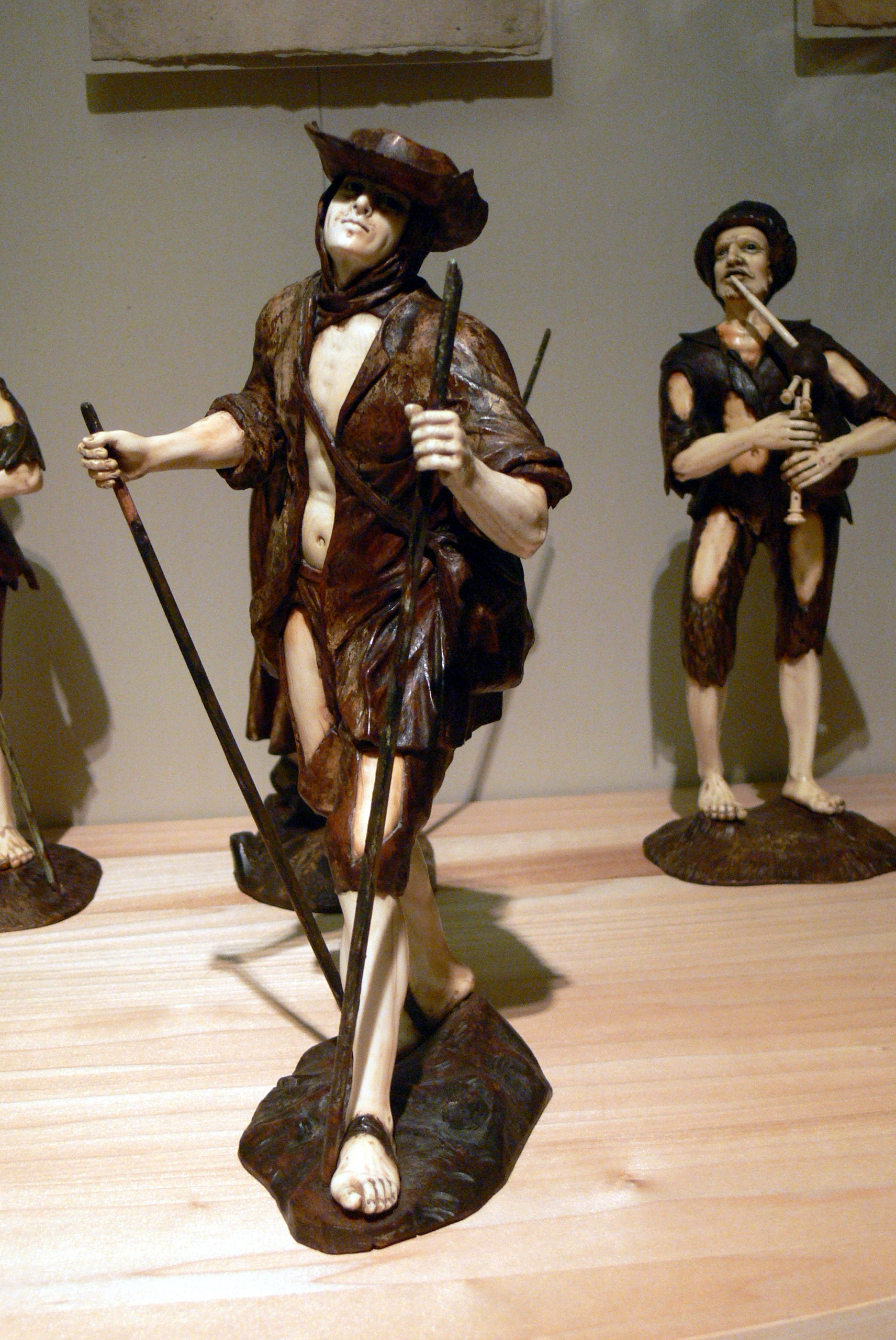
Bettlerfiguren in Elfenbein/Holz von Simon Troger, Deutschland, 18. Jh.
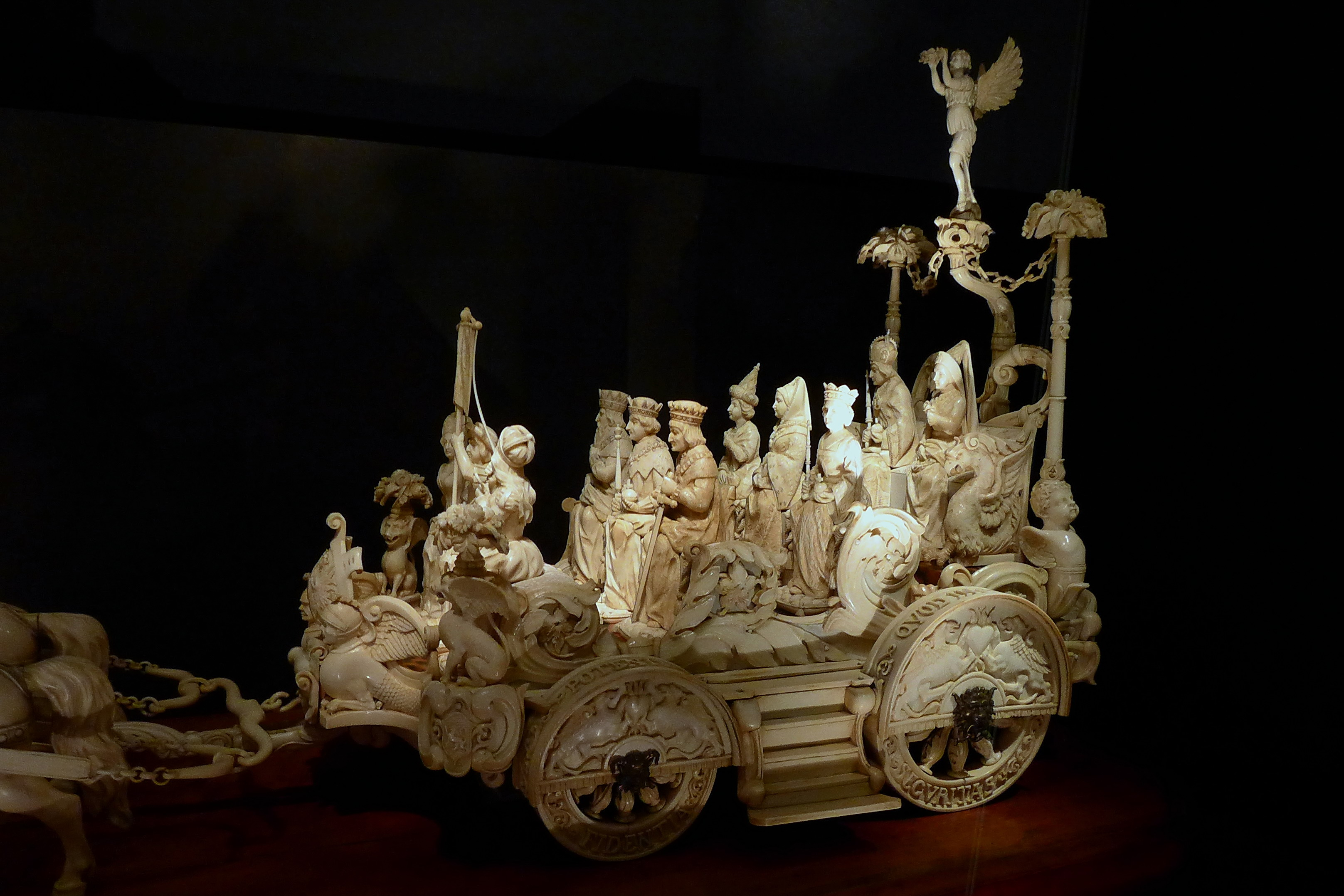
Ausstellungsstück im Deutschen Elfenbeinmuseum Erbach
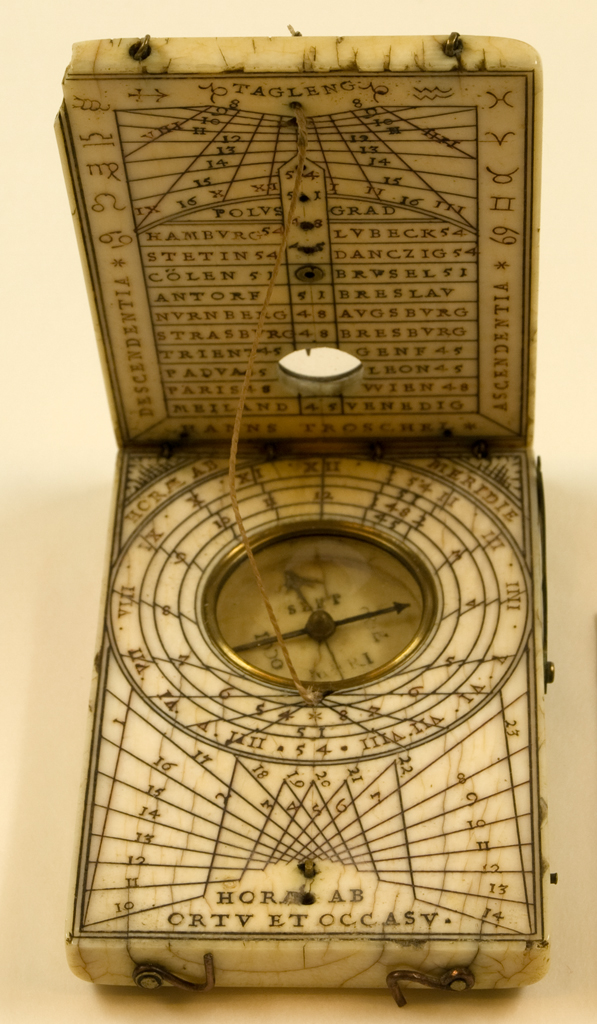
Klappsonnenuhr aus Elfenbein, 16. Jh.

## Islamische Welt
Elfenbein hat im Islam keine religiöse Bedeutung und sakrale Gegenstände werden bei der Religionsausübung nicht benötigt.
Durch das Bilderverbot im Islam gibt es wesentlich weniger Kunstwerke, die Lebewesen abbilden, als in anderen Kulturkreisen. Das Vermeiden bildlicher Darstellungen führte zu einer Vorliebe für Schrift (Kalligraphie) und Ornament, wie die Beispiele zeigen. Neben den geschnitzten Kästchen und Dosen wurden auch Waffen und Prachtsättel mit Elfenbeinplättchen geschmückt. Viele Gegenstände mit reicher Elfenbeinschnitzerei gelangten durch die Kreuzfahrer ins christliche Abendland.

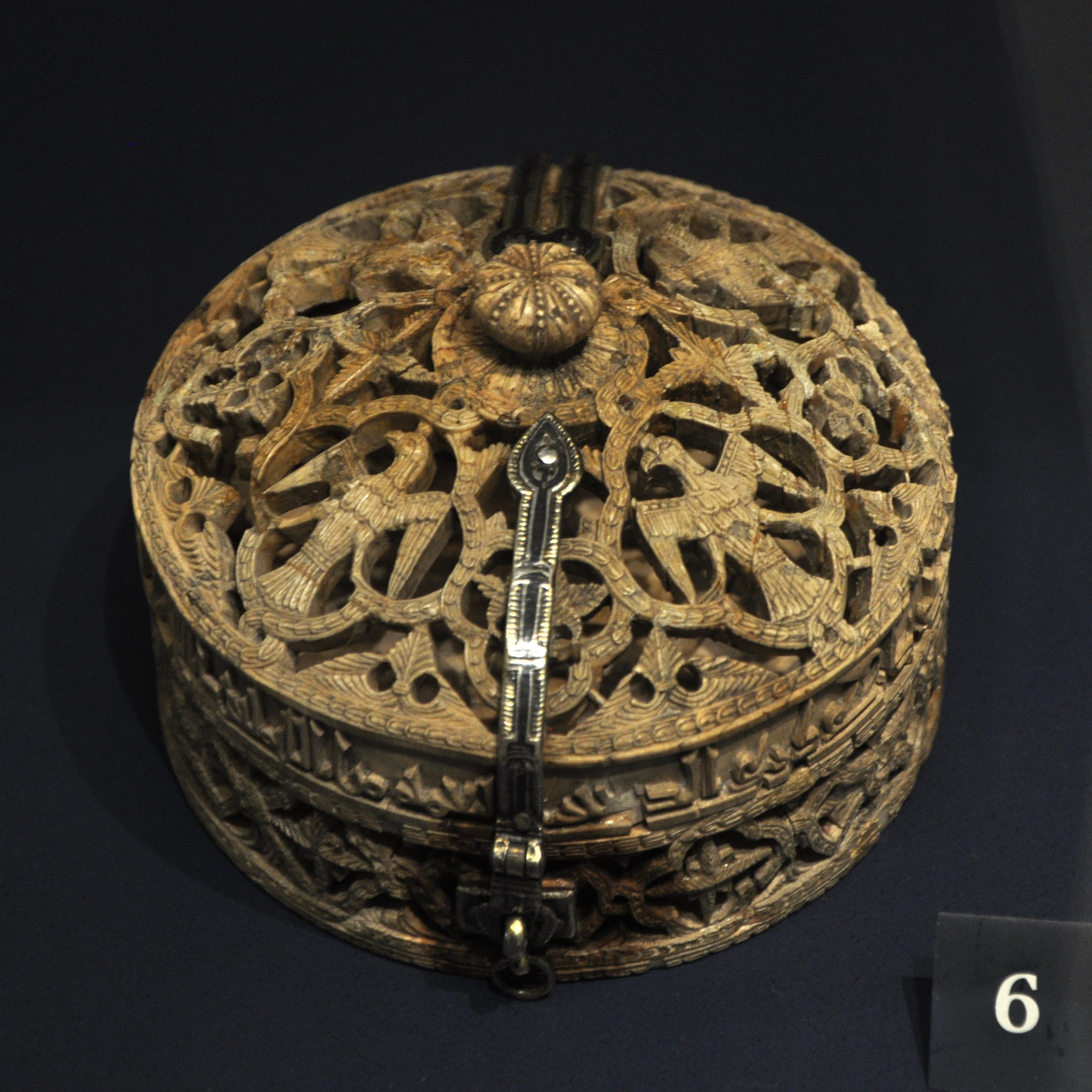
Elfenbeindose, Kalifat von Córdoba, 964 n. Chr.
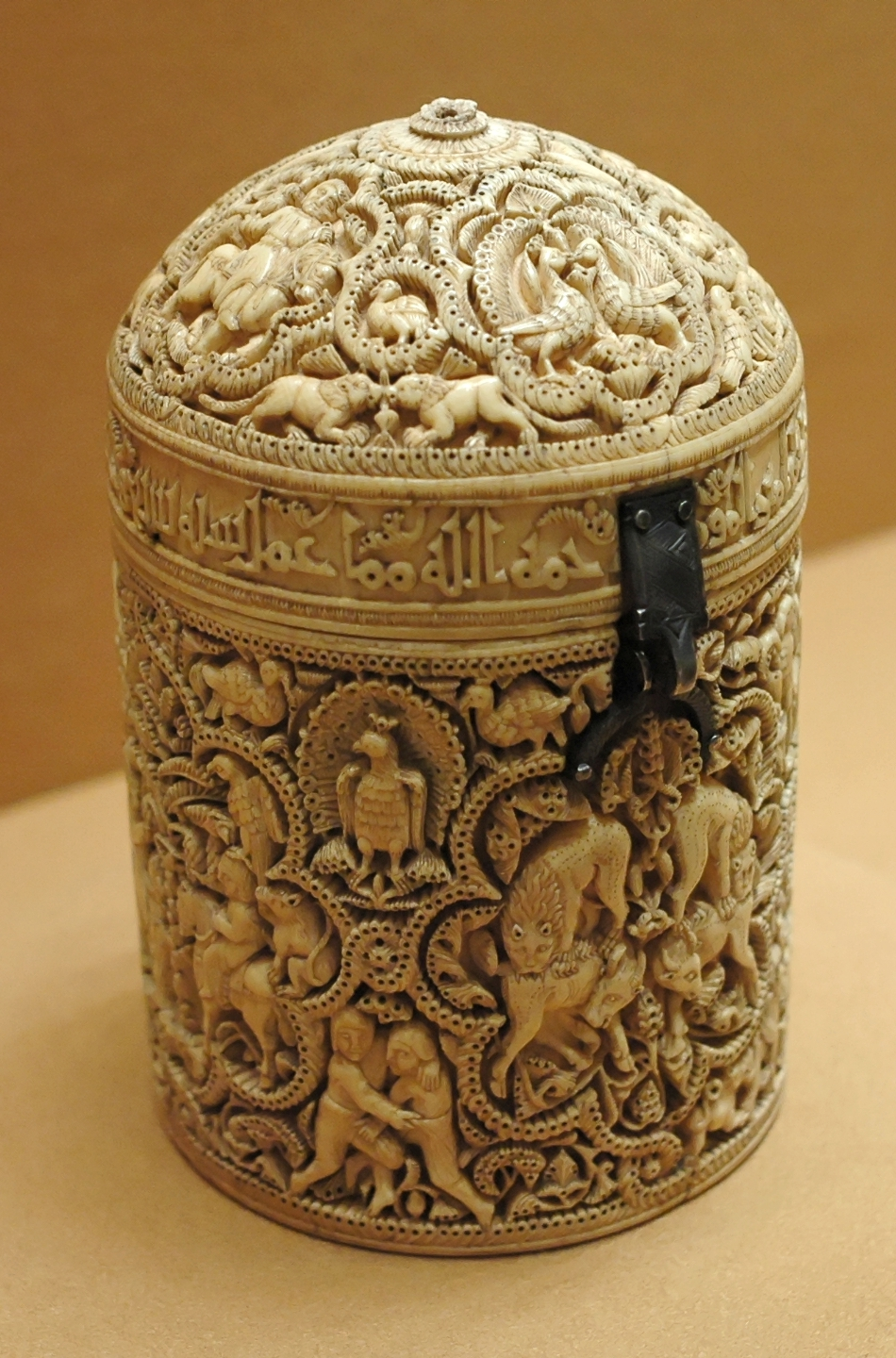
Elfenbeindose, Kalifat von Córdoba, 968 n. Chr.
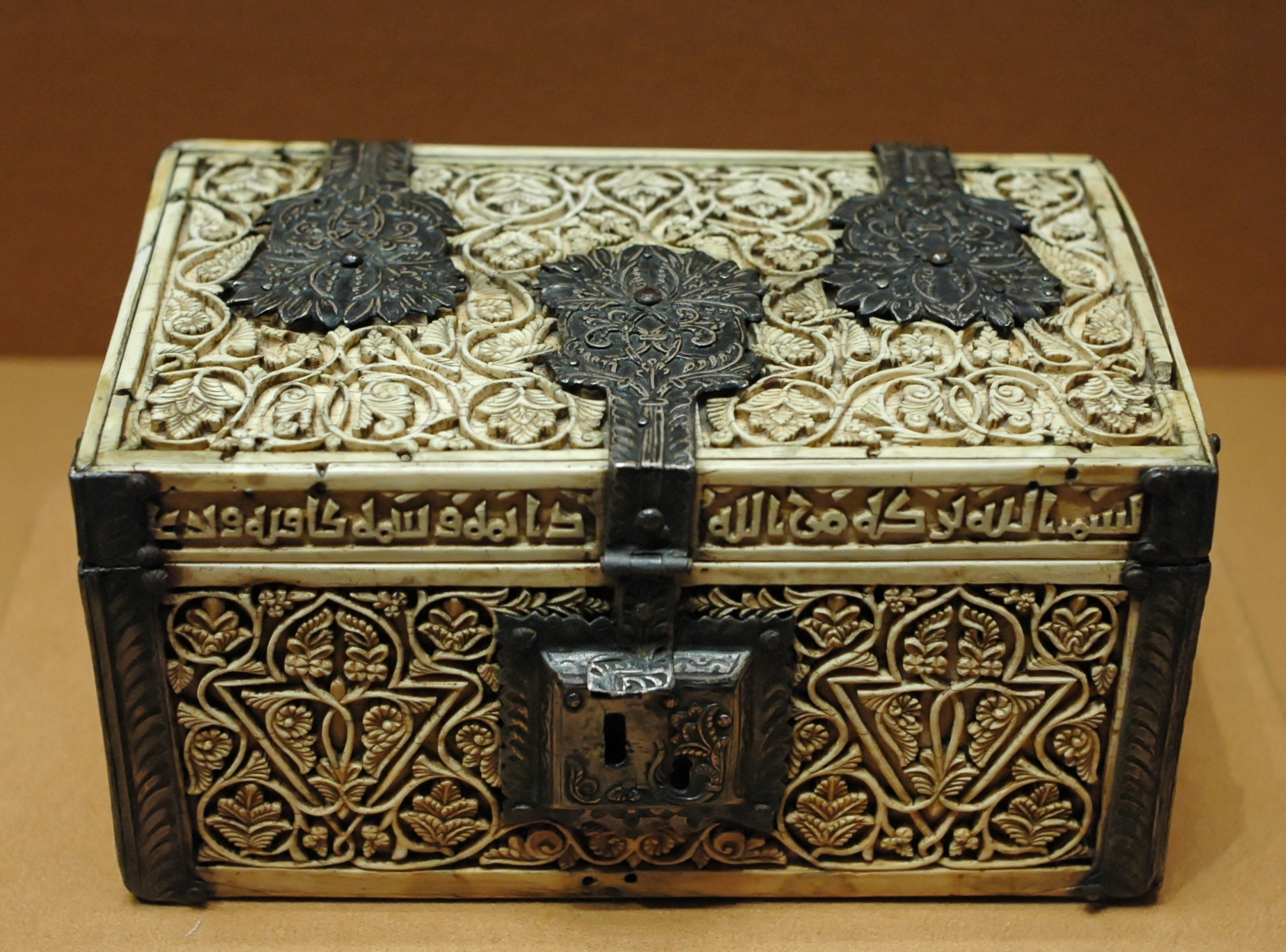
Elfenbein-Kästchen, Kalifat von Córdoba, etwa 1000 n. Chr.
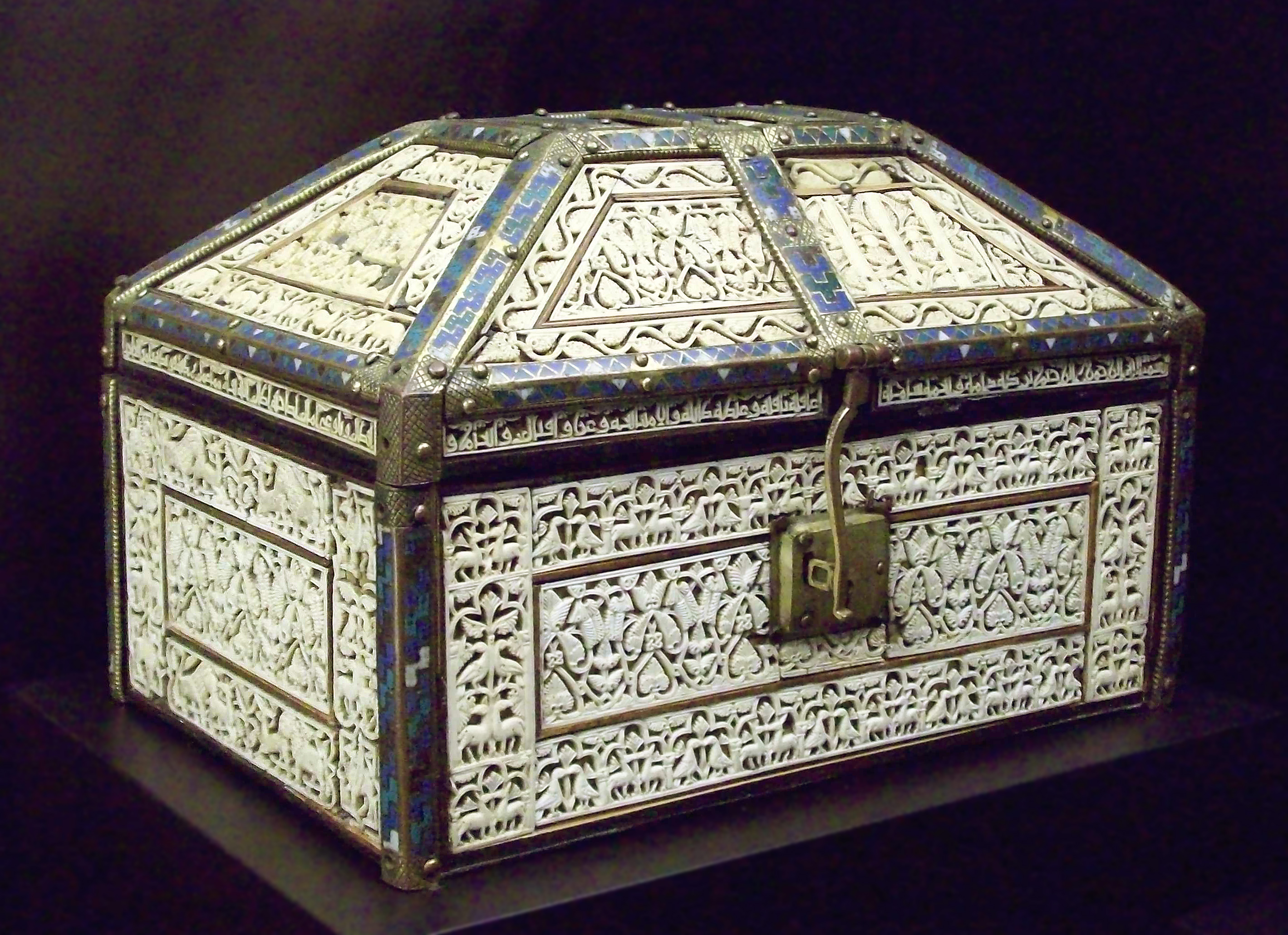
Elfenbein-Kästchen, islamisches Königreich Toledo, 11. Jh.
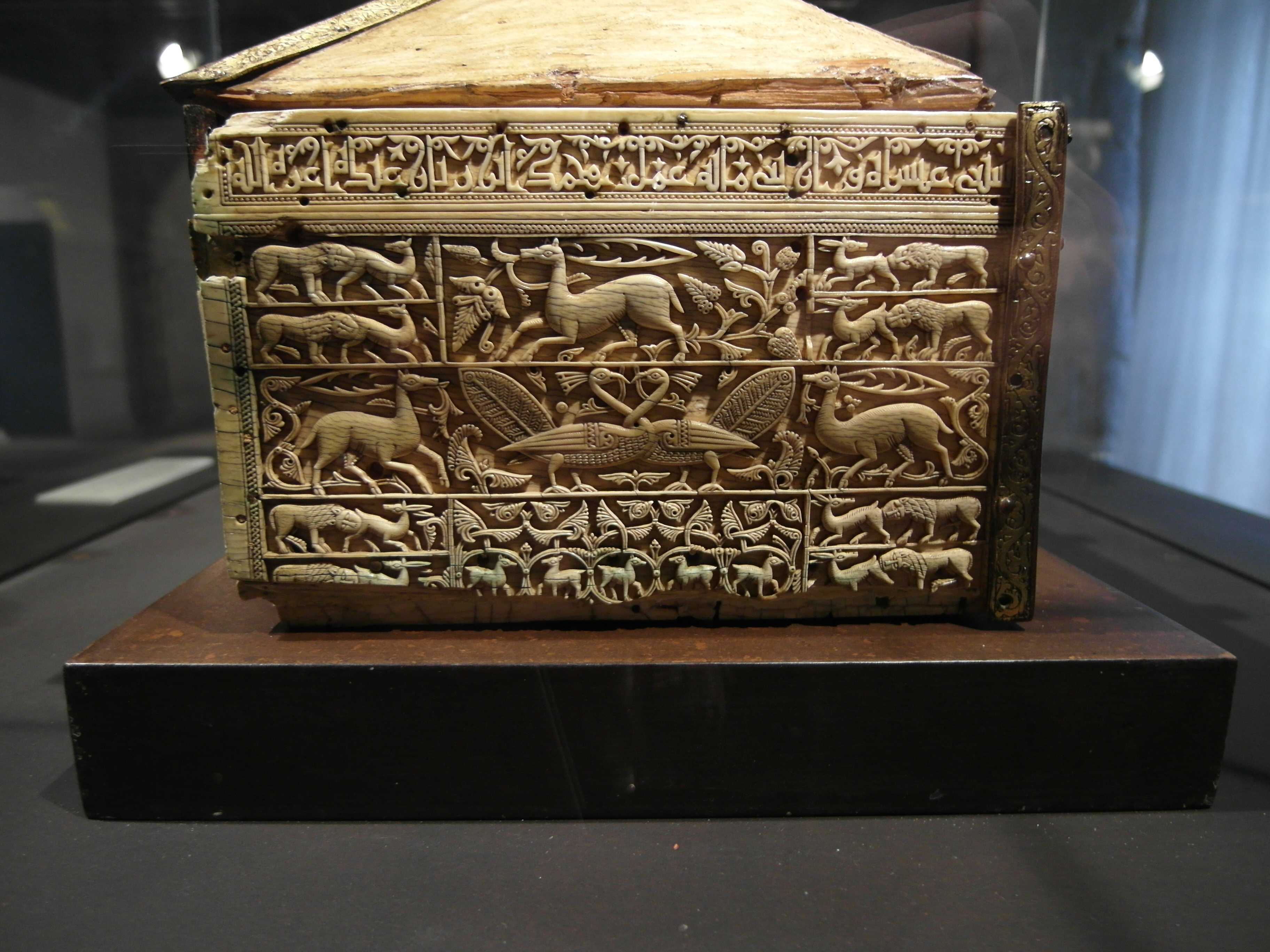
Elfenbein-Kästchen, islamisch, 11. Jh.

## Indischer Subkontinent

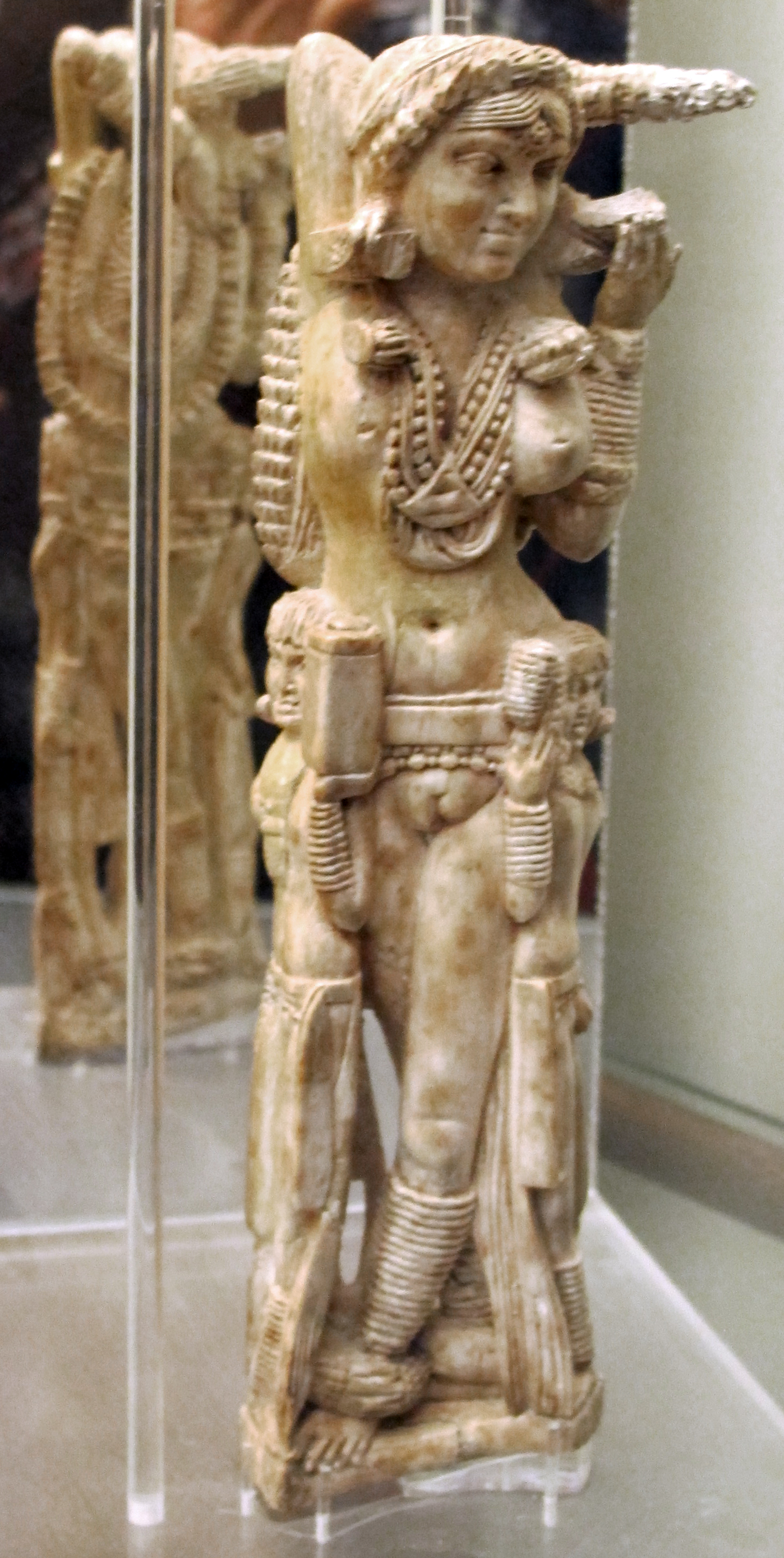
Statuette der Göttin Lakshmi, 1. Jh. n. Chr., gefunden bei Ausgrabungen in Pompeji

Im Gegensatz zu anderen Kulturräumen besteht in Indien seit prähistorischer Zeit das Miteinander von Mensch und Elefant – ohne Unterbrechung bis in unsere Gegenwart. Die ersten Darstellungen von Elefanten finden sich als Felsmalereien in den Höhlen von Bhimbetka. Das Fehlen von Elfenbein-Gegenständen aus Jahrtausenden wird von der Forschung auf die klimatischen Bedingungen zurückgeführt. Auch aus der Zeit der Indus-Hochkultur sind Zeugnisse der Elfenbeinbearbeitung selten, obwohl die Ausfuhr von Elfenbein als gesichert gilt. Unter den Tausenden der typischen Harappa-Siegel, die bisher geborgen wurden, war nur ein einziges Exemplar aus Elfenbein. In Lothal konnten einige elfenbeinerne Kämme, Schmuckgegenstände und als Einzelstück ein Stab mit Längeneinteilung ausgegraben werden. Kleinkunstwerke aus Elfenbein wurden nicht aufgefunden.
Aus der folgenden vedischen Zeit sind Elfenbeinschnitzereien ebenfalls nur spärlich überliefert. Außerhalb Indiens gab es einen bisher einmaligen Fund, der auch von den vielfältigen Handelsbeziehungen zeugt. In den Trümmern der im Jahr 79 n. Chr. verschütteten Stadt Pompeji wurde die Statuette der Göttin Lakshmi, entdeckt (Foto rechts).
Die sinnenfreudige Darstellung ist Kennzeichen indischer Kunst, wobei viele Motive einen religiösen Bezug haben. Nach der Zeitenwende nimmt die Zahl der Artefakte aus Elfenbein zu. Aus dem Sommerpalast der Kuschana wurde der sogenannte Schatz von Begram geborgen, der auch viele Elfenbeinschnitzereien enthielt (siehe Elfenbeinschnitzereien von Begram).
Zu den Gegenständen, die traditionell in Indien aus Elfenbein angefertigt wurden, gehörten neben Wand- und Möbelbekleidungen vor allem Statuetten im Dienst der verschiedenen Religionen.

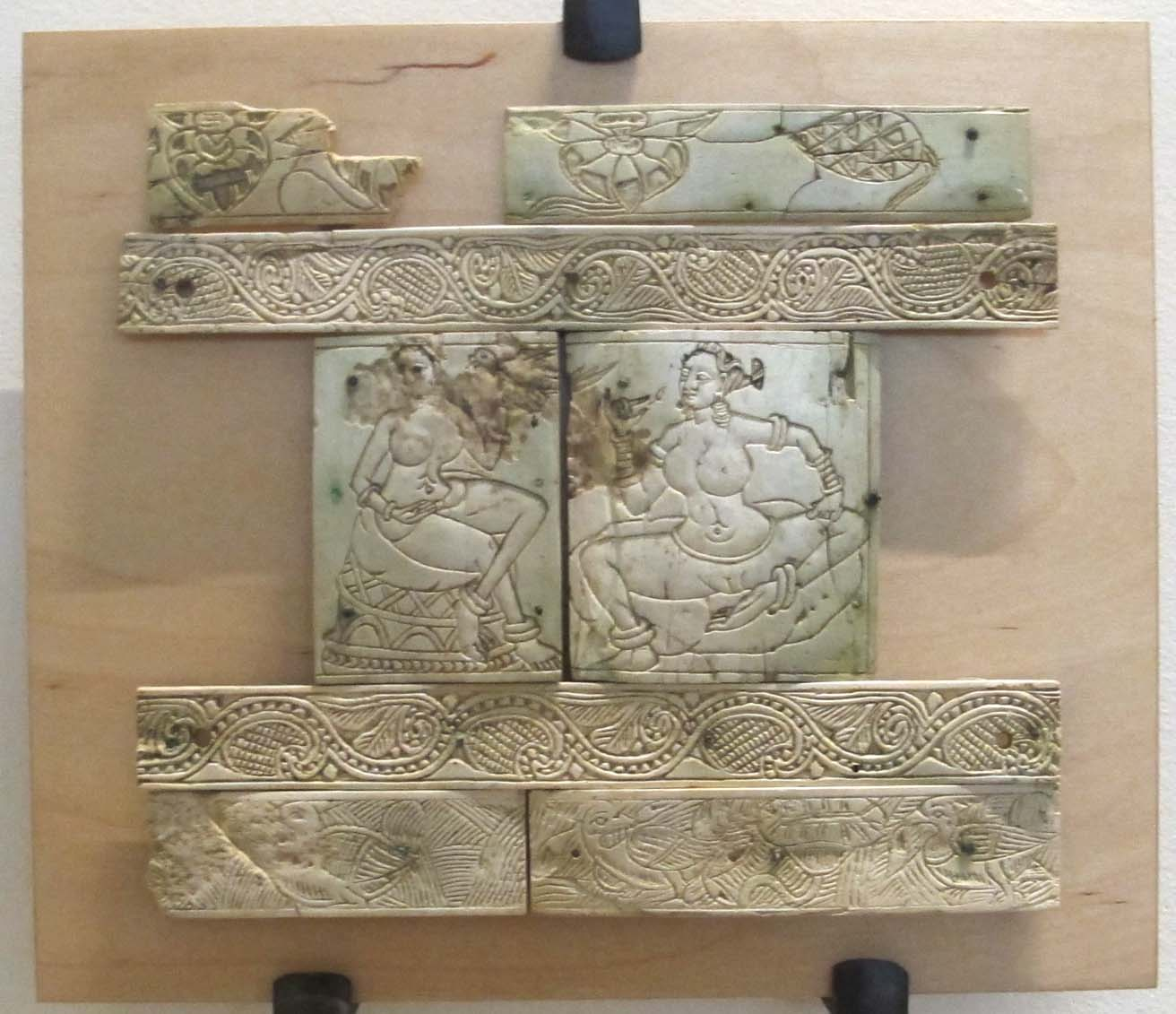
Elfenbeinverkleidung Begram-Schatz
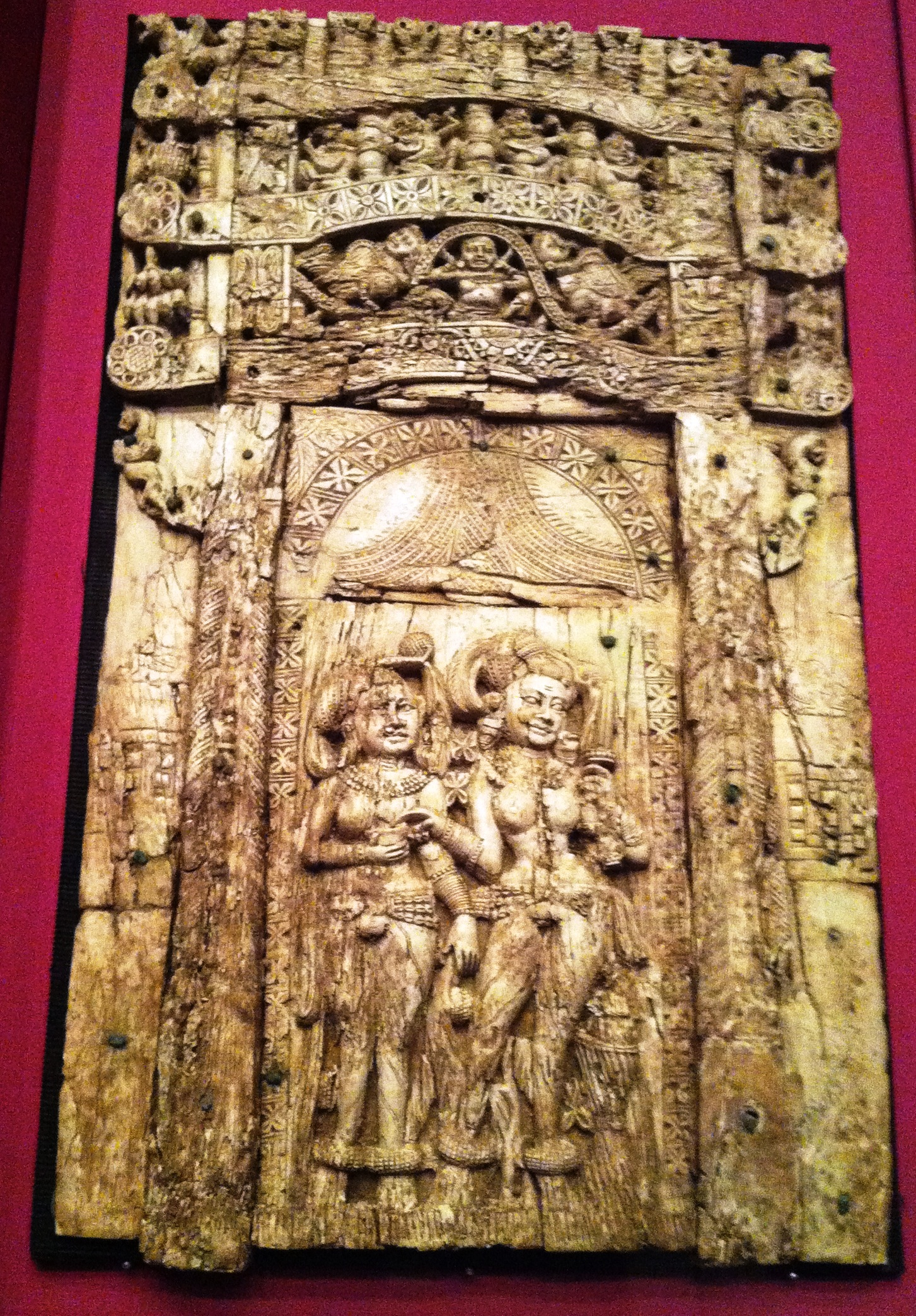
Elfenbeinverkleidung Begram-Schatz
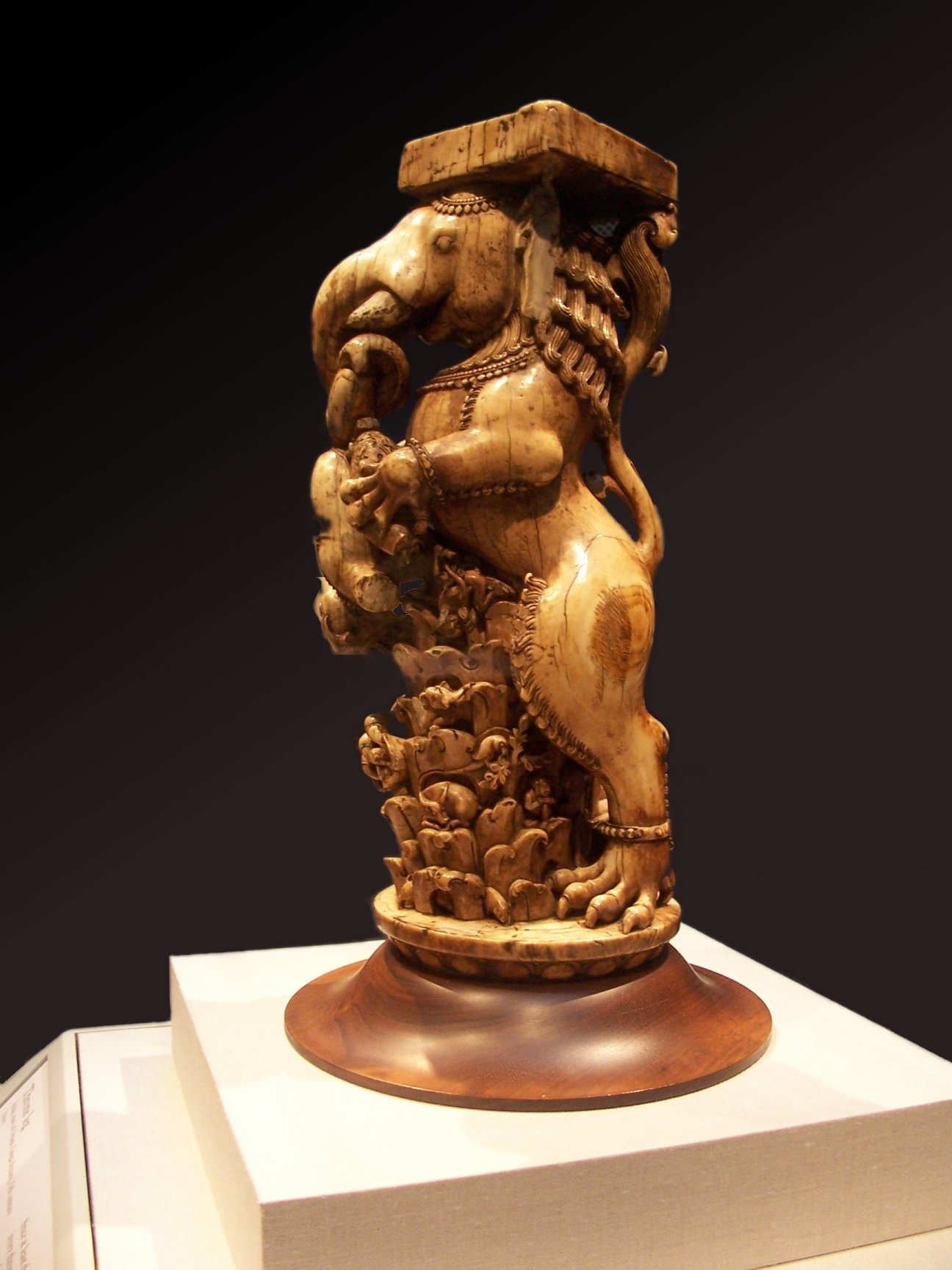
Hindu-Gottheit Ganesha, Ganga-Dynastie, 13. Jh.
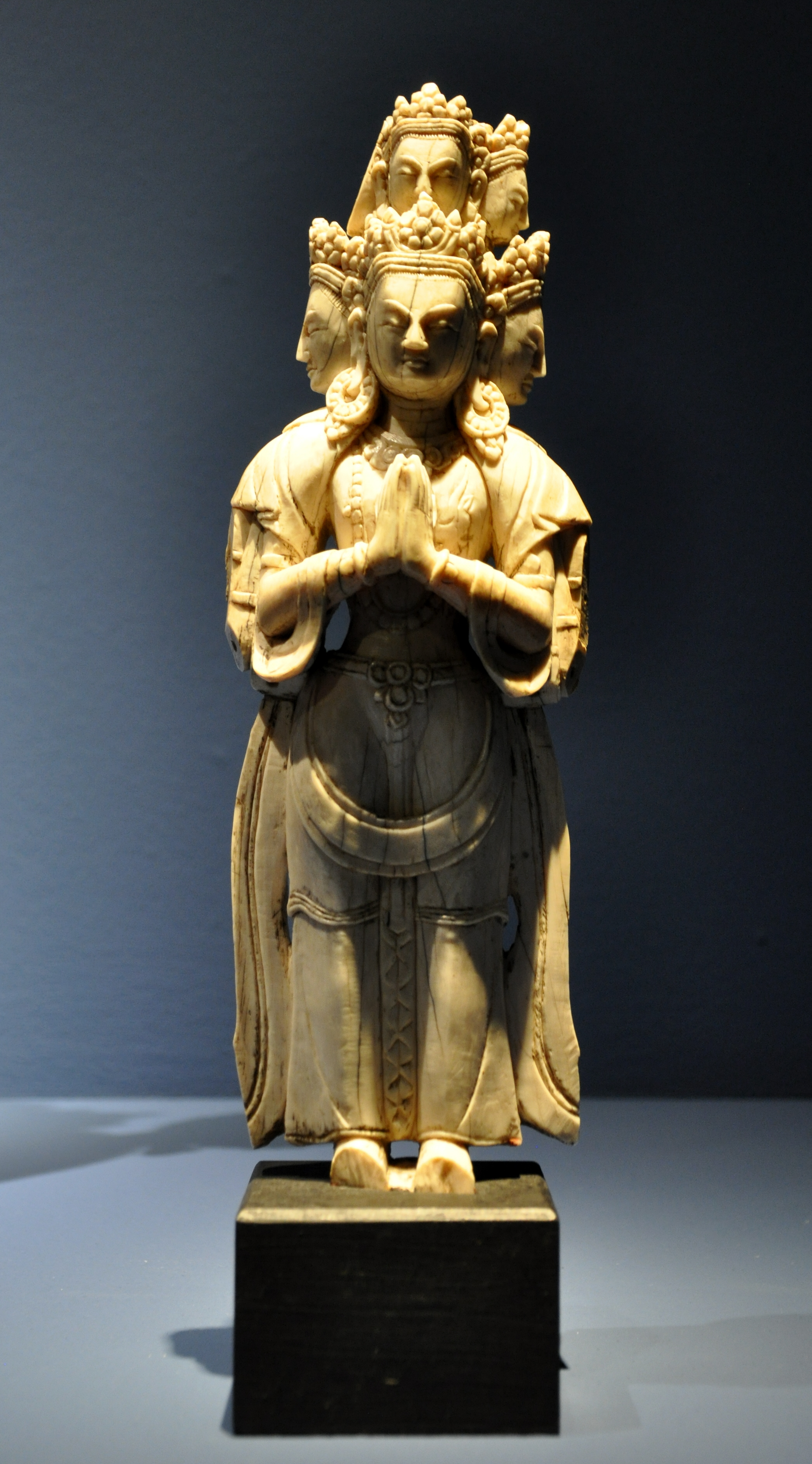
Bodhisattva Avalokiteshvara, Nepal, Kunst der Newar 16.–17. Jahrhundert
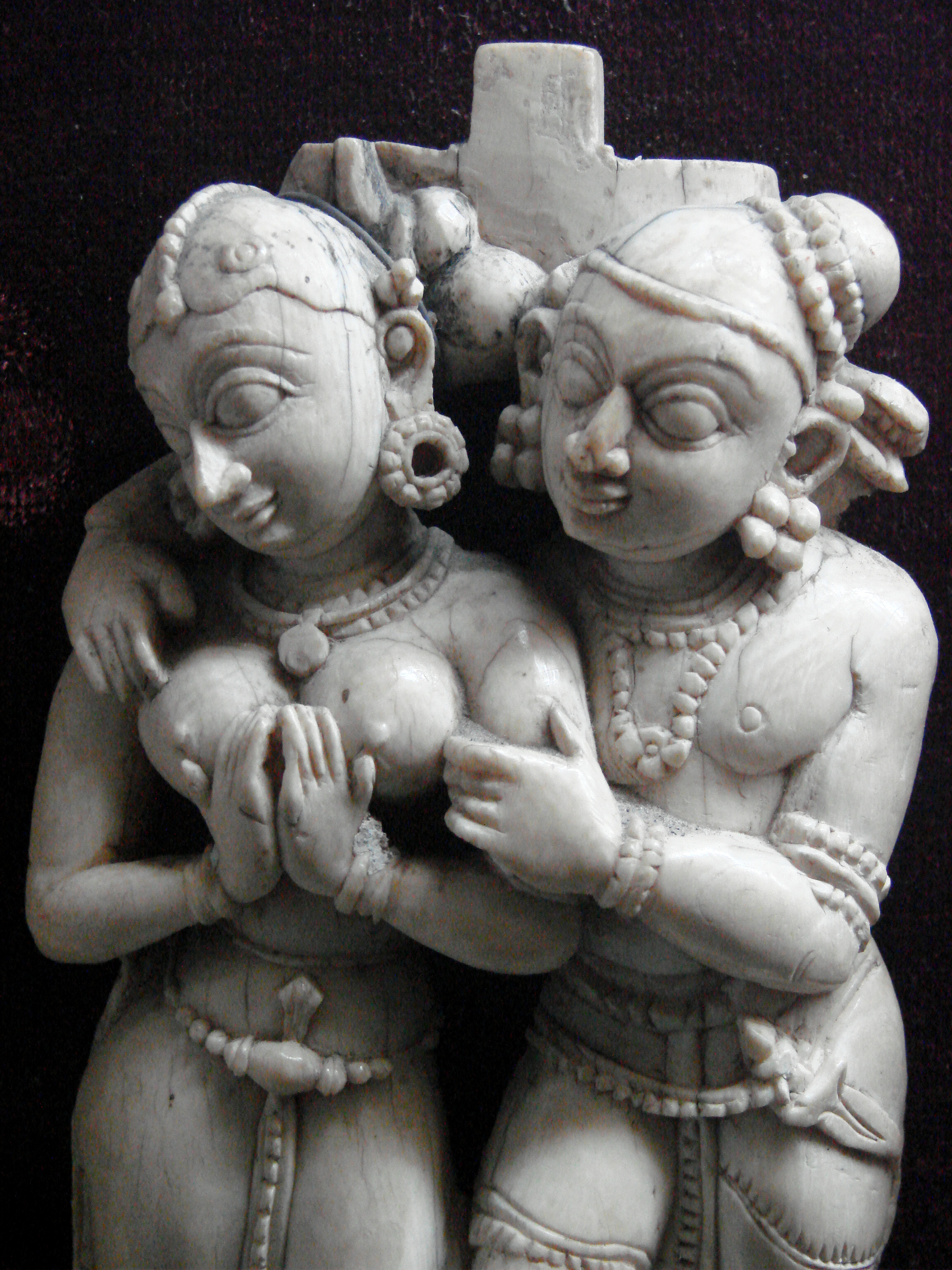
Elfenbeinskulptur im Minakshi-Tempel, Madurai
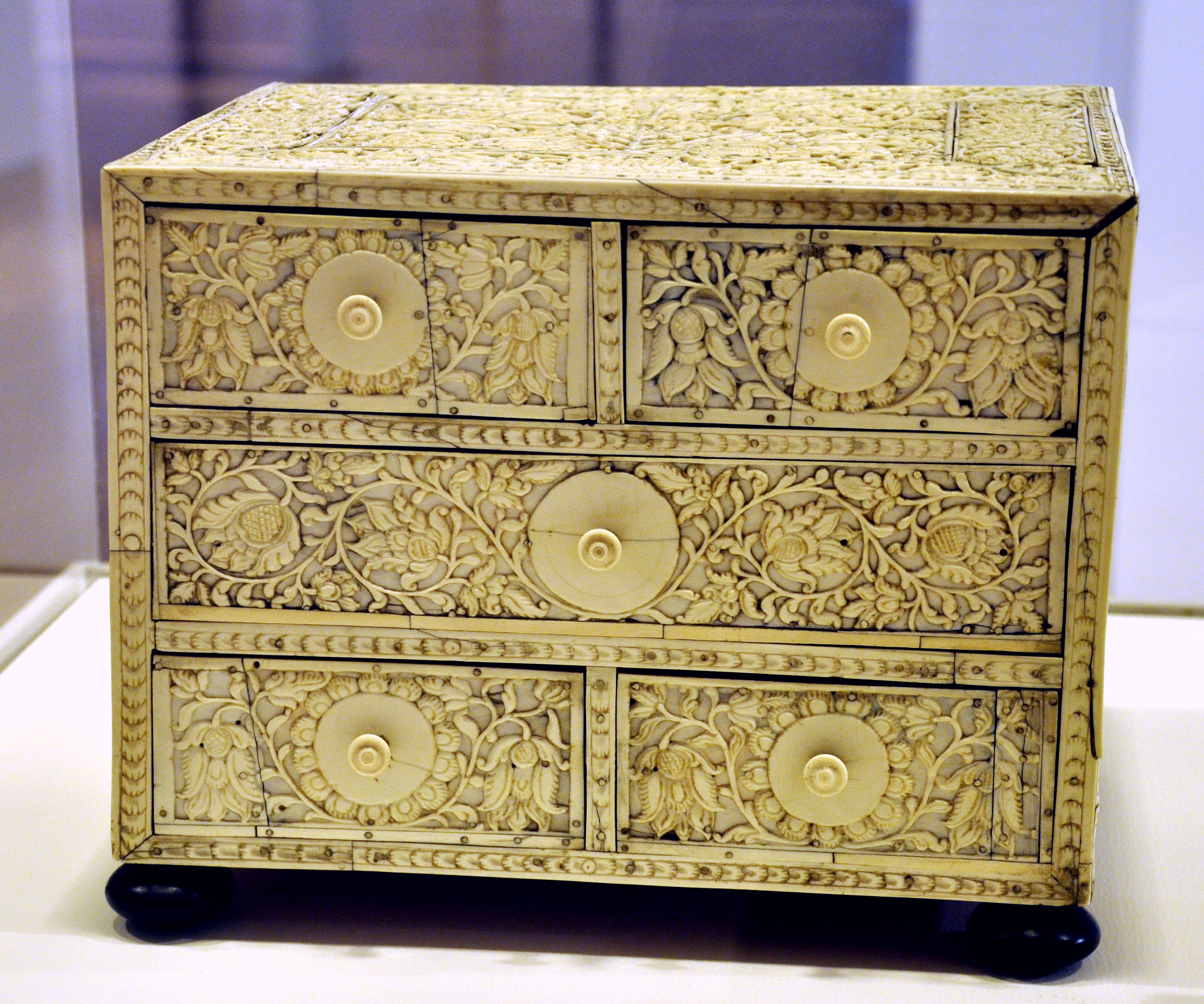
Elfenbein-Schmuckkasten, Indien, Mogul-Hofkunst, Anfang 18. Jh.

## Ostasien
China

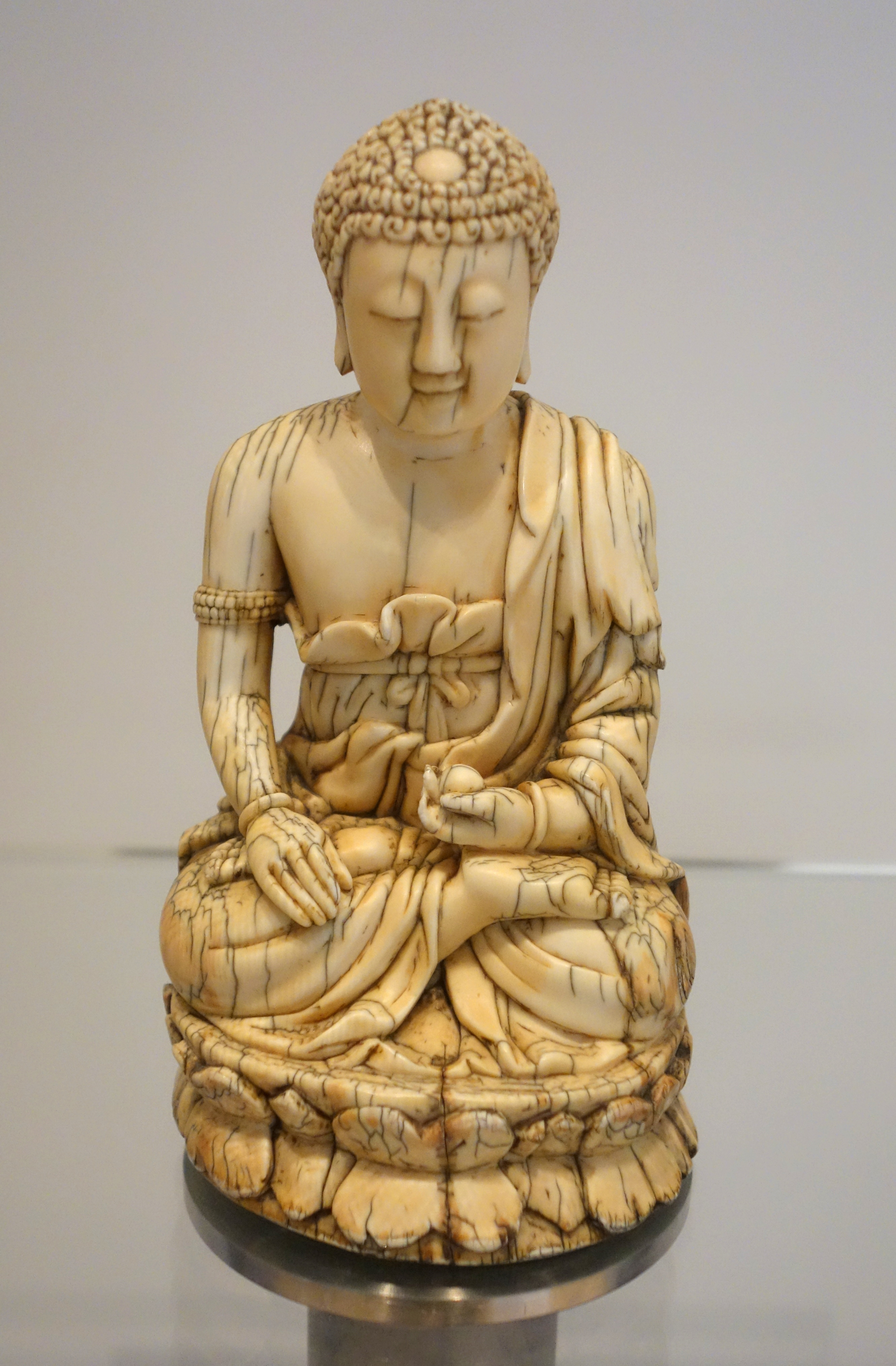
Buddha, Ming-Dynastie (1368–1644)

Auf dem ostasiatischen Festland ist die Bearbeitung von Elfenbein bereits aus der neolithischen Hemudu-Kultur bekannt. Aus der späteren Shang-Zeit sind
einige elfenbeinerne Grabbeigaben überliefert. Die Funde stammen aus dem vollständig erhaltenen Grab der Heerführerin Fu Hao, einer der Frauen des Königs Wu Ding. Zu den fast zweitausend Objekten – hauptsächlich aus Bronze, Ton und Jade – gehörten auch fünf Elfenbein-Gegenstände, darunter eine reich verzierte Kanne (siehe).
Damit ist die Elfenbeinschnitzerei eine der ältesten Handwerkskünste Chinas. Jedoch besaßen Gegenstände aus Elfenbein im chinesischen Altertum und in den folgenden 2000 Jahren der Kaiserzeit nie den Prestigewert, der ihnen in der Gegenwart (seit Ende des 20. Jahrhunderts) von wohlhabenden Chinesen beigemessen wird. Die Elfenbeinschnitzerei stand in der Rangfolge weit hinter Malerei, Kalligrafie, Bronzekunst und Töpferkunst. Zudem war das bevorzugte Material für geschnitzte Kleinkunst nicht Elfenbein, sondern Jade.
Mit dem Vordringen des Buddhismus von Nordindien aus über die Seidenstraße während der Han-Periode kamen auch die ersten figürlichen Buddha-Darstellungen nach China.
Haupterzeugnisse aus Elfenbein waren jedoch Gegenstände des Profangebrauchs, wie Kämme, Haarnadeln, Schmuck, Spielsteine und Unterschriftenstempel. Kunstvolle Arbeiten stellten die oberflächlich eingefärbten und gravierten Tischplatten, Bildtafeln und Behälter dar. Seit der Han-Zeit gehörten für etwa tausend Jahre schmale Elfenbeintäfelchen zur formellen Ausstattung der Beamten. Die Täfelchen (genannt 'hu') dienten für Kurznotizen und galten als Rangabzeichen, die bei der Begrüßung ähnlich wie Zepter in den Händen gehalten wurden (s. Abb. unten).
Die unaufdringliche Verwendung von Elfenbein fand ihr Ende mit dem Aufstieg Chinas zur neuen Wirtschaftsmacht. Seit etwa den 1990er Jahren sind Gegenstände aus Elfenbein beliebte Statussymbole für die aufstrebende Mittelschicht Chinas. Neben begehrten Schmucksachen kam Elfenbein als Material für Alltagsgegenstände in Mode, die dadurch zu Luxusartikeln wurden, beispielsweise kunstvoll verkleidete Autos, Mobiltelefone usw. Konnte früher das Rohmaterial von den einheimischen – inzwischen fast ausgerotteten – Elefanten gewonnen werden, so wird heute die enorm gestiegene Nachfrage hauptsächlich durch (meist illegale) Importe aus Afrika gedeckt, was den Bestand der afrikanischen Elefanten gefährdet (zur Problematik siehe Artikel Elfenbein).

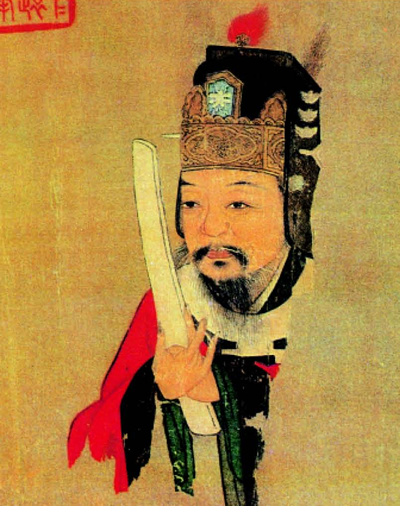
Der Beamte Fan Zhongyan mit Elfenbein-Täfelchen (“hu”), Song-Dynastie (960–1279)
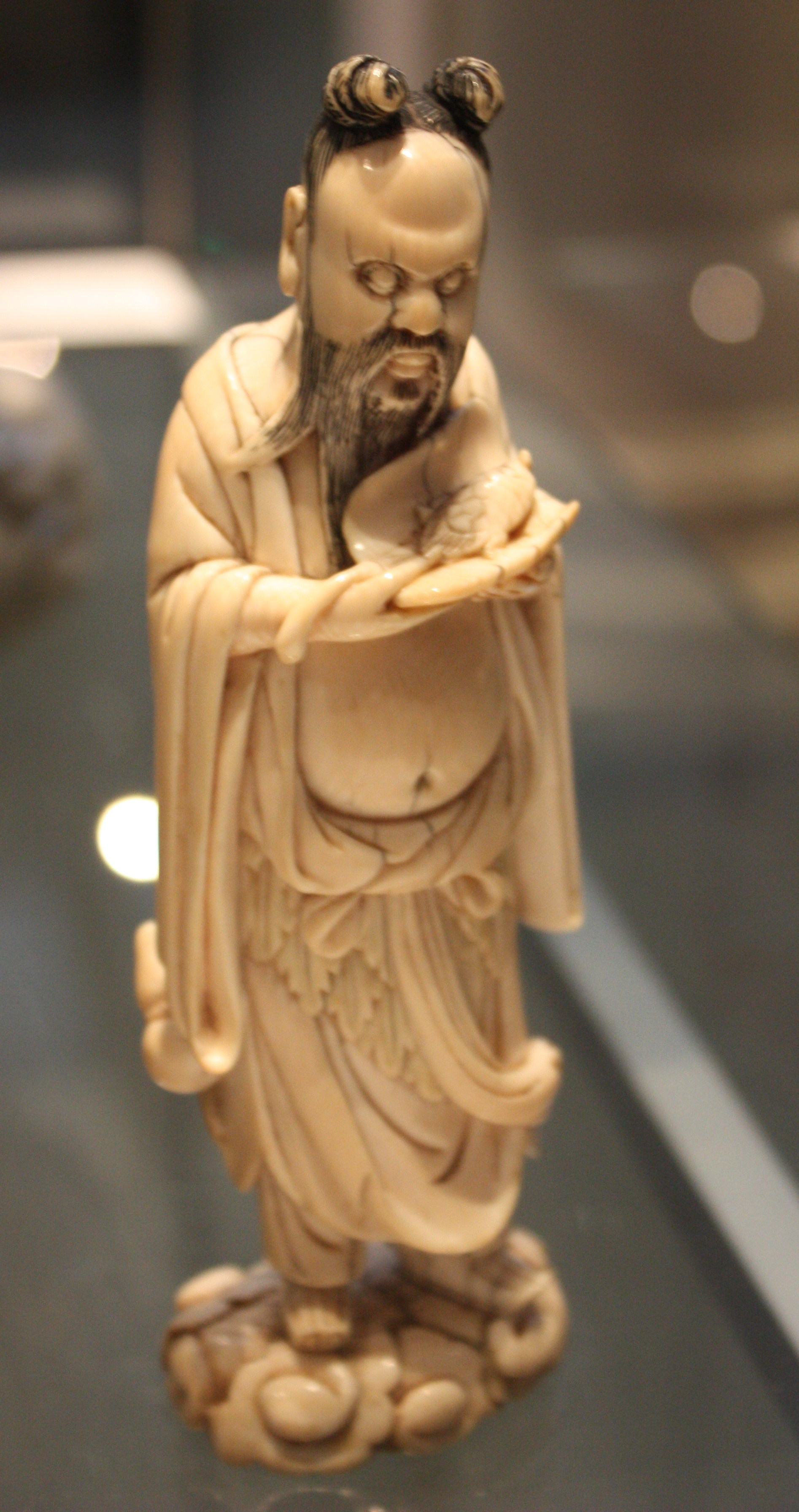
Einer der Acht Unsterblichen, (Zhongli Quan), Ming-Dynastie (1368–1644)
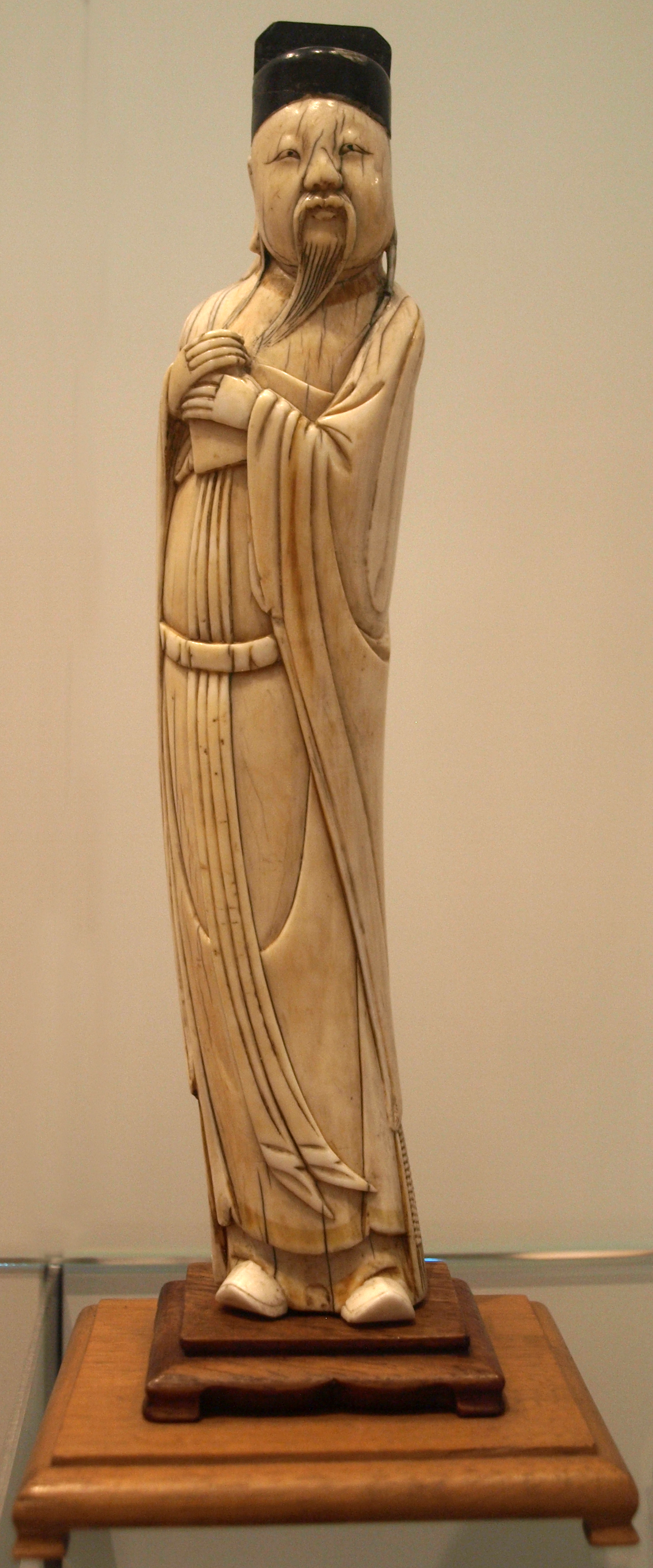
Taoistische Gottheit Wen Chang, Ming-Dynastie (1368–1644)
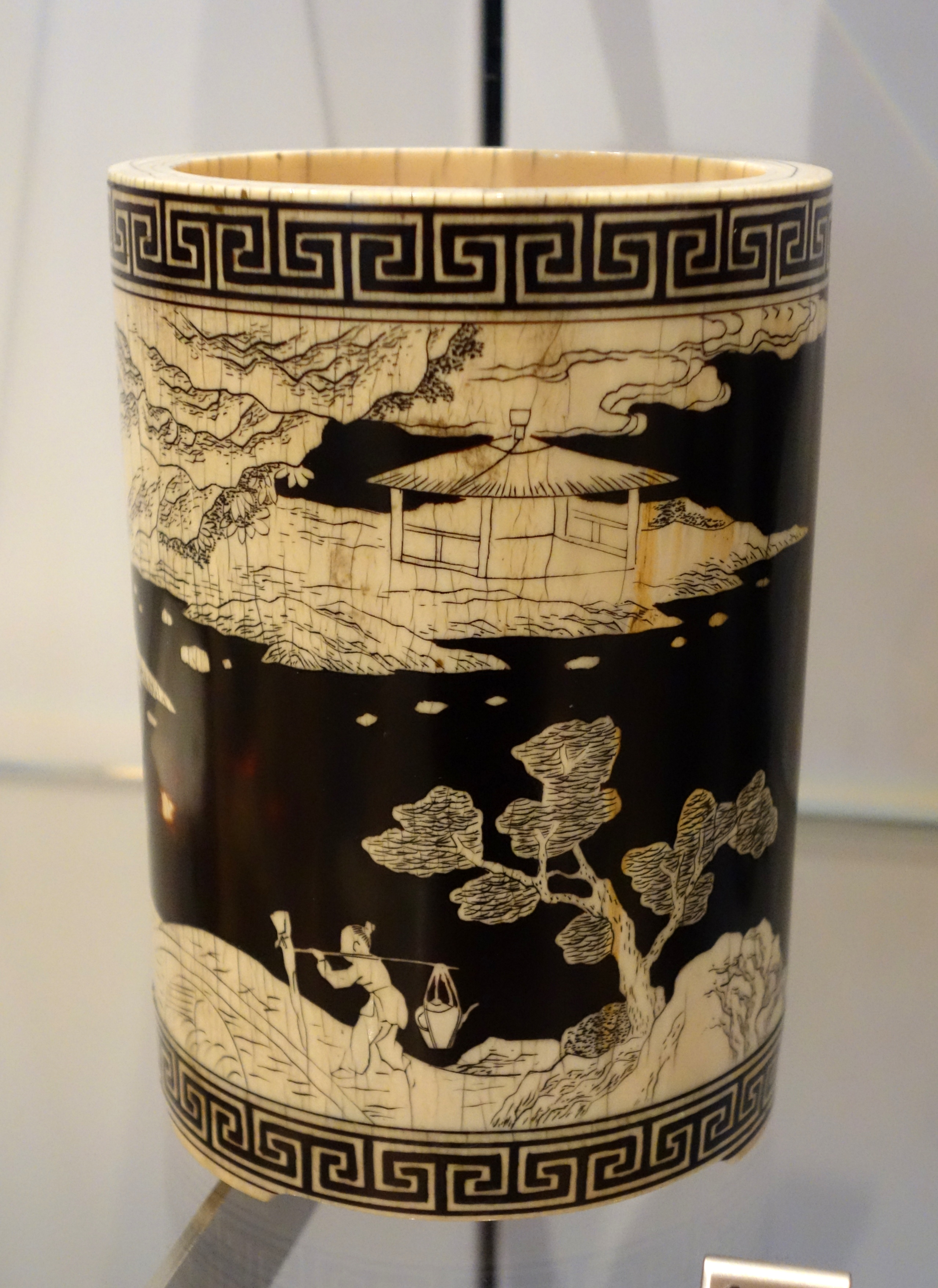
Elfenbein-Behälter in Gravurtechnik, Qing-Dynastie (1644–1912)
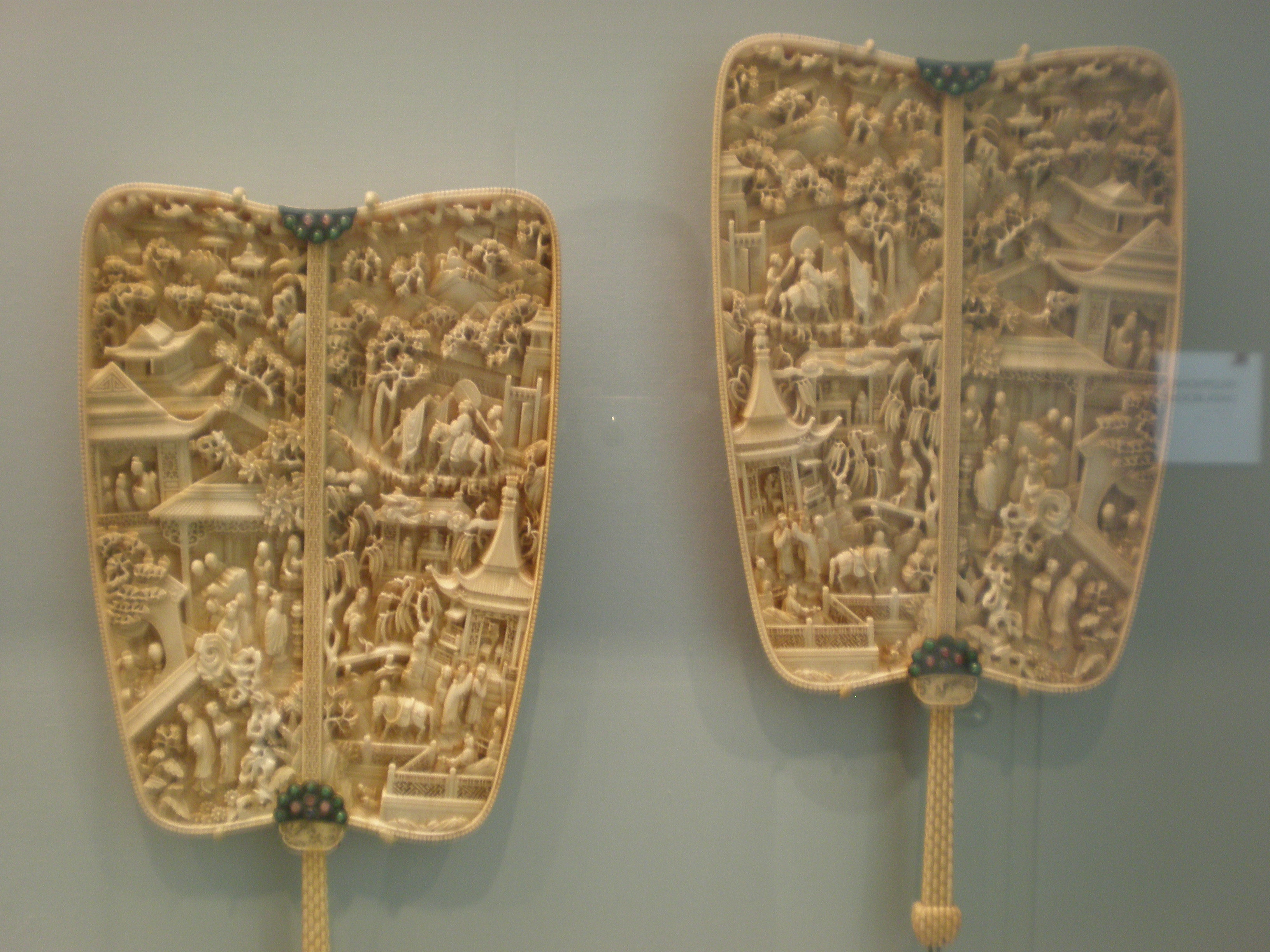
Zwei spiegelbildlich geschnitzte Elfenbeinfächer, Qing-Dynastie (1644–1912)
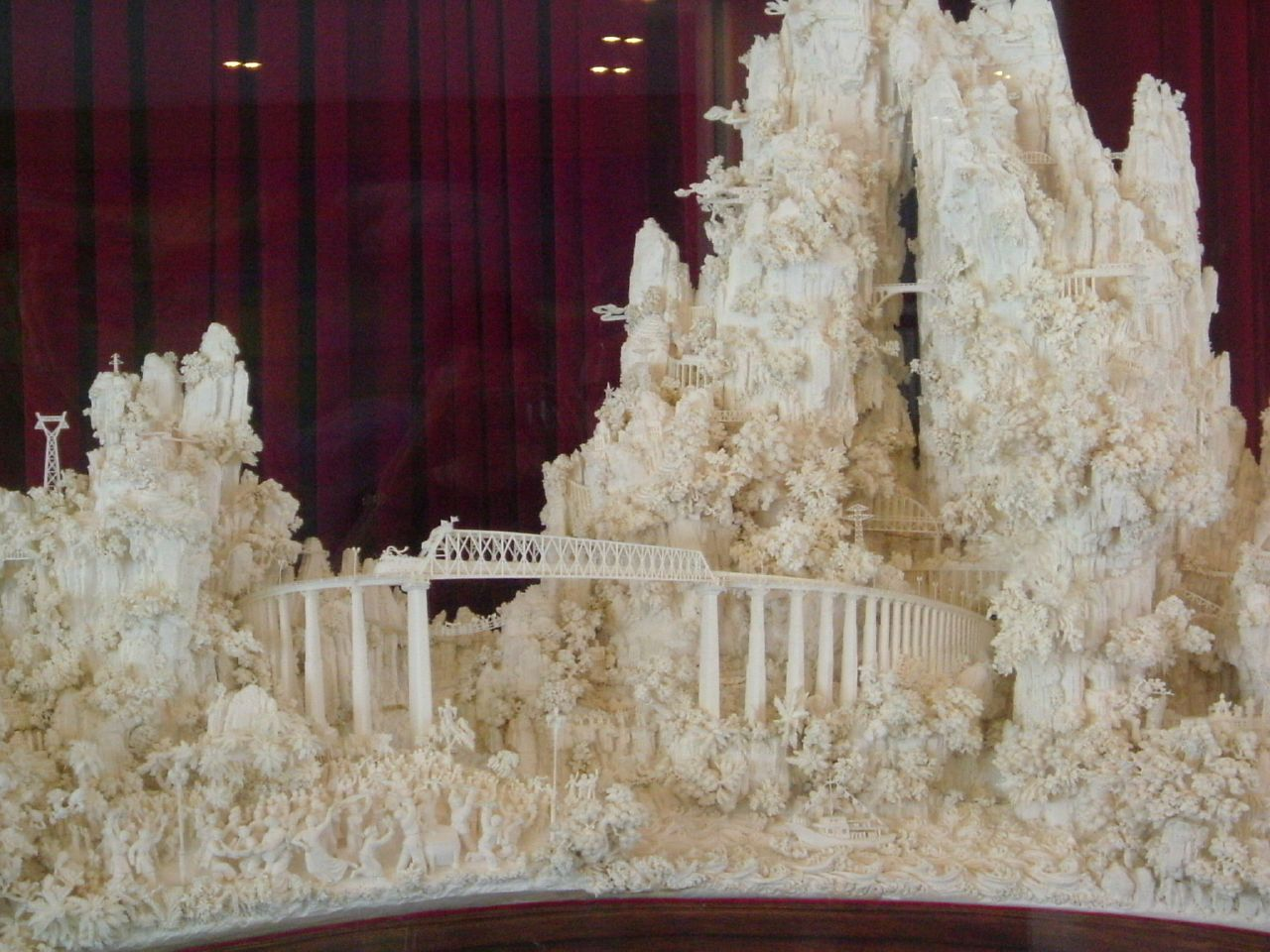
Geschenk Chinas an die Vereinten Nationen. Für das Werk mussten vier Elefanten ihr Leben lassen.

Korea – Japan
Von China aus gelangten viele Kulturelemente, wie Schrift und Buddhismus, so auch die Elfenbeinschnitzerei nach Korea und Japan. Beide Länder haben damit eine erst 1.200-jährige Tradition der Elfenbeinbearbeitung. Nach Japan kamen die ersten Arbeiten aus Elfenbein zusammen mit Gegenständen aus anderen Materialien etwa 750 n. Chr. in das Shosoin-Schatzhaus in Nara, der damaligen Hauptstadt. Sie stammten aus dem kaiserlichen Haushalt des Tenno Shomu. Die meisten Objekte waren in China oder von angeworbenen chinesischen Künstlern in Japan gefertigt.
Elfenbein war über Jahrhunderte hinweg beliebtes Material für Essstäbchen und für die Gürtelschließe (Netsuke). Des Weiteren fand Elfenbein Verwendung in der Gravurtechnik (Bachiru), bei der das Elfenbein erst oberflächlich eingefärbt und dann bearbeitet wurde.
Von den Chinesen wurden auch die Unterschriftenstempel (japanisch:Hankos) übernommen. Durch die massenhafte Verwendung von Elfenbein für diese Siegel ab den 1970er Jahren wurde Japan zum weltweit größten Elfenbein-Importeur. Gezielte Aufklärung über die blutigen Zusammenhänge der Elefantenjagd führten zum Umdenken. Einer Schätzung zufolge ging die Zahl der aus Elfenbein gefertigten Siegel von 2 Millionen im Jahr 1980 auf 110.000 im Jahr 2001 zurück. Heute ist das übliche Material für die meist maschinell hergestellten Namenssiegel elfenbeinfarbener Kunststoff.

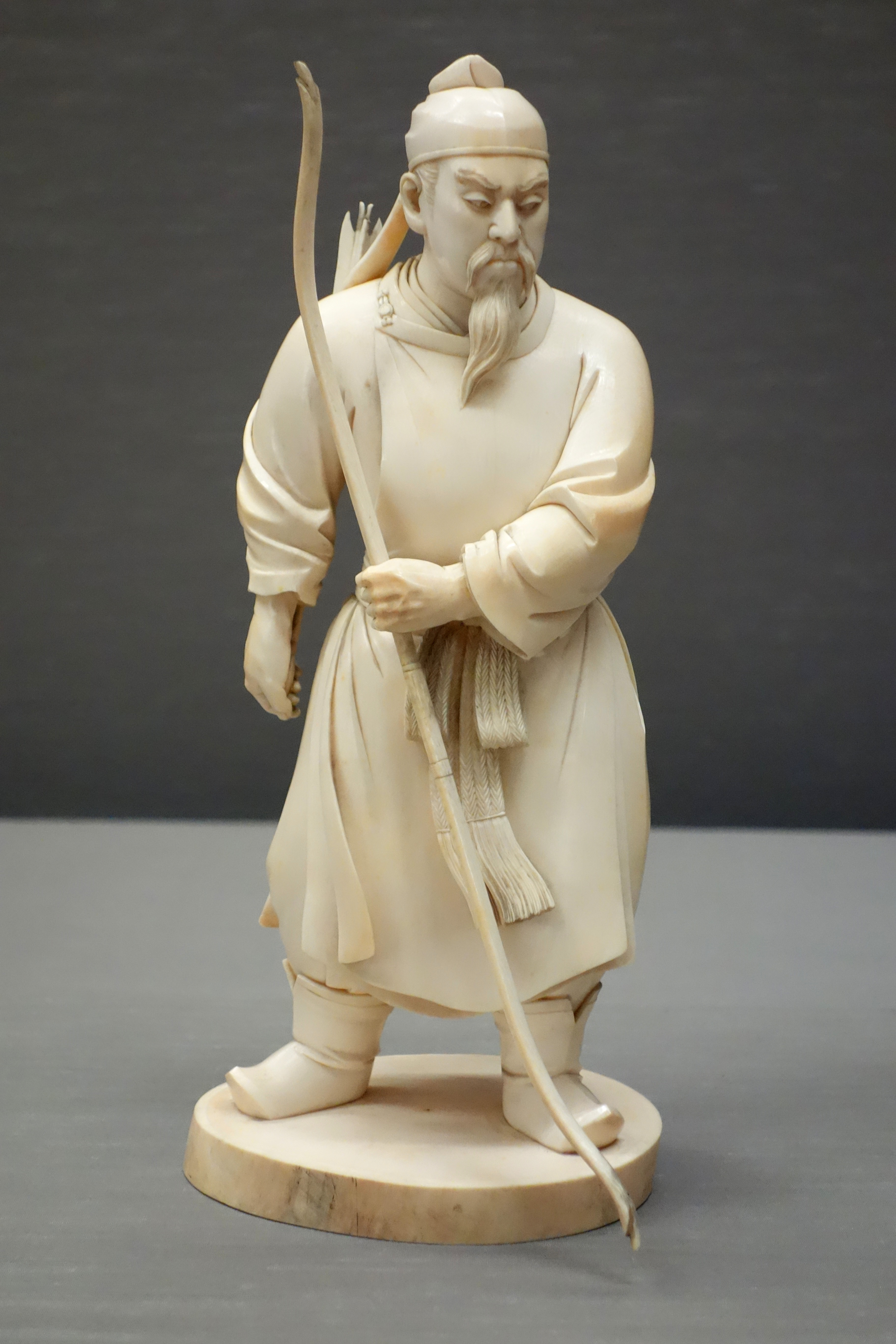
Elfenbeinstatuette
Elfenbeinvase
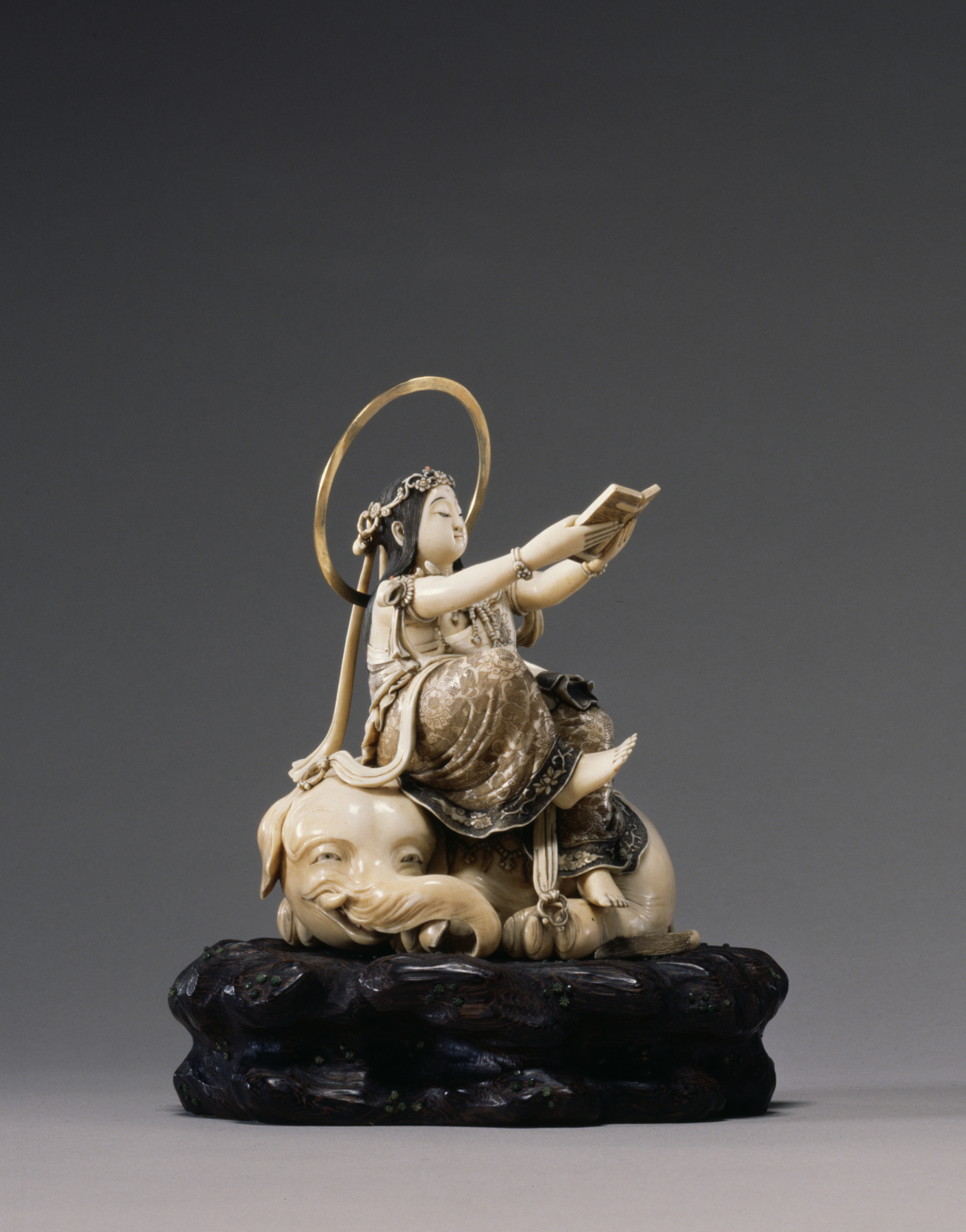
Bodhisattva Fugen, Elfenbein und Gold auf Holzsockel
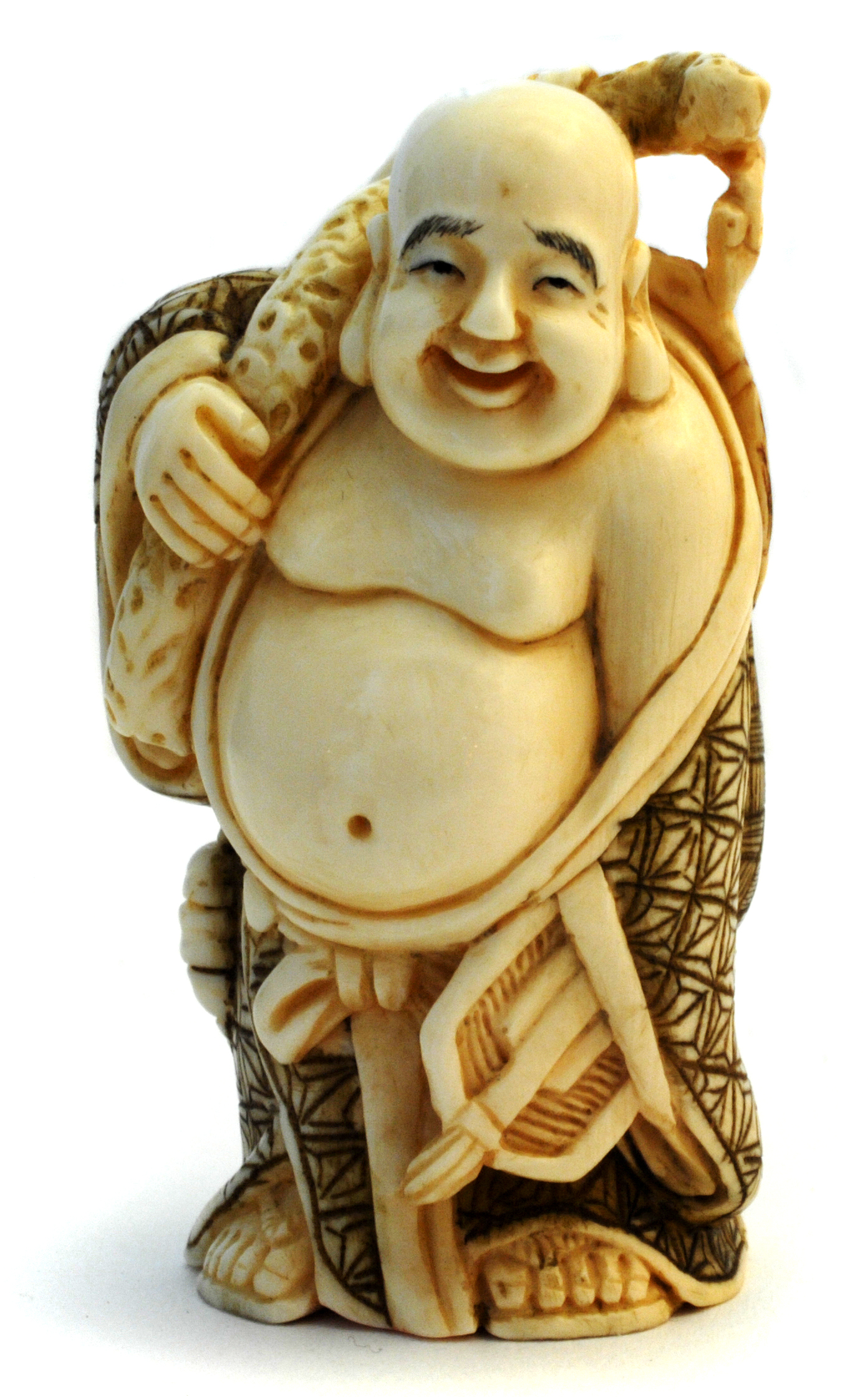
Netsuke aus Mammut-Elfenbein
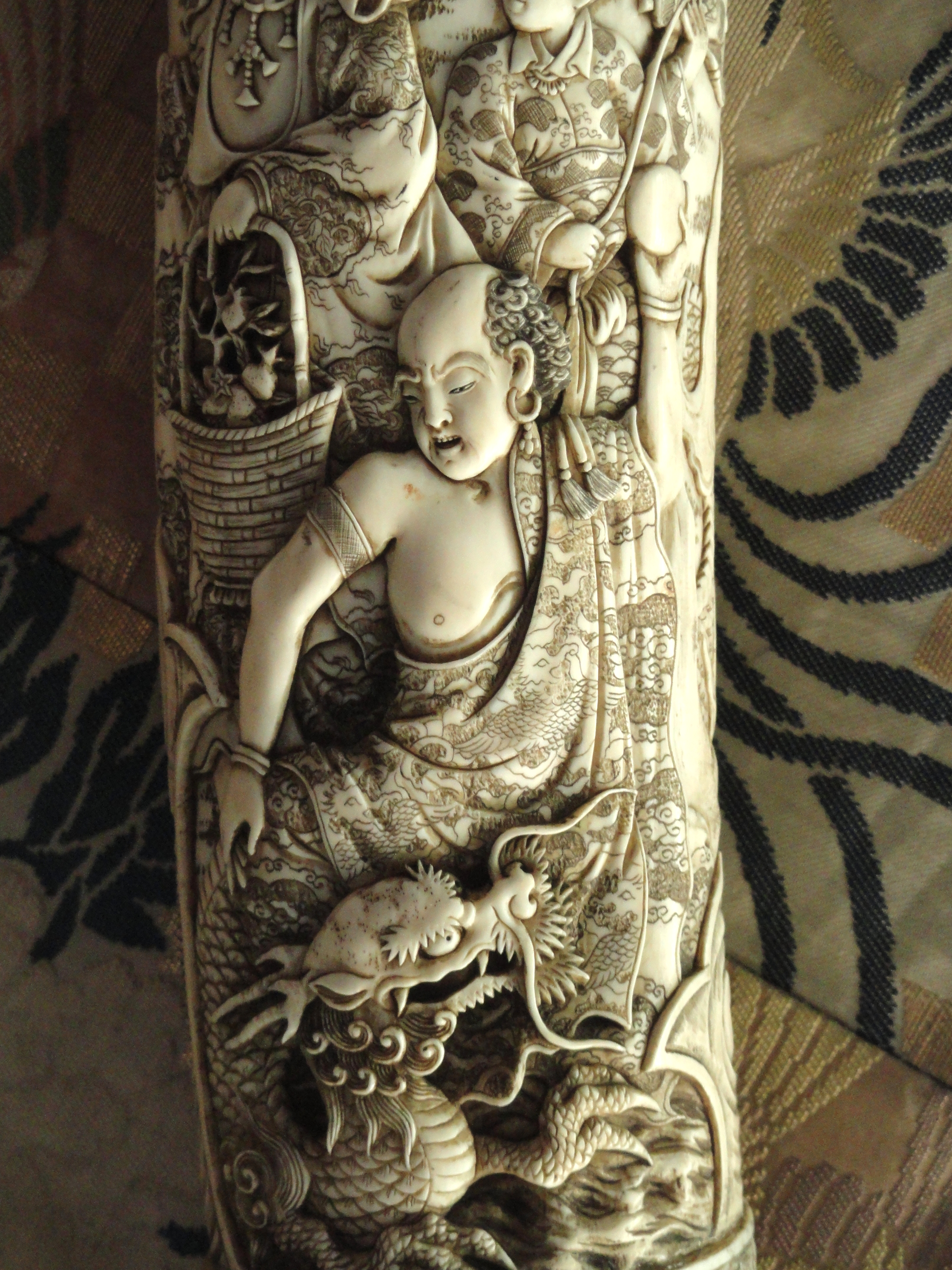
Schwertscheide